# Liste der Biografien/Gold
Liste der Biografien |
Portal Biografien |
Personensuche
# |
A |
B |
C |
D |
E |
F |
G |
H |
I |
J |
K |
L |
M |
N |
O |
P |
Q |
R |
S |
T |
U |
V |
W |
X |
Y |
Z |
?
 
Ga |
Gb |
Gc |
Gd |
Ge |
Gf |
Gh |
Gi |
Gj |
Gk |
Gl |
Gm |
Gn |
Go |
Gp |
Gq |
Gr |
Gs |
Gu |
Gv |
Gw |
Gy |
Gz
 
Goa |
Gob |
Goc |
God |
Goe |
Gof |
Gog |
Goh |
Goi |
Goj |
Gok |
Gol |
Gom |
Gon |
Goo |
Gop |
Gor |
Gos |
Got |
Gou |
Gov |
Gow |
Goy |
Goz
 
Gola |
Golb |
Golc |
Gold |
Gole |
Golf |
Golg |
Goli |
Golj |
Golk |
Goll |
Golm |
Goln |
Golo |
Golp |
Gols |
Golt |
Golu |
Golv |
Goly |
Golz
Die Liste der Biografien führt alle Personen auf, die in der deutschsprachigen Wikipedia einen Artikel haben. Dieses ist eine Teilliste mit 921 Einträgen von Personen, deren Namen mit den Buchstaben „Gold“ beginnt.

## Gold
- Gold 1, US-amerikanischer R&B-Sänger
- Gold von Lampoding, Erasmus († 1623), niederösterreichischer Land-Untermarschall
- Gold von Lampoding, Gottfried (1650–1702), salzburgischer römisch-katholischer Geistlicher und Abt von Stift Admont
- Gold, Alfred (1874–1958), Theaterkritiker und Feuilletonist
- Gold, Alison (* 2002), US-amerikanische Popsängerin und Schauspielerin
- Gold, Andreas (* 1954), deutscher Hochschullehrer, Psychologe und Professor für pädagogische Psychologie
- Gold, Andrew (1951–2011), amerikanischer Musiker, Sänger und KomponistAndrew Gold (1951–2011)

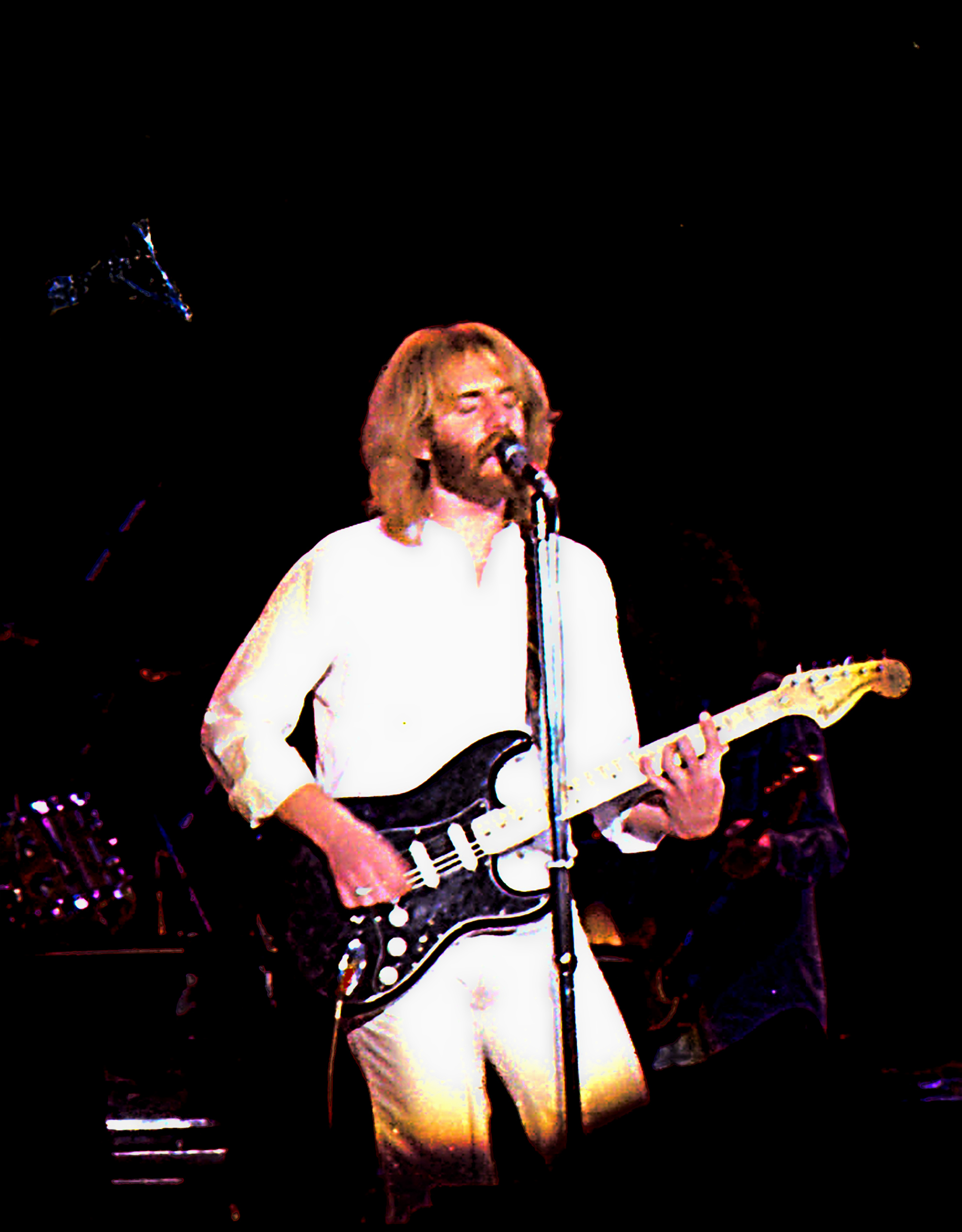
Andrew Gold (1951–2011)

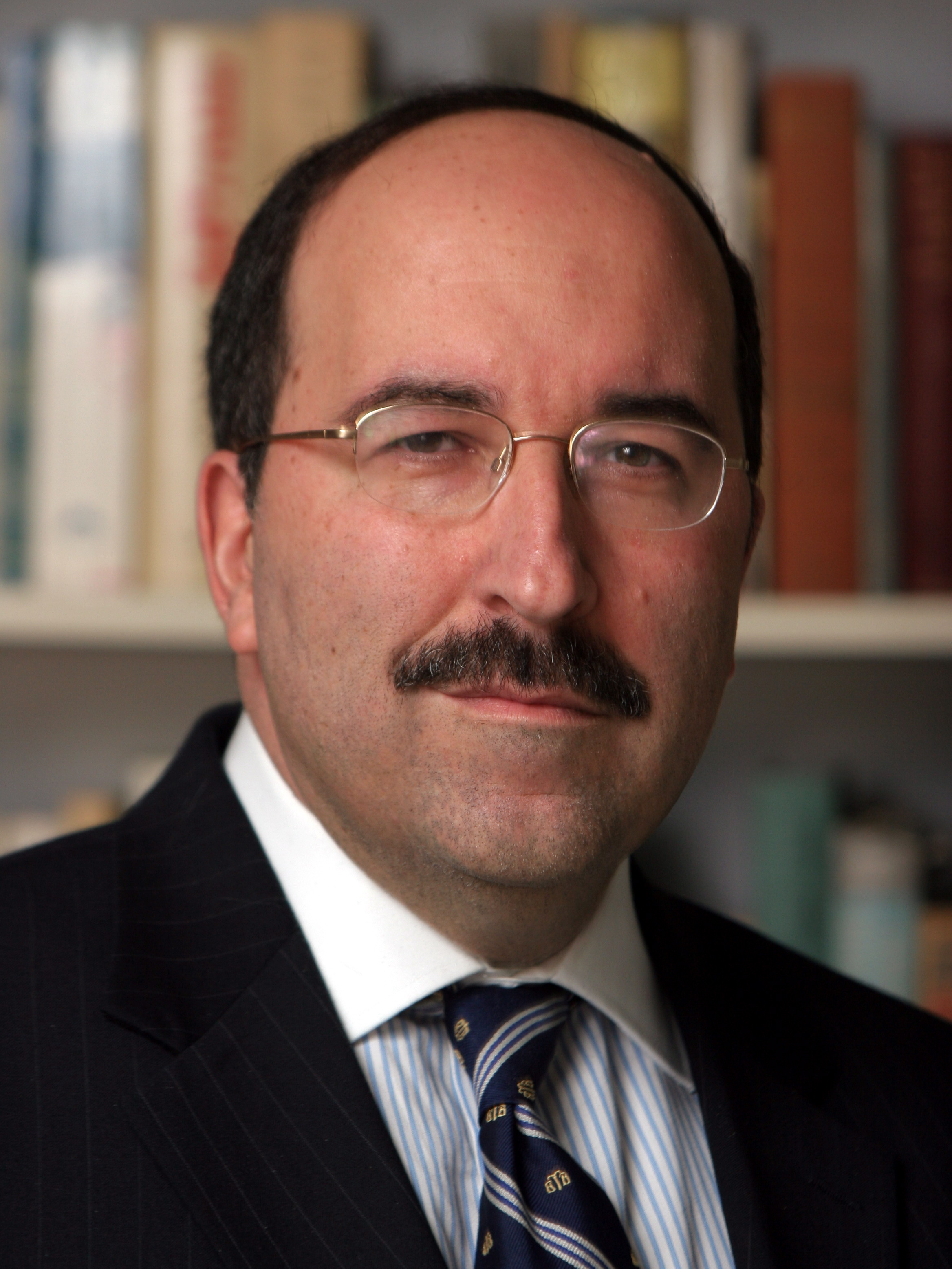
Dore Gold (1953–2025)

- Gold, Ari (* 1970), US-amerikanischer Regisseur, Drehbuchautor, Filmproduzent, Schauspieler und Musiker
- Gold, Ari (* 1974), US-amerikanischer Pop- und R&B-Sänger, Songwriter und LGBT-Aktivist
- Gold, Arielle (* 1996), US-amerikanische Snowboarderin
- Gold, Arthur (1917–2002), britischer Sportfunktionär
- Gold, Artur (1897–1943), polnischer Jazzmusiker
- Gold, Ben (1898–1985), US-amerikanischer Arbeiterführer
- Gold, Bill (1921–2018), US-amerikanischer Grafiker und Plakatkünstler
- Gold, Carl Ritter von (1808–1859), österreichischer Unternehmer und Politiker
- Gold, Carola (1960–2012), deutsche Public-Health-Expertin
- Gold, David, Baron Gold (* 1951), britischer Rechtsanwalt und Life Peer der Conservative Party im House of Lords
- Gold, Dore (1953–2025), israelischer Diplomat und SicherheitsexperteDore Gold (1953–2025)
- Gold, Elon (* 1970), US-amerikanischer Schauspieler, Comedian, Drehbuchautor und Produzent
- Gold, Erich (1899–1979), österreichischer Pressezeichner und Karikaturist
- Gold, Ernest (1921–1999), US-amerikanischer Komponist österreichischer Herkunft
- Gold, Ethan (* 1970), US-amerikanischer Musiker und Filmkomponist
- Gold, Franz (1913–1977), deutscher Generalleutnant (MfS)
- Gold, Gracie (* 1995), US-amerikanische Eiskunstläuferin
- Gold, Gustav (1870–1949), böhmisch-österreichischer Komponist, Filmkomponist, Arrangeur und Kapellmeister
- Gold, H. L. (1914–1996), US-amerikanischer Science-Fiction-Autor und -Herausgeber
- Gold, Harry (1907–2005), britischer Jazzmusiker (Saxophone, Klarinette, Arrangement, Komposition)
- Gold, Harry (1910–1972), US-amerikanischer Chemielaborant und Spion
- Gold, Helmut (* 1958), deutscher Literaturwissenschaftler und Historiker
- Gold, Henryk († 1977), polnischer Violinist, Orchesterleiter, Komponist und Pionier der polnischen Jazzmusik
- Gold, Herbert (1924–2023), US-amerikanischer Schriftsteller
- Gold, Honey (* 1993), US-amerikanische Pornodarstellerin
- Gold, Hugo (1895–1974), österreich-israelischer Historiker
- Gold, Jack (1930–2015), britischer Filmregisseur
- Gold, Jamie (* 1969), US-amerikanischer Fernsehproduzent und Pokerspieler
- Gold, Jared, US-amerikanischer Jazz-Organist
- Gold, Josef (1840–1922), österreichischer Maler und Restaurator in der Zeit des späten Biedermeiers und Historismus
- Gold, Julius (1884–1969), US-amerikanischer Geiger, Musikwissenschaftler und -pädagoge
- Gold, Käthe (1907–1997), österreichische Schauspielerin
- Gold, Katie (* 1978), US-amerikanische Pornodarstellerin
- Gold, Laurie (1918–2000), britischer Jazzmusiker (Saxophone, Klarinette, Arrangement)
- Gold, Louise (* 1974), deutsche Popsängerin
- Gold, Marian (* 1954), deutscher MusikerMarian Gold (* 1954)

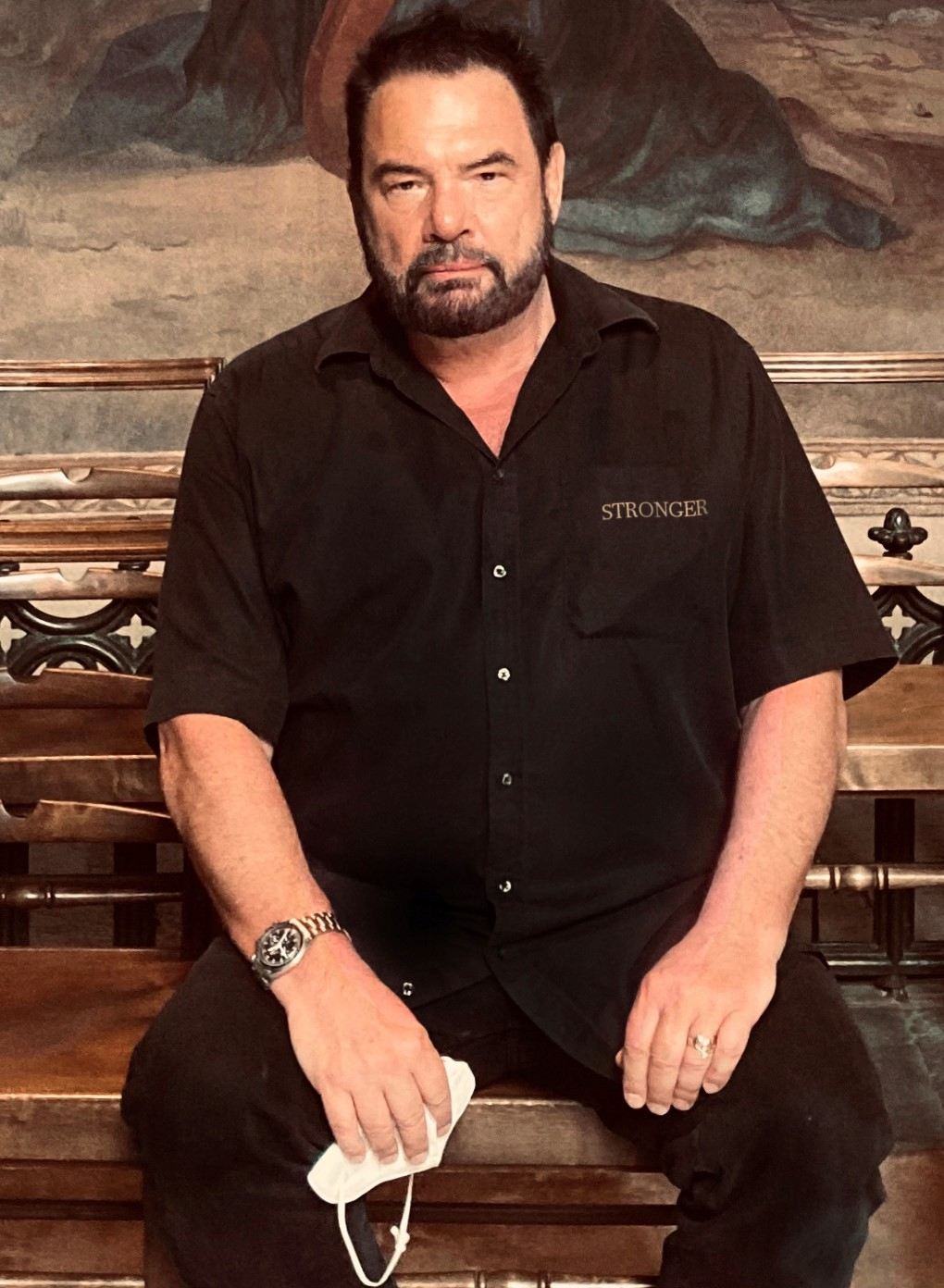
Marian Gold (* 1954)

- Gold, Martin B. (* 1947), US-amerikanischer Anwalt
- Gold, Mary Jayne (1909–1997), US-amerikanische Erbin und Humanistin
- Gold, Maximilian (1900–1961), österreichischer Fußballspieler
- Gold, Michael (1894–1967), US-amerikanischer Schriftsteller
- Gold, Missy (* 1970), US-amerikanische Schauspielerin
- Gold, Murray (* 1969), britischer Filmmusik-Komponist, Bühnen- und HörspielautorMurray Gold (* 1969)

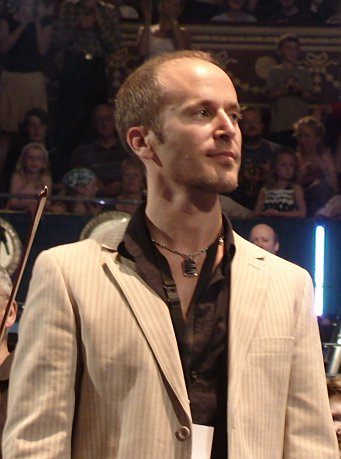
Murray Gold (* 1969)

- Gold, Natalie (* 1976), US-amerikanische Schauspielerin
- Gold, Otto (1918–1999), tschechoslowakischer Eiskunstläufer
- Gold, Pegelia (* 1979), deutsche Sängerin, Textdichterin und Komponistin
- Gold, Phil (* 1936), kanadischer Krebsforscher und Onkologe
- Gold, Rachel (* 1978), österreichische Karikaturistin
- Gold, Robert (* 1970), deutscher Filmproduzent, Schriftsteller und Drehbuchautor
- Gold, Samuel (1835–1920), ungarischer Schachkomponist
- Gold, Sanford (1911–1984), US-amerikanischer Jazzpianist
- Gold, Taylor (* 1993), US-amerikanischer Snowboarder
- Gold, Thomas (1920–2004), US-amerikanischer Astrophysiker
- Gold, Thomas (* 1981), deutscher DJ und Musikproduzent
- Gold, Thomas R. (1764–1827), US-amerikanischer Jurist und Politiker
- Gold, Tracey (* 1969), US-amerikanische Schauspielerin
- Gold, Wolf (1889–1956), israelischer Rabbiner

### Golda
- Golda, Kurt (1925–2002), deutscher Gewerkschafter
- Golda, Natalie (* 1981), US-amerikanische Wasserballspielerin
- Golda-Pongratz, Kathrin (* 1971), deutsche Architektin und Hochschullehrerin
- Goldacker, Albrecht von (1669–1743), fürstlich-sachsen-gothaischer Generalmajor
- Goldacker, Christian Wilibald von (1721–1801), kursächsischer Generalmajor
- Goldacker, Friedrich Wilhelm Albrecht von (1740–1774), deutscher Oberhofgerichtsassessor und evangelischer Domherr
- Goldacker, Hans von (1882–1957), deutscher Geschäftsmann, Rittergutsbesitzer und Politiker (DNVP), MdR
- Goldacker, Julius Augustus von (1673–1740), königlich-polnischer und kurfürstlich-sächsischer Generalmajor der Kavallerie
- Goldacker, Otto von (1792–1840), sächsischer Oberstleutnant und Ehrenbürger von Leipzig
- Goldacre, Ben (* 1974), britischer Arzt und Journalist
- Goldammer, Fedor von (1809–1862), Bürgermeister in Grevenbroich und später in Odenkirchen
- Goldammer, Frank (* 1975), deutscher SchriftstellerFrank Goldammer (* 1975)

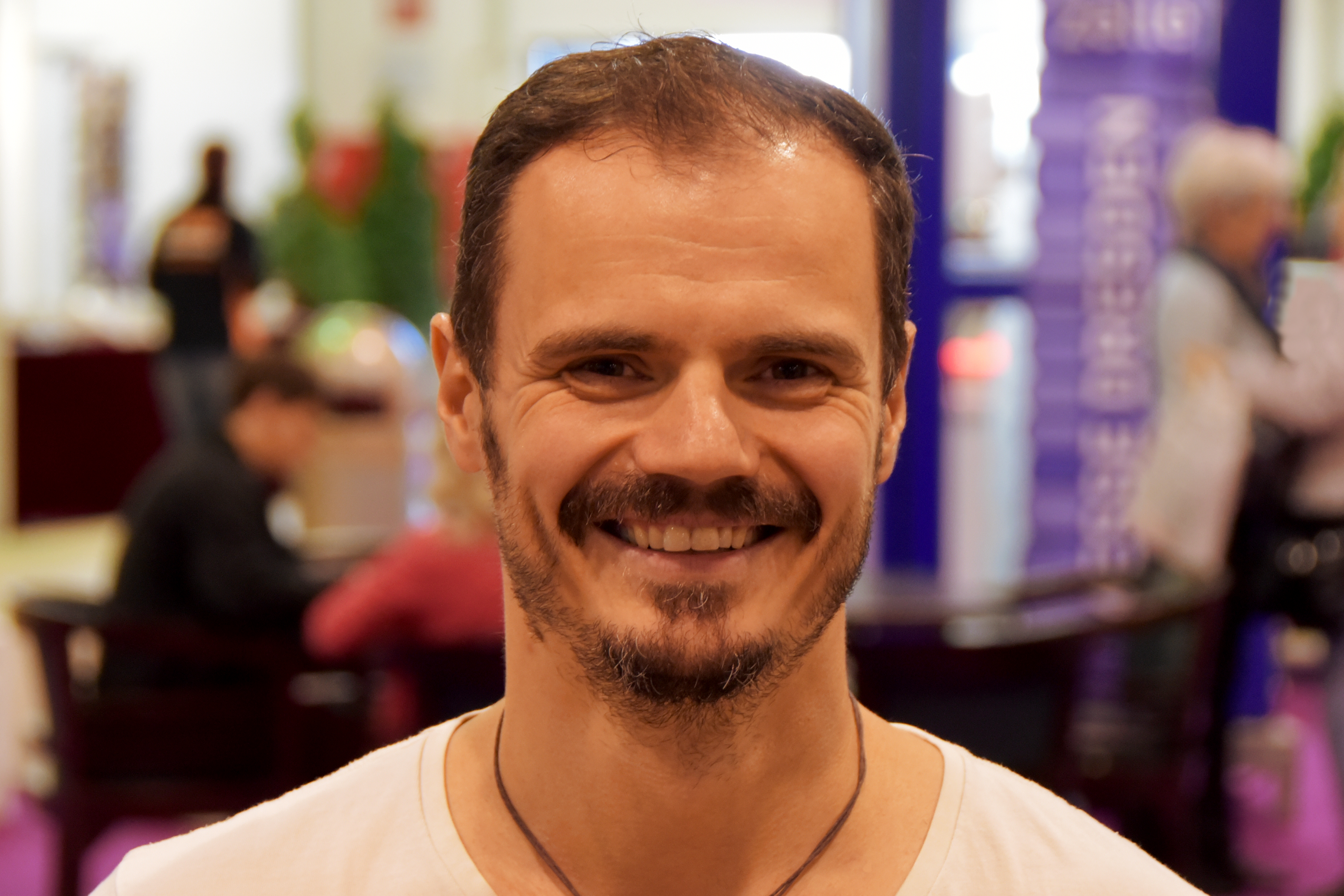
Frank Goldammer (* 1975)

- Goldammer, Franz (1876–1919), deutscher Chirurg, Hochschullehrer und Oberstabsarzt
- Goldammer, Giulia (* 1993), deutsch-italienische Schauspielerin
- Goldammer, Johann Georg (* 1949), deutscher Forstwissenschaftler und Feuerökologe
- Goldammer, Karl (1950–2020), österreichischer Maler
- Goldammer, Klaus (* 1952), deutscher Marathonläufer
- Goldammer, Kurt (1916–1997), deutscher Religionswissenschaftler und Paracelsus-Forscher
- Goldammer, Pamela, deutsche Maskenbildnerin
- Goldan, Wolf (1944–1986), deutscher Schauspieler und Synchronsprecher
- Goldani Telles, Julia (* 1995), US-amerikanische Schauspielerin und BalletttänzerinJulia Goldani Telles (* 1995)

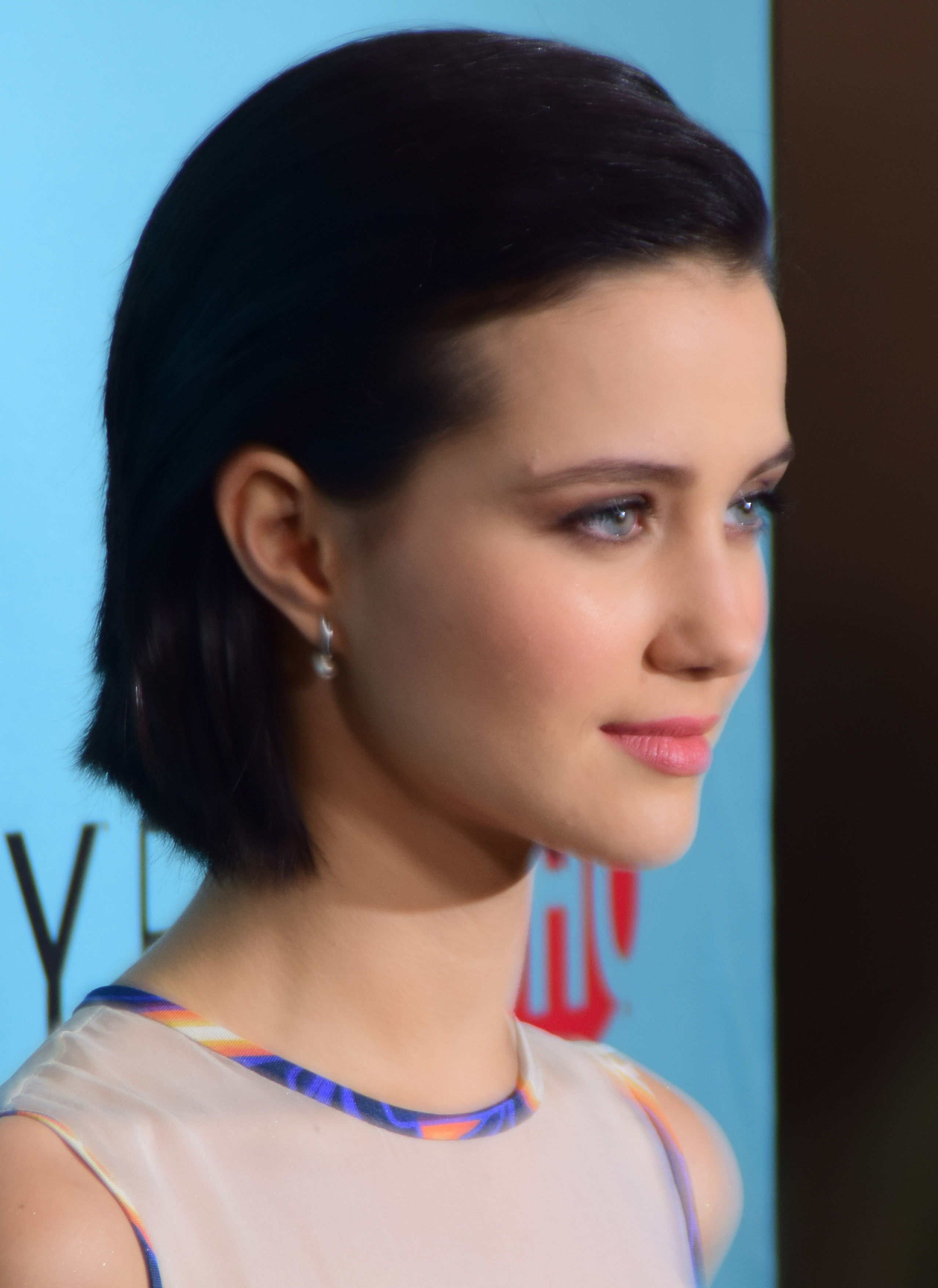
Julia Goldani Telles (* 1995)

- Goldanski, Witali Iossifowitsch (1923–2001), russischer Chemiker und Physiker
- Goldapp, Otto (1898–1984), deutscher Polizeibeamter, Mitglied des Sonderkommandos 1005-Mitte
- Goldapple, Jessica (* 1979), kanadische Schauspielerin
- Goldarbeiter, Lisl (1909–1997), österreichisches Fotomodell
- Goldast, Melchior (1578–1635), Schweizer Humanist, Polyhistor und Bibliomaner
- Goldau, Franz (1887–1945), deutscher Landwirt, Gutsbesitzer und Politiker (DNVP, CNBL), MdL
- Goldau, Harald (* 1957), deutscher Fertigungstechniker
- Goldau, Karl-Heinz (1941–2024), deutscher Fußballspieler
- Goldau, Sikander (* 1969), deutscher Regisseur und Drehbuchautor
- Goldau, Ursula (* 1950), deutsche Malerin

### Goldb
- Goldbach von Sulittaborn, Anton (1866–1924), böhmischer Adeliger und Offizier der Königlich-kaiserlichen Armee im Ersten Weltkrieg
- Goldbach, Christian (1690–1764), preußischer Mathematiker
- Goldbach, Clemens Botho (* 1979), deutscher Bildhauer und Installationskünstler
- Goldbach, Dieter (* 1952), deutscher Fußballspieler
- Goldbach, Erhard (1928–2004), deutscher Kohlenhändler, dann Besitzer der Tankstellenkette Goldin und Sportmäzen
- Goldbach, Eva (* 1965), deutsche Ökonomin und Politikerin (Bündnis 90/Die Grünen), MdL
- Goldbach, Joachim (1929–2008), deutscher Generaloberst
- Goldbach, Johann Georg von († 1746), nobilitierter Augsburger Patrizier, Stadtrat, Steueramtmann und Kanzler des Reichserbtruchsessen Grafen Wolfsegg-Waldsee
- Goldbach, Judith (* 1981), deutsche Jazzmusikerin (Kontrabass, Komposition)
- Goldbach, Klaus (1951–2020), deutscher Fußballspieler und -trainer
- Goldbach, Lukas (* 1981), deutscher Theaterschauspieler und Regisseur
- Goldbach, Maria, deutsche Romanistin
- Goldbach, Niklas (* 1973), deutscher Videokünstler und Fotograf
- Goldbach, Sandra (* 1977), deutsche Ruderin
- Goldbacher, Alois (1837–1924), österreichischer Klassischer Philologe
- Goldbacher, Gregor (1875–1950), österreichischer Lehrer, Mundartdichter und Heimatforscher
- Goldbæk, Bjarne (* 1968), dänischer Fußballspieler
- Goldbaum, Gerhard (1903–1944), deutscher Tontechniker
- Goldbaum, Helene (* 1883), österreichische Schriftstellerin, Übersetzerin und Vertreterin der Individualpsychologie
- Goldbaum, Peter (1916–1981), deutscher Produzent, Regisseur und Drehbuchautor
- Goldbaum, Wenzel (1881–1960), Anwalt, Rechtswissenschaftler und Dramatiker
- Goldbaum, Wilhelm (1843–1912), deutsch-österreichischer Schriftsteller, Journalist und Übersetzer
- Goldbeck, Andreas, deutscher Buchdrucker in Braunschweig
- Goldbeck, August von (1792–1864), preußischer Generalmajor und Kommandeur der 3. Infanterie-Brigade
- Goldbeck, Blandina (1574–1608), deutsche Hausfrau in Werben
- Goldbeck, Christian M. (* 1974), deutscher Szenenbildner
- Goldbeck, Christoph (* 1970), deutscher Filmemacher, Kameramann, Regisseur und Filmproduzent
- Goldbeck, Heinrich Julius von (1733–1818), preußischer Großkanzler und Justizminister
- Goldbeck, Johann Friedrich (1748–1812), Theologe und topographischer Schriftsteller
- Goldbeck, Walter (1945–2022), deutscher Politiker (FDP), MdL
- Goldbeck, Willis (1898–1979), US-amerikanischer Regisseur und Drehbuchautor
- Goldbeck-Löwe, Hans-Günter (* 1935), deutscher Journalist und Verleger
- Goldberg Haas, Naomi, US-amerikanische Choreografin
- Goldberg, Aaron (* 1974), US-amerikanischer Jazzpianist
- Goldberg, Abbie, US-amerikanische Gender-Forscherin und Hochschullehrerin
- Goldberg, Adam (* 1970), US-amerikanischer SchauspielerAdam Goldberg (* 1970)

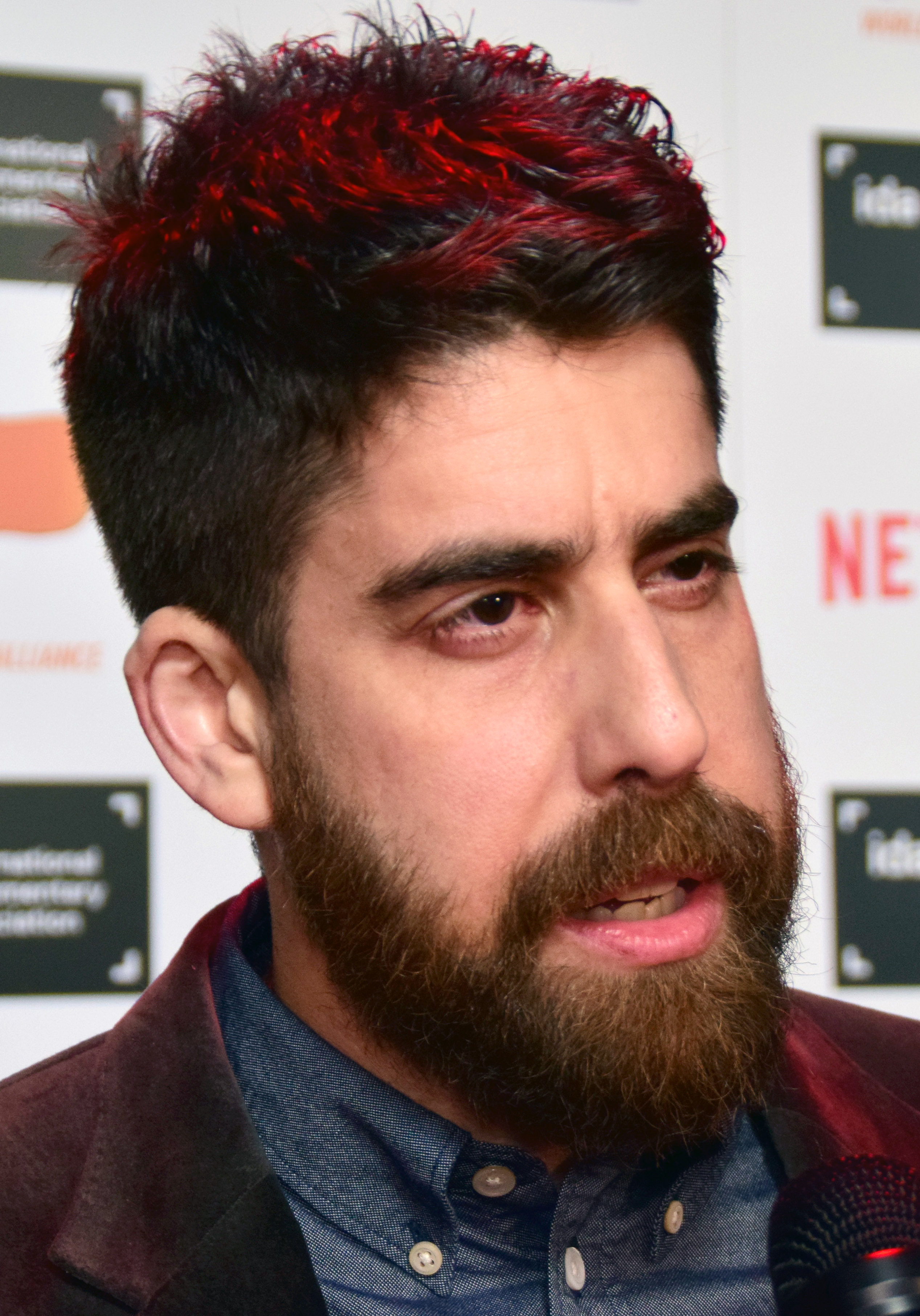
Adam Goldberg (* 1970)

- Goldberg, Adele (* 1945), US-amerikanische Informatikerin
- Goldberg, Adele Eva (* 1963), US-amerikanische Linguistin
- Goldberg, Adolph (1860–1938), deutscher Arzt in Bremen und ein jüdisches NS-Opfer
- Goldberg, Albert (1847–1905), deutscher Opernsänger (Bariton), Opernregisseur und Theaterintendant
- Goldberg, Alfred L. (1942–2023), US-amerikanischer Zellbiologe
- Goldberg, Amos (* 1966), israelischer Holocaustforscher und Hochschullehrer
- Goldberg, Anatoli Asirowitsch (1930–2008), ukrainisch-israelischer Mathematiker
- Goldberg, Andrew (* 1978), US-amerikanischer Filmproduzent und Comedy-Autor
- Goldberg, Arnold (1928–1991), deutscher Judaist
- Goldberg, Arthur (* 1908), US-amerikanischer Politiker, Jurist und Diplomat
- Goldberg, Arthur (* 1940), US-amerikanischer Jurist und Autor
- Goldberg, B. Z. (* 1963), US-amerikanischer Filmproduzent, Filmregisseur, Drehbuchautor und Dokumentarfilmer
- Goldberg, Barry (1942–2025), US-amerikanischer Bluesmusiker, Keyboardspieler
- Goldberg, Ben (* 1959), US-amerikanischer Klarinettist des Jazz und der Improvisationsmusik
- Goldberg, Bertrand (1913–1997), US-amerikanischer Architekt
- Goldberg, Bill (* 1966), US-amerikanischer Wrestler und SchauspielerBill Goldberg (* 1966)

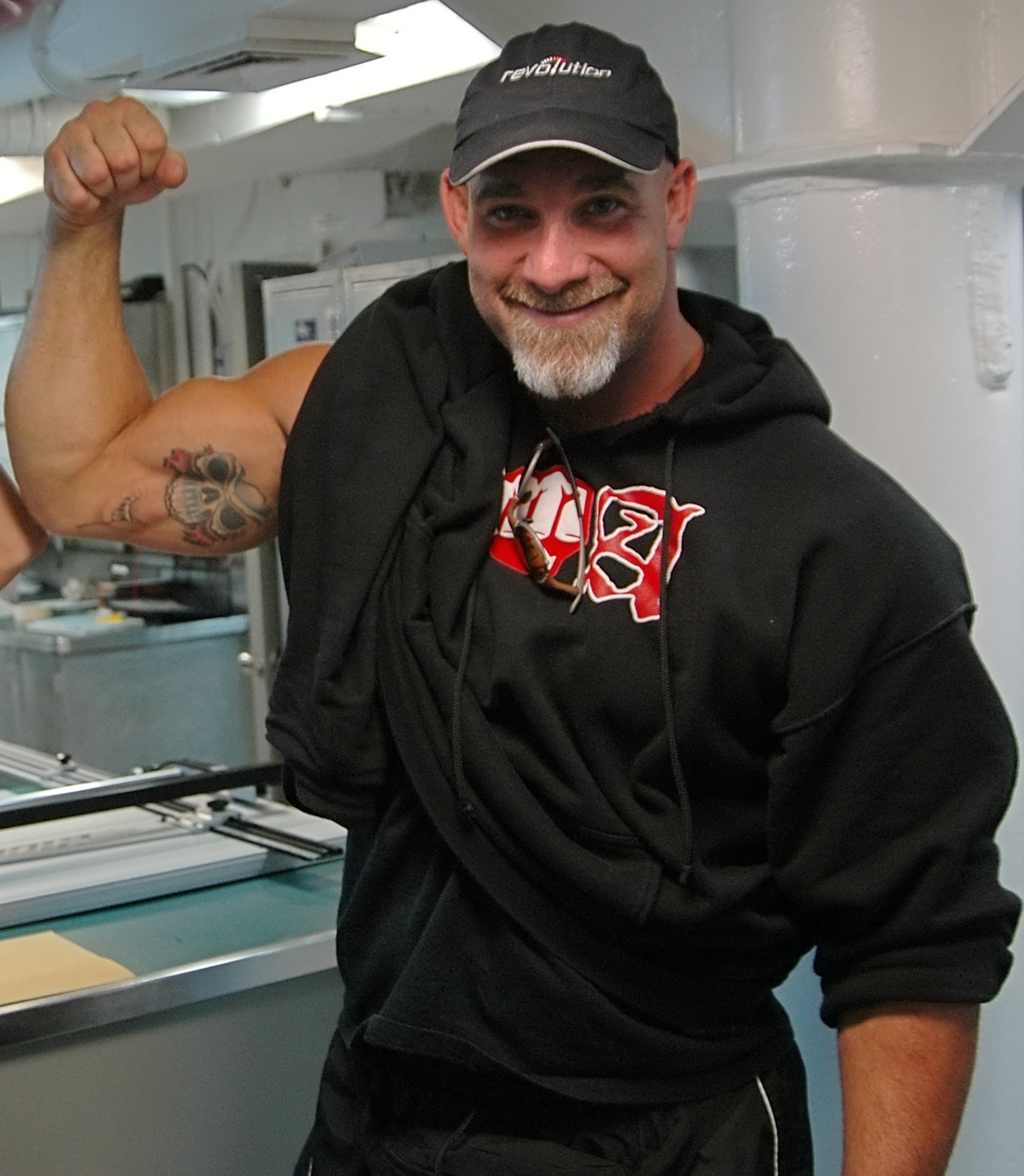
Bill Goldberg (* 1966)

- Goldberg, Daniel (* 1965), französischer Politiker, Mitglied der Nationalversammlung
- Goldberg, Dave (1967–2015), US-amerikanischer Unternehmer und Milliardär
- Goldberg, David E. (* 1953), US-amerikanischer Informatiker auf dem Gebiet der genetischen Algorithmen
- Goldberg, David Theo (* 1952), südafrikanischer Philosoph
- Goldberg, Denis (1933–2020), südafrikanischer Bürgerrechtler
- Goldberg, Emanuel (1881–1970), russisch-deutsch-israelischer Chemiker, Techniker, Erfinder und Pionier der InformatikEmanuel Goldberg (1881–1970)

Emanuel Goldberg (1881–1970)

- Goldberg, Erich (* 1888), deutscher Dichter, Komponist und Porträtzeichner
- Goldberg, Ernst (* 1935), deutscher Fotograf
- Goldberg, Evan (* 1982), kanadischer Drehbuchautor und Filmproduzent
- Goldberg, Gary David (1944–2013), US-amerikanischer Drehbuchautor, Filmproduzent, Filmregisseur
- Goldberg, Georg (1830–1894), deutscher Kupfer- und Stahlstecher
- Goldberg, Gustav Adolf (1848–1911), deutscher Maler
- Goldberg, Heinrich (1875–1958), deutscher Naturheilkundler und Heimatdichter in Neukirchen-Vluyn
- Goldberg, Heinz (1891–1969), deutscher Theaterregisseur und Drehbuchautor
- Goldberg, Heinz (1910–1971), deutscher Übersetzer
- Goldberg, Henryk (* 1949), deutscher Kulturjournalist
- Goldberg, Howard (* 1948), US-amerikanischer Filmregisseur, Drehbuchautor, Filmproduzent und Autor
- Goldberg, Iddo (* 1975), britisch-israelischer Schauspieler
- Goldberg, Irma (* 1871), russisch-schweizerische Chemikerin
- Goldberg, Isaac (1887–1938), US-amerikanischer Romanist, Hispanist, Lusitanist, Literaturwissenschaftler, Musikschriftsteller, Journalist, Übersetzer und Polygraph
- Goldberg, Isaak Grigorjewitsch (1884–1938), russisch-sowjetischer Schriftsteller
- Goldberg, Jackie (* 1944), US-amerikanische Politikerin
- Goldberg, Jacob (1924–2011), polnisch-israelischer Historiker für Osteuropäische Geschichte
- Goldberg, Jacques (1861–1934), deutscher Musiker, Schauspieler, Regisseur und Theaterleiter
- Goldberg, Jake (* 1996), amerikanischer Schauspieler
- Goldberg, Jared (* 1991), US-amerikanischer Skirennläufer
- Goldberg, Jeffrey (* 1965), US-amerikanischer Journalist und AutorJeffrey Goldberg (* 1965)

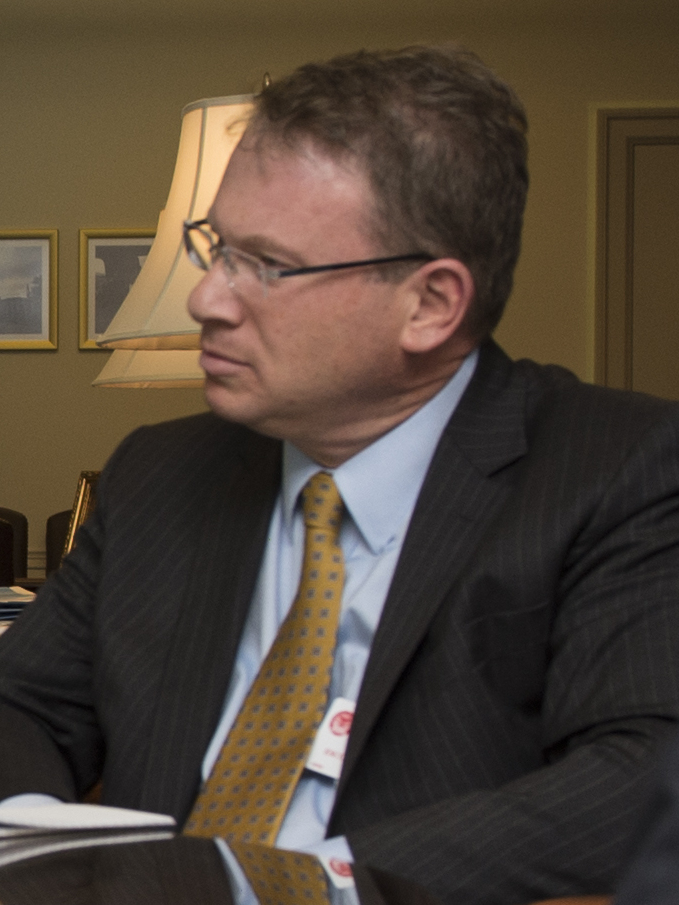
Jeffrey Goldberg (* 1965)

- Goldberg, Joachim (* 1956), deutscher Finanzmarktanalyst und -publizist
- Goldberg, Joe (1932–2009), US-amerikanischer Musikkritiker und Jazz-Autor
- Goldberg, Johann Gottlieb, deutscher Cembalist und Komponist
- Goldberg, Jonah (* 1969), US-amerikanischer Publizist und Kommentator
- Goldberg, Jörg (* 1943), deutscher Ökonom und Sachbuchautor
- Goldberg, Josef Joachim (1849–1916), österreichischer Fabrikant und Politiker
- Goldberg, Joshua Ryne, US-amerikanischer Internet-Troll
- Goldberg, Judith (* 1985), deutsche Theater- und Filmschauspielerin
- Goldberg, Julia (* 1986), deutsche Schauspielerin
- Goldberg, Kaarina (* 1956), finnische Schriftstellerin und Journalistin
- Goldberg, Karl (1836–1897), österreichischer Fabrikant und Politiker
- Goldberg, Laurette (1932–2005), US-amerikanische Cembalistin und Musikpädagogin
- Goldberg, Lea (1911–1970), litauisch-israelische AutorinLea Goldberg (1911–1970)

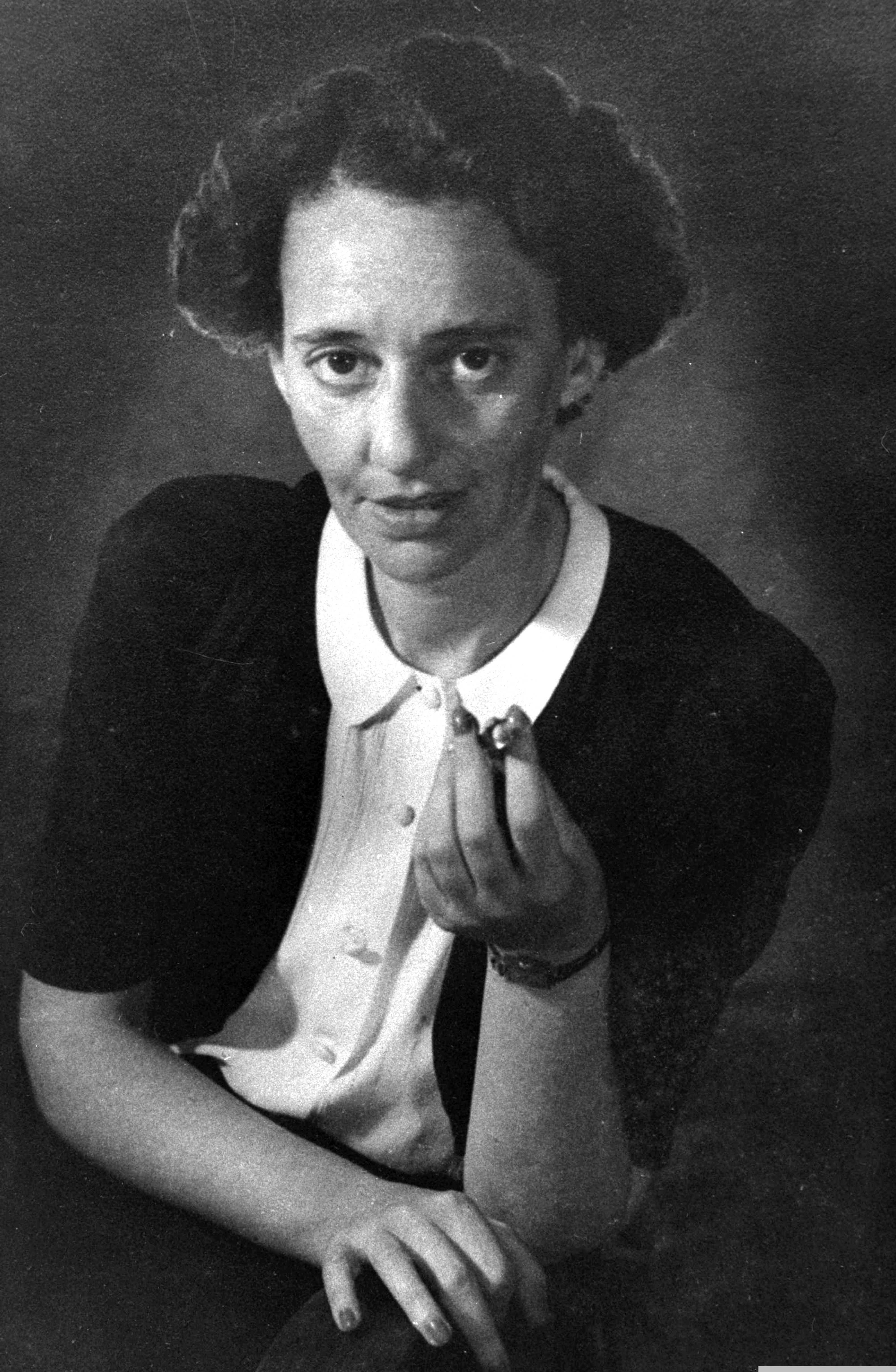
Lea Goldberg (1911–1970)

- Goldberg, Lejb (1892–1955), russisch-sowjetischer Schriftsteller, Übersetzer und Journalist
- Goldberg, Leo (1913–1987), US-amerikanischer Astronom
- Goldberg, Leonard (1934–2019), US-amerikanischer Film- und Fernsehproduzent
- Goldberg, Lewis (* 1932), US-amerikanischer Psychologe und Professor an der University of Oregon
- Goldberg, Martha (1873–1938), deutsche, sozial engagierte Frau und jüdisches NS-Opfer der Reichspogromnacht
- Goldberg, Max (1892–1967), deutscher Schauspieler, Varieté-Regisseur und Theaterleiter sowie Modeschöpfer
- Goldberg, Max (1905–1990), kanadischer Jazztrompeter
- Goldberg, Michael (1924–2007), US-amerikanischer Maler und Grafiker
- Goldberg, Michael (* 1959), Schweizer Schauspieler
- Goldberg, Morris (* 1936), südafrikanischer Jazzmusiker
- Goldberg, Myla (* 1971), US-amerikanische Autorin und Musikerin jüdischer Herkunft
- Goldberg, Natalie (* 1948), amerikanische Schriftstellerin und Schreiblehrerin
- Goldberg, Nicolás (* 1978), argentinischer Künstler
- Goldberg, Oskar (1885–1953), deutsch-jüdischer Arzt und Religionsphilosoph
- Goldberg, Paul (* 1945), amerikanischer Geoarchäologe und Hochschullehrer
- Goldberg, Pinelopi, griechisch-US-amerikanische Ökonomin
- Goldberg, Ray (* 1926), amerikanischer Agrarökonom
- Goldberg, Reiner (1939–2023), deutscher Opernsänger (Tenor)
- Goldberg, Robert P. († 1994), US-amerikanischer Informatiker
- Goldberg, Rodrigo (* 1971), chilenischer Fußballspieler
- Goldberg, Rube (1883–1970), US-amerikanischer Cartoonist
- Goldberg, Sarah (1921–2003), polnische Widerstandskämpferin der Résistance, Mitglied der Roten Kapelle
- Goldberg, Sarah (* 1985), kanadische SchauspielerinSarah Goldberg (* 1985)

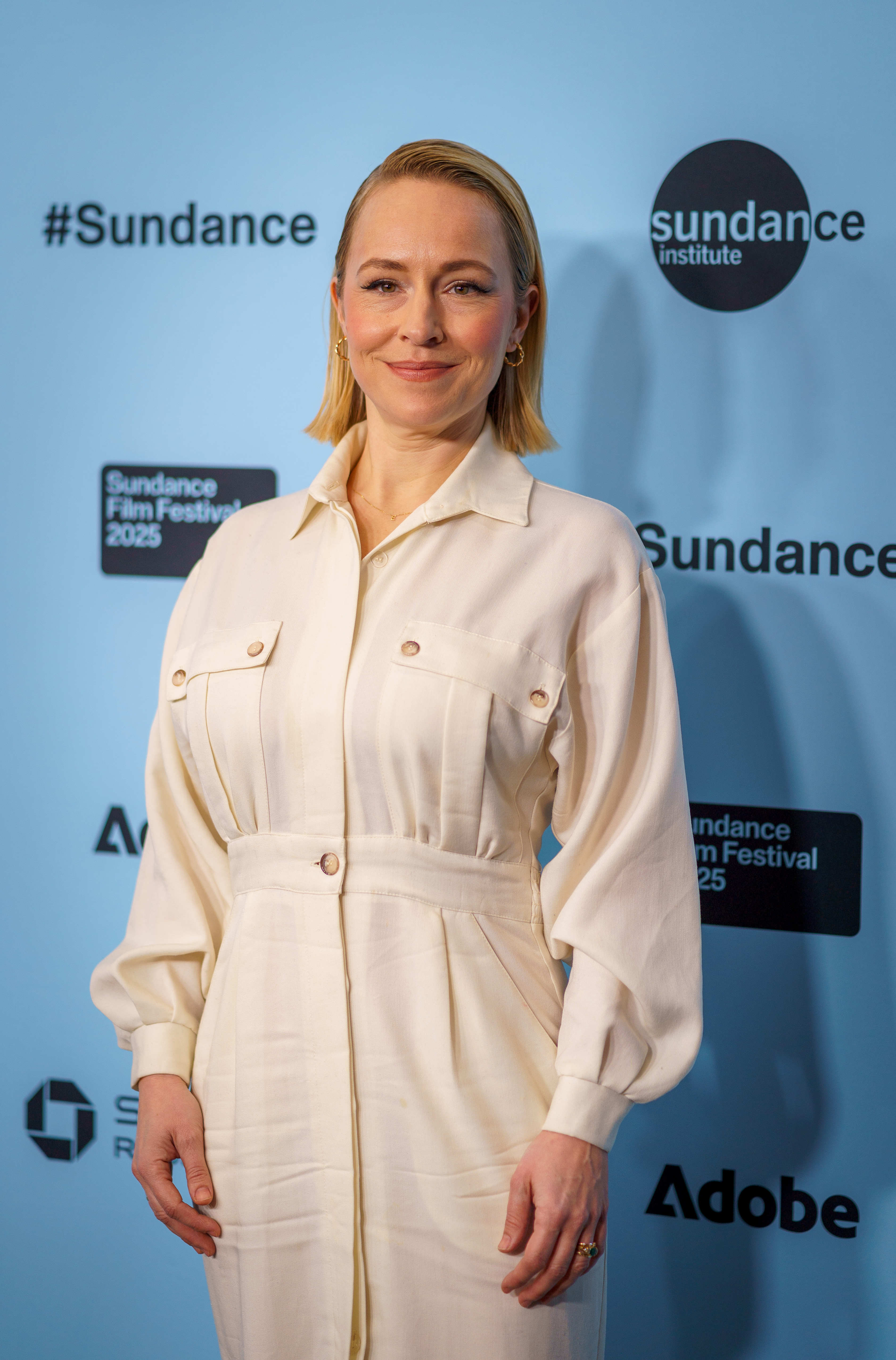
Sarah Goldberg (* 1985)

- Goldberg, Steven (1941–2022), US-amerikanischer Soziologe
- Goldberg, Stu (* 1954), amerikanischer Jazzkeyboarder und Filmkomponist
- Goldberg, Szymon (1909–1993), polnisch-US-amerikanischer Dirigent und Violinist
- Goldberg, Thies (* 1962), deutscher Politiker (CDU), MdHB
- Goldberg, Thorsten (* 1960), deutscher Künstler
- Goldberg, Tikki (* 1943), US-amerikanische Filmproduzentin und Produktionsmanagerin
- Goldberg, Walter (1924–2005), schwedischer Wirtschaftswissenschaftler
- Goldberg, Werner (1919–2004), deutsch-jüdischer Soldat der Wehrmacht, Politiker (CDU)
- Goldberg, Whoopi (* 1955), US-amerikanische Schauspielerin, Komödiantin und SängerinWhoopi Goldberg (* 1955)

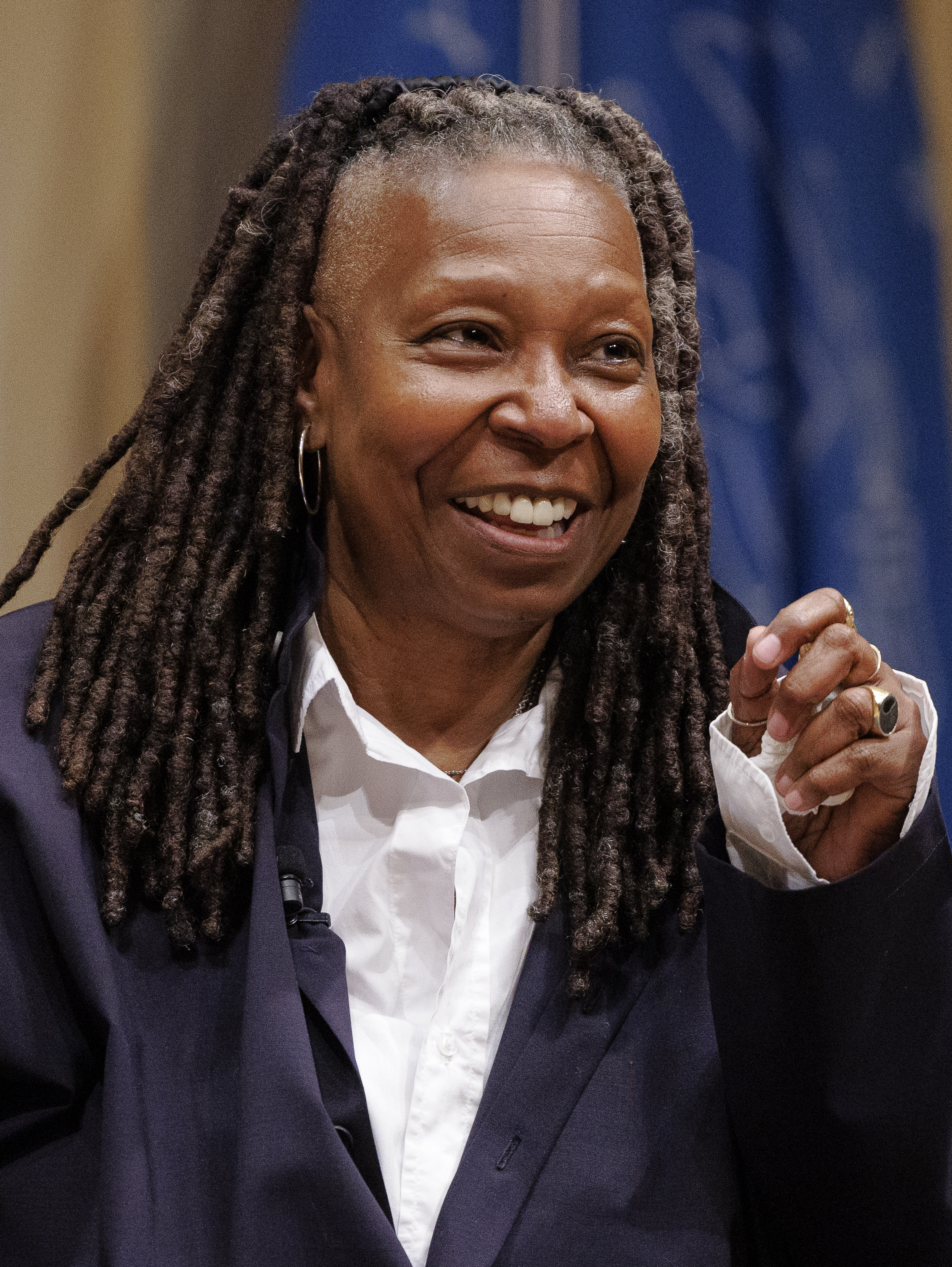
Whoopi Goldberg (* 1955)

- Goldberg-Polin, Hersh (2000–2024), US-amerikanisch-israelischer Teilnehmer des Nova-Musikfestivals
- Goldberger, Alfred (1899–1992), deutsch-amerikanischer Anwalt und Überlebender der Shoa
- Goldberger, Andreas (* 1972), österreichischer Skispringer
- Goldberger, Emanuel (1913–1994), US-amerikanischer Kardiologe
- Goldberger, Ernest (1931–2009), schweizerisch-israelischer Sozialwissenschaftler, Unternehmer und Autor
- Goldberger, Henry Harold (1878–1969), US-amerikanischer Pädagoge und Schulbuch-Autor
- Goldberger, Hermann (1854–1930), deutsch-amerikanischer Autor und Herausgeber
- Goldberger, Jonathan (* 1976), US-amerikanischer Jazzgitarrist und Filmkomponist
- Goldberger, Joseph (1874–1929), US-amerikanischer Mediziner
- Goldberger, Ludwig Max (1848–1913), deutscher Bankier und Wirtschaftspolitiker
- Goldberger, Marvin Leonard (1922–2014), US-amerikanischer theoretischer Physiker und Präsident des California Institute of Technology
- Goldberger, Paul von (1881–1942), ungarischer Fußballspieler
- Goldberger, Richard von (1875–1927), österreichischer Komponist
- Goldberger, Willy (1898–1961), deutschstämmiger Kameramann beim deutschen und europäischen Film
- Goldbeter, Albert, belgischer theoretischer Biologe
- Goldblat, Karl (* 1948), österreichischer Maler, Schriftsteller und Drehbuchautor
- Goldblat, Rebecca (* 1984), österreichisch-französische Schauspielerin und Synchronsprecherin
- Goldblatt, Burt (1924–2006), US-amerikanischer Art Director, Grafikdesigner, Fotograf und Autor
- Goldblatt, David (1930–2018), südafrikanischer Fotograf
- Goldblatt, Harry (1891–1977), amerikanischer Pathologe
- Goldblatt, Mark, US-amerikanischer Filmeditor und Filmregisseur
- Goldblatt, Maurice Walter (1895–1967), britischer Mediziner
- Goldblatt, Peter (* 1943), südafrikanisch-US-amerikanischer Botaniker
- Goldblatt, Rose (1913–1997), kanadische Pianistin und Musikpädagogin
- Goldblatt, Sarah (1889–1975), südafrikanische Autorin, Lehrerin und Dichterin
- Goldblatt, Scott (* 1979), US-amerikanischer Schwimmer und Olympiasieger
- Goldblatt, Stephen (* 1945), britischer Kameramann
- Goldblum, Jeff (* 1952), US-amerikanischer SchauspielerJeff Goldblum (* 1952)

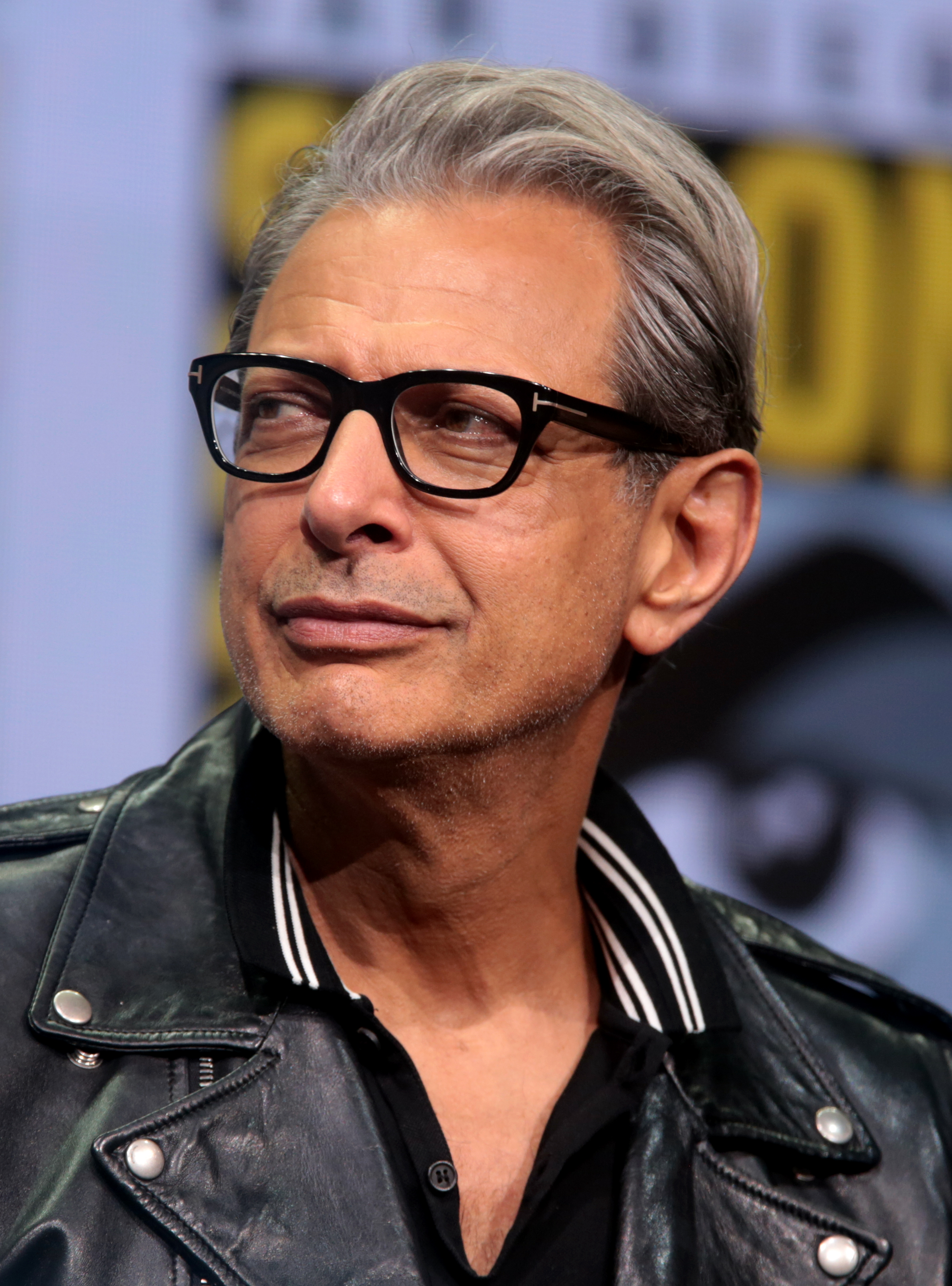
Jeff Goldblum (* 1952)

- Goldbrunner, Evi (* 1975), deutsche Drehbuchautorin, Dramaturgin und Regisseurin
- Goldbrunner, Hermann Michael (1933–2004), deutscher Historiker
- Goldbrunner, Ludwig (1908–1981), deutscher Fußballspieler

### Golde
- Golde, Gert (* 1937), deutscher Filmschaffender, Generaldirektor der DEFA
- Golde, Jens-Peter (* 1955), deutscher Politiker (SPD, Wählergemeinschaft Pro Ruppin)
- Golde, Kurt (* 1914), deutscher Fußballspieler
- Golde, Sabine (* 1964), deutsche Künstlerin und Hochschullehrerin
- Goldegg, Hugo von (1829–1904), österreichischer Heraldiker und Politiker, Tiroler Landtagsabgeordneter
- Göldel, Johannes (1891–1952), deutscher Bildhauer
- Goldemann, Sven (* 1969), deutscher Curler
- Goldemund, Heinrich (1863–1947), österreichischer Architekt, Stadtplaner und Baumanager
- Golden Diskó Ship (* 1982), deutsche Multiinstrumentalistin
- Golden, Annie (* 1951), US-amerikanische Schauspielerin, Sängerin und Komponistin
- Golden, Arthur (* 1956), US-amerikanischer Schriftsteller
- Golden, Christie (* 1963), US-amerikanische Fantasy- und Science-Fiction-Autorin
- Golden, Daan van (1936–2017), niederländischer Maler und Grafiker
- Golden, Dan, US-amerikanischer Komponist, Sound Designer und Tontechniker
- Golden, Dolly (* 1973), französische Erotik- und Pornodarstellerin
- Golden, Helen (* 1953), britische Sprinterin
- Golden, Isabel (* 1963), deutsche Pornodarstellerin
- Golden, Jacob, US-amerikanischer Sänger und Gitarrist
- Golden, James S. (1891–1971), US-amerikanischer Politiker
- Golden, Jared (* 1982), amerikanischer Politiker der Demokratischen Partei für Maine
- Golden, Johan (* 1974), französisch-norwegischer Comedian
- Golden, Kit, US-amerikanische Filmproduzentin
- Golden, Markus (* 1991), US-amerikanischer American-Football-Spieler
- Golden, Matthew (* 2003), US-amerikanischer American-Football-SpielerMatthew Golden (* 2003)

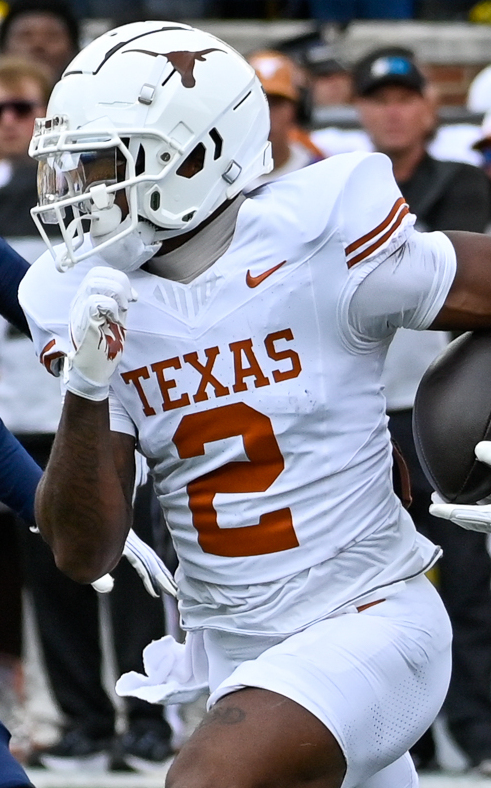
Matthew Golden (* 2003)

- Golden, Michael, US-amerikanischer Comiczeichner
- Golden, Monroe, US-amerikanischer Komponist
- Golden, Peter Benjamin (* 1941), US-amerikanischer Turkologe, Professor für Geschichte an der Rutgers University
- Golden, Tania (* 1966), österreichische Schauspielerin, Sängerin, Regisseurin und Kulturmanagerin
- Golden, William Lee (* 1939), US-amerikanischer Country-Sänger
- Golden, William T. (1909–2007), US-amerikanischer Wissenschaftsberater
- Goldenbaum, Ernst (1898–1990), deutscher Politiker und Funktionär, MdV, Vorsitzender der DBD und Minister für Land- und Forstwirtschaft der DDR
- Goldenbaum, Jean (* 1982), deutschbrasilianischer Komponist und Musikwissenschaftler
- Goldenbaum, Klaus (* 1928), deutscher Diplomat, Botschafter der DDR
- Goldenbaum, Margarete (1906–1973), deutsche Politikerin (KPD/SED) und Abgeordnete des Landtags von Mecklenburg(-Vorpommern)
- Goldenbaum, Martin (* 1978), deutscher Musiker, Sänger und Liedermacher
- Goldenbaum, Ursula (* 1952), deutsche Philosophin
- Goldenberg Schreiber, Efraín (* 1929), peruanischer Politiker
- Goldenberg, Alfred (1831–1897), deutscher Fabrikant und Politiker, MdR
- Goldenberg, Anna (* 1989), österreichische Autorin und JournalistinAnna Goldenberg (* 1989)

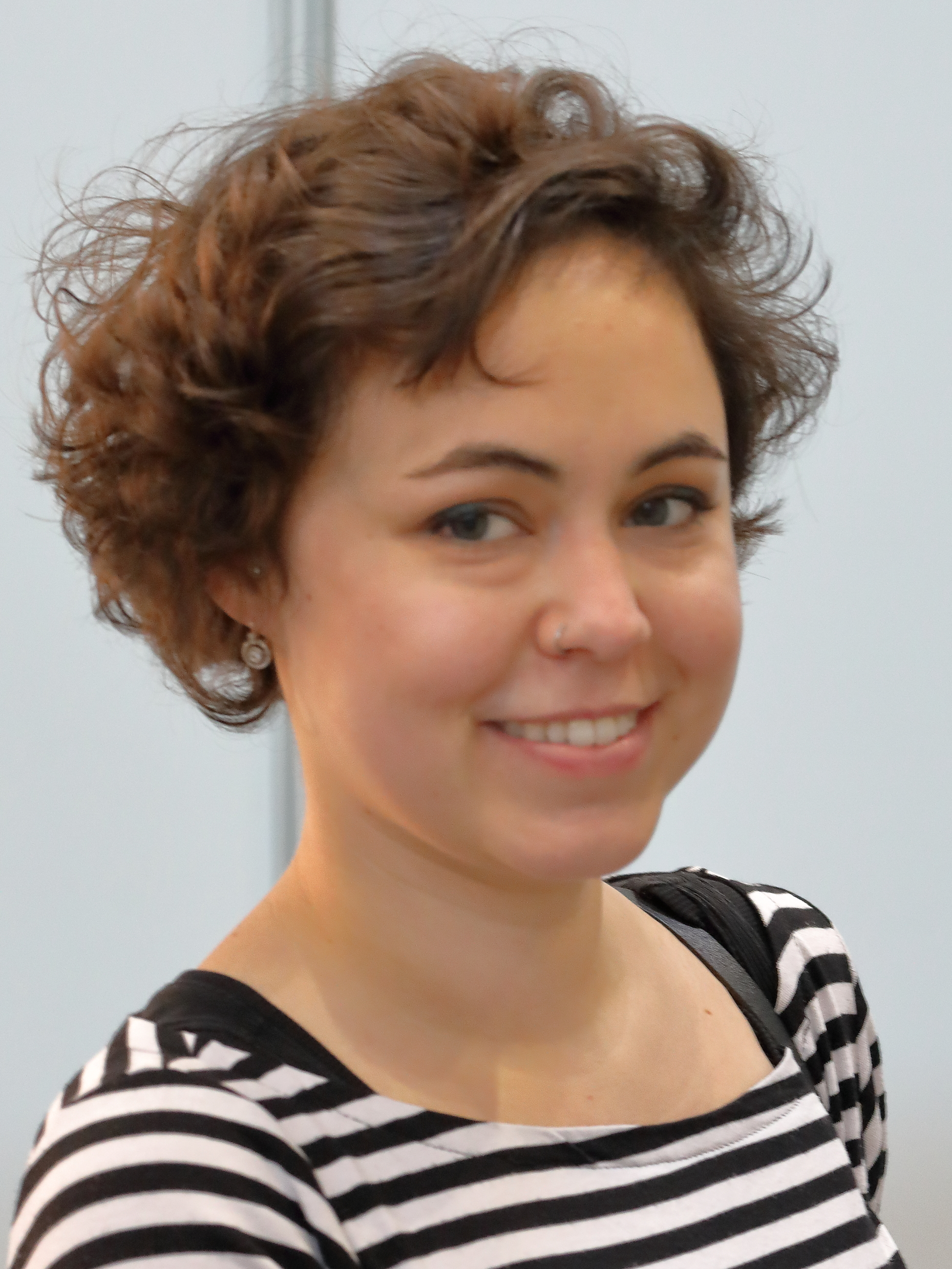
Anna Goldenberg (* 1989)

- Goldenberg, Bernhard (1872–1917), deutscher Manager
- Goldenberg, Billy (1936–2020), US-amerikanischer Filmkomponist
- Goldenberg, Boris (1905–1980), sozialistischer Politiker (SPD, KPD, KPDO, SAPD), Journalist und Publizist
- Goldenberg, Charles (1910–1986), US-amerikanischer American-Football-Spieler
- Goldenberg, Friedrich (1798–1881), deutscher Paläobotaniker und Paläo-Entomologe
- Goldenberg, Jason (* 1984), US-amerikanischer Basketballschiedsrichter
- Goldenberg, Michael (* 1965), US-amerikanischer Drehbuchautor und Regisseur
- Goldenberg, Mirian (* 1957), brasilianische Sozialanthropologin und Hochschullehrerin
- Goldenberg, Morris (1911–1969), US-amerikanischer Perkussionist und Musikpädagoge
- Goldenberg, William (* 1959), US-amerikanischer Filmeditor
- Goldenberger, Franz (1867–1948), deutscher Jurist, Verwaltungsbeamter und Politiker (BVP)
- Goldenboge, Johannes, Schweriner Dompropst
- Goldenbogen, Friedrich-Wilhelm (1914–1982), deutscher Politiker (CDU)
- Goldener Junge, ägyptische Mumie
- Goldener, Johann († 1475), deutscher Geistlicher und Augustiner
- Goldenfeld, Nigel (* 1957), britisch-amerikanischer Physiker
- Goldenhar, Maurice (1924–2001), belgisch-amerikanischer Augenarzt und Allgemeinmediziner
- Goldenshteyn, German (1934–2006), sowjetischer Klarinettist
- Goldensohn, Leon (1911–1961), US-amerikanischer Arzt und Psychiater
- Goldenstedt, Albert (1912–1994), deutscher Bauunternehmer und Widerstandskämpfer gegen den Nationalsozialismus
- Goldenstein, Claus (* 1959), deutscher Unternehmer und Rechtsanwalt
- Goldenthal, Elliot (* 1954), US-amerikanischer KomponistElliot Goldenthal (* 1954)

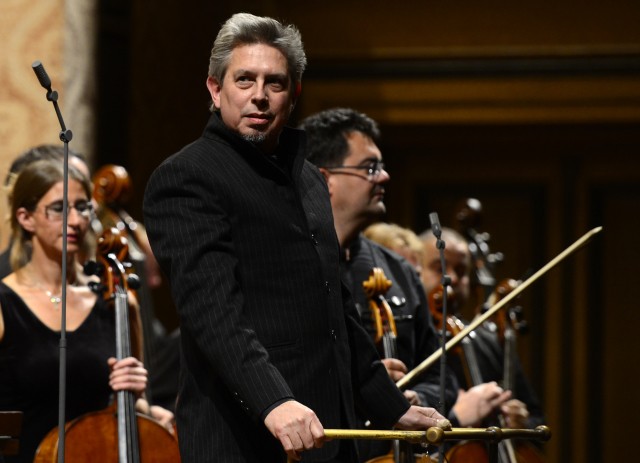
Elliot Goldenthal (* 1954)

- Goldenthal, Jakob (1815–1867), österreichischer Orientalist
- Goldenweiser, Alexander Alexandrovich (1880–1940), US-amerikanischer Anthropologe und Soziologe
- Goldenweiser, Alexander Borissowitsch (1875–1961), russischer Komponist und Pianist
- Golder, Benjamin M. (1891–1946), US-amerikanischer Politiker
- Golder, Hugh (1911–1990), britischer Geotechniker

### Goldf
- Goldfaden, Abraham (1840–1908), jiddischer Schriftsteller
- Goldfajn, Ilan (* 1966), israelisch-brasilianischer Volkswirtschaftler und Hochschullehrer
- Goldfarb, Alex (* 1947), israelischer Politiker und Knessetabgeordneter
- Goldfarb, Charles, US-amerikanischer Programmierer
- Goldfarb, Donald (* 1941), US-amerikanischer Mathematiker
- Goldfarb, Laura (* 1984), deutsche Schauspielerin, Theaterregisseurin, Tänzerin und Choreographin
- Goldfarb, Lyn (* 1950), US-amerikanische Dokumentarfilmregisseurin, Produzentin und Drehbuchautorin
- Goldfarb, Nomi (1949–2010), israelische Modeschöpferin
- Goldfarb, Tatjana Iossifowna (1914–1964), russische klassische Pianistin und Klavierpädagogin
- Goldfarb, Tobias (* 1974), deutscher SchriftstellerTobias Goldfarb (* 1974)

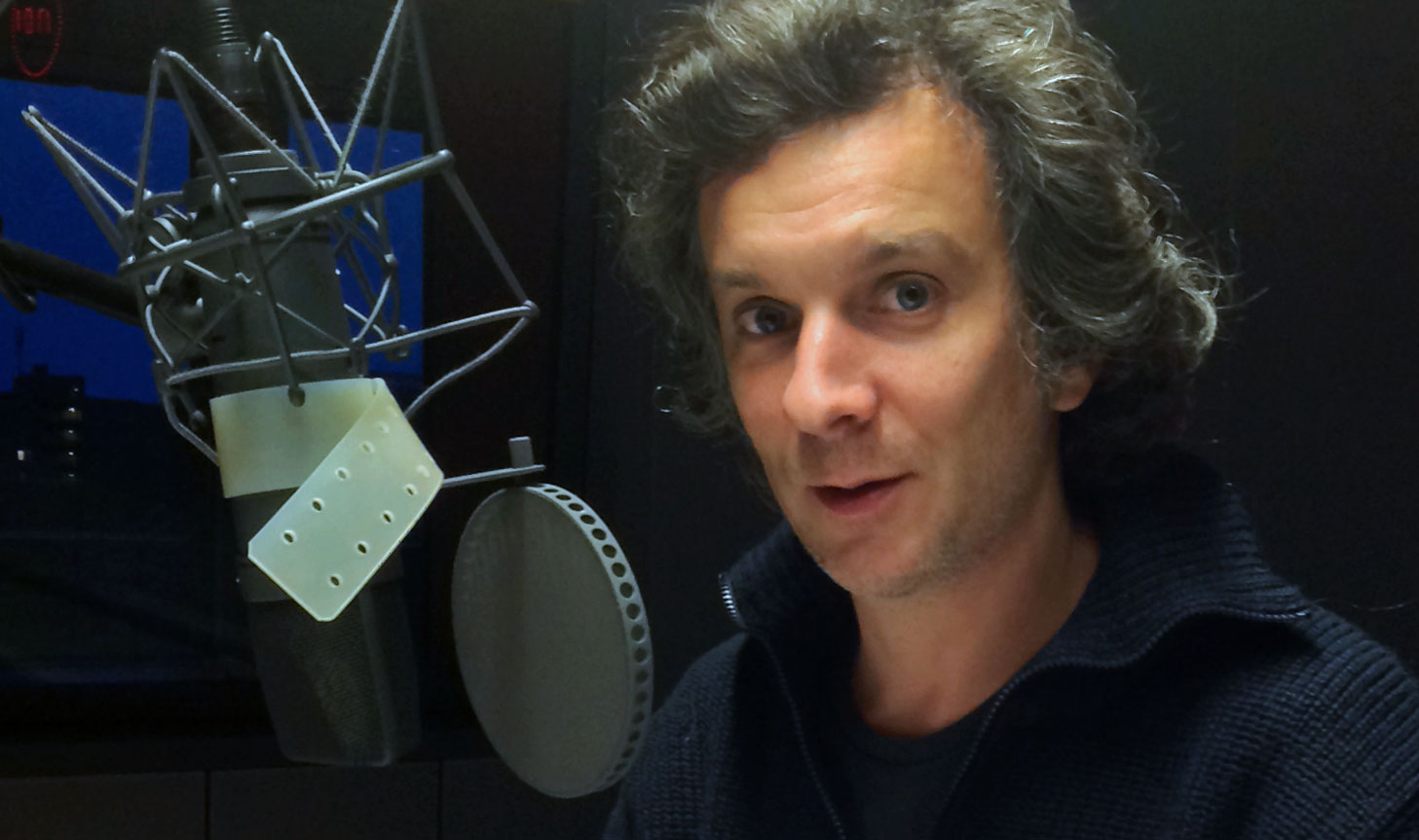
Tobias Goldfarb (* 1974)

- Goldfeder, Adolf (1836–1896), polnischer Bankier
- Goldfein, David L. (* 1959), US-amerikanischer Pilot, General, Stabschef der US-Luftwaffe
- Goldfeld, Dorian (* 1947), US-amerikanischer Mathematiker
- Goldfeld, Julius (1860–1937), deutscher Jurist und Politiker, MdHB
- Goldfinger, Arnon (* 1963), israelischer Filmregisseur und Drehbuchautor
- Goldfinger, Ernő (1902–1987), britisch-ungarischer Architekt
- Goldfinger, Myron (1933–2023), US-amerikanischer Architekt
- Goldflam, Samuel (1852–1932), polnischer Neurologe
- Goldfogle, Henry M. (1856–1929), US-amerikanischer Politiker
- Goldfrank, Esther (1896–1997), US-amerikanische Anthropologin
- Goldfrapp, Alison (* 1966), britische MusikerinAlison Goldfrapp (* 1966)

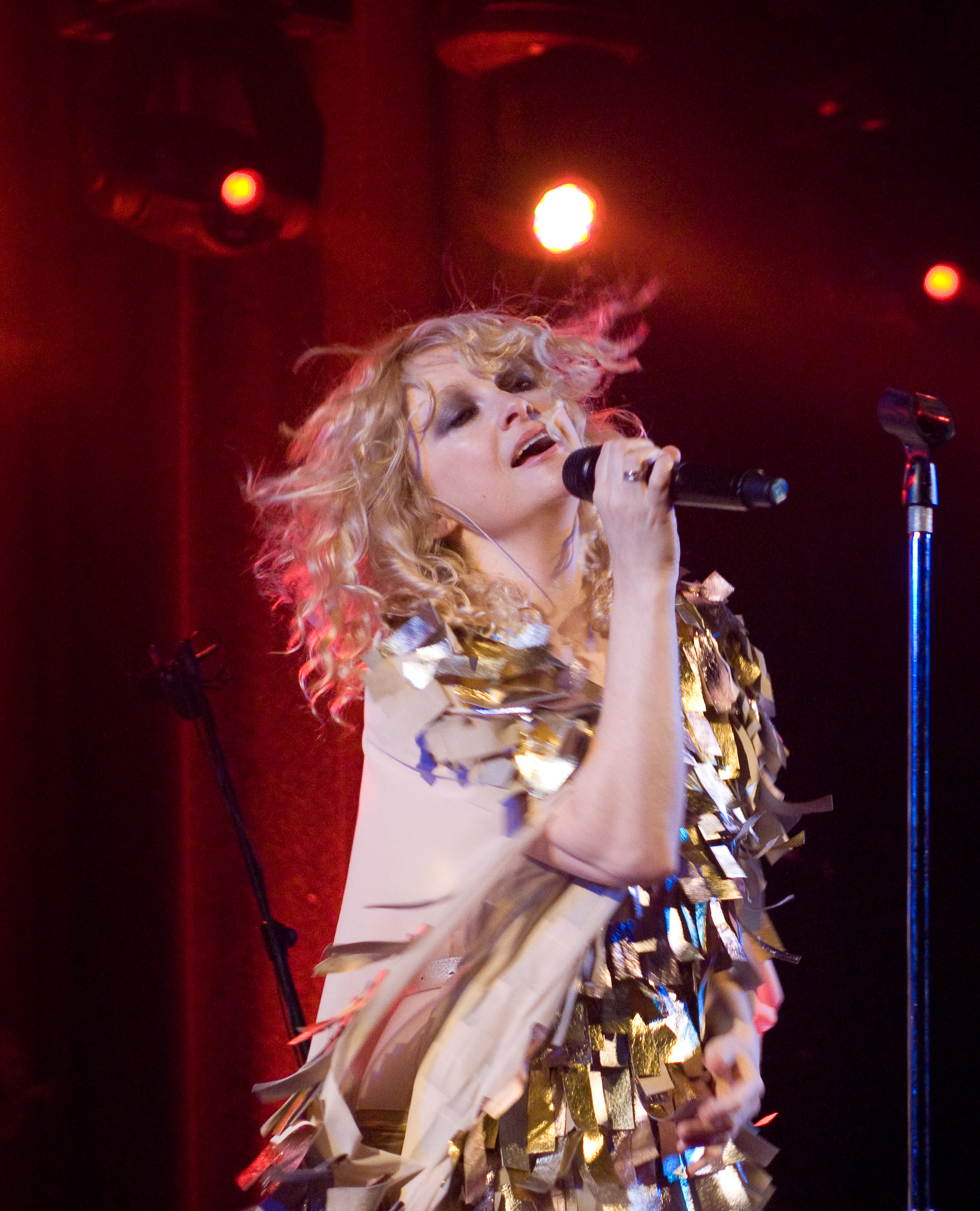
Alison Goldfrapp (* 1966)

- Goldfriedrich, Johann (1870–1945), deutscher Bibliothekar und Hochschullehrer
- Goldfüllfederkönig (1886–1974), Wiener Hochstapler und Stadtoriginal
- Goldfus, Silvius von (1840–1922), deutscher Rittergutsbesitzer, Landrat und Politiker, MdR
- Goldfuß, August (1782–1848), deutscher Paläontologe und Zoologe
- Goldfuß, Gabriel, deutscher Baumeister
- Goldfuß, Janina (* 1983), deutsche Leichtathletin
- Goldfuß, Jürgen W. (* 1946), deutscher Autor

### Goldg
- Goldgruber, Peter (* 1960), österreichischer Polizist, Generalsekretär im Bundesministerium für Inneres

### Goldh
- Goldhaber, Gerson (1924–2010), US-amerikanischer Physiker
- Goldhaber, Gertrude (1911–1998), deutsch-amerikanische Kernphysikerin
- Goldhaber, Maurice (1911–2011), US-amerikanischer Physiker
- Goldhaber, Sulamith (1923–1965), österreichisch-amerikanische Nuklearphysikerin
- Goldhagen, Daniel (* 1959), US-amerikanischer Soziologe, Politikwissenschaftler und AutorDaniel Goldhagen (* 1959)

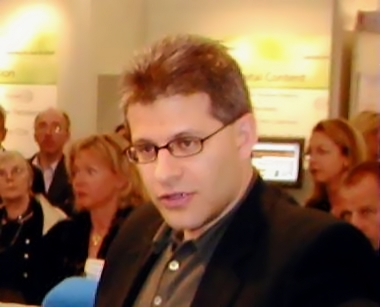
Daniel Goldhagen (* 1959)

- Goldhagen, Erich (1930–2024), polnisch-kanadischer Historiker und Vater des Autors Daniel Goldhagen
- Goldhagen, Heinrich Philipp (1746–1826), deutscher Jurist und Kriminaldirektor
- Goldhagen, Hermann (1718–1794), deutscher römisch-katholischer Theologe und Hochschullehrer
- Goldhagen, Johann Eustachius (1701–1772), deutscher Lehrer und Altphilologe
- Goldhagen, Johann Friedrich Gottlieb (1742–1788), deutscher Mediziner und Hochschullehrer
- Goldhagen, Wilhelm (1901–1964), deutscher Politiker (CDU), MdB
- Goldhahn, Eberhard (1927–2022), deutscher Politiker (CDU), MdV, MdB, Jurist
- Goldham, Bob (1922–1991), kanadischer Eishockeyspieler und Sportkommentator
- Goldhammer, Alfred (1907–1942), österreichischer Widerstandskämpfer gegen den Nationalsozialismus
- Goldhammer, Helene (1902–1988), österreichisch-australische Chemikerin und Physiologin
- Goldhammer, Klaus (* 1967), deutscher Medienwissenschaftler und Unternehmensberater
- Goldhammer, Leo (1884–1949), österreichisch-israelischer Zionist
- Goldhammer, Marcel (* 1987), deutsch-israelischer Politiker (AfD), Journalist und Schauspieler
- Goldhammer, Marius (* 1967), deutscher Bassist, Komponist und Dozent
- Goldhammer, Michael (* 1978), deutscher Rechtswissenschaftler
- Goldhammer, Siegmund (* 1932), deutscher Komponist und Dirigent
- Goldhardt, Jens (* 1968), deutscher Organist
- Goldheim, Margarete (1849–1897), deutsche Schauspielerin und Schriftstellerin
- Goldhill, Simon (* 1957), englischer Altphilologe
- Goldhofer, Prosper (1709–1782), deutscher Astronom und Mathematiker
- Goldhofer-Prützel, Karoline (1924–2013), deutsche Unternehmerin
- Goldhoff, George (* 1995), US-amerikanischer Tennisspieler
- Goldhorn, Heinrich (1810–1874), deutscher Bibliothekar
- Goldhorn, Johann David (1774–1836), deutscher lutherischer Theologe und Hochschullehrer
- Goldhorn, Marius (* 1991), deutscher SchriftstellerMarius Goldhorn (* 1991)

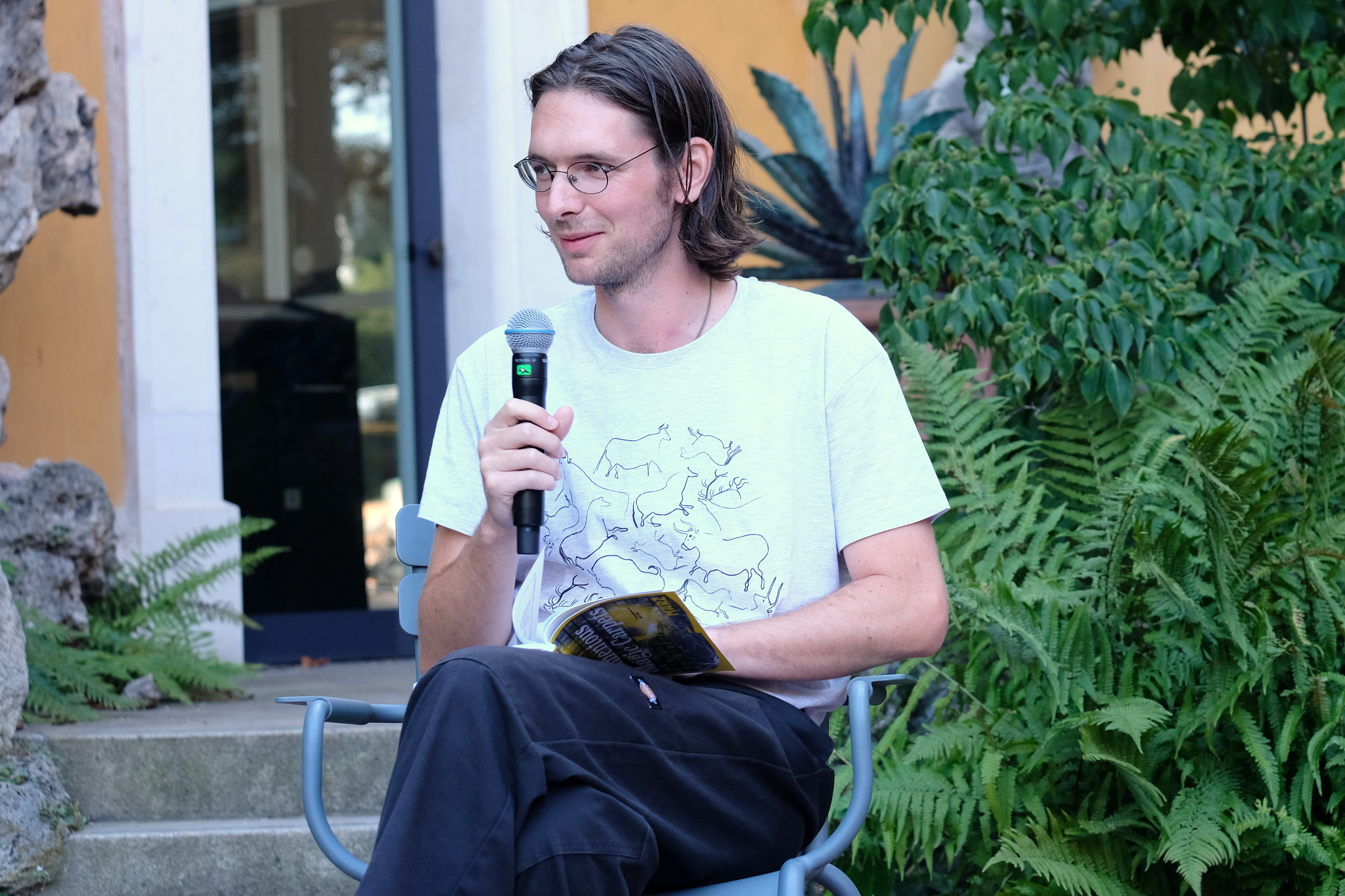
Marius Goldhorn (* 1991)

### Goldi
- Göldi, Anna (1734–1782), Schweizer Justizopfer
- Göldi, Fabrice (* 1995), Schweizer Unihockeyspieler
- Göldi, Lena (* 1979), Schweizer Judoka
- Goldie (* 1965), britischer Künstler und MusikerGoldie (* 1965)

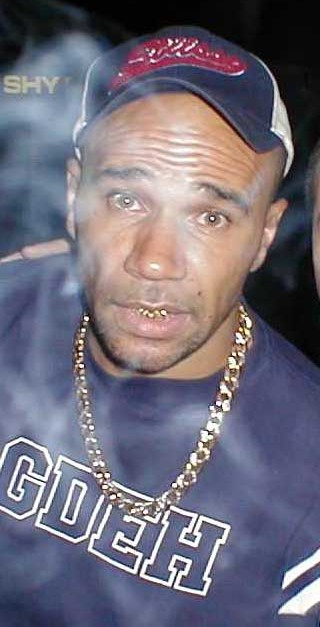
Goldie (* 1965)

- Goldie Loc (* 1980), US-amerikanischer Rapper
- Goldie, Alfred (1920–2005), britischer Mathematiker
- Goldie, Annabel (* 1950), schottische Politikerin
- Goldie, Archie (1874–1953), schottischer Fußballspieler
- Goldie, Dan (* 1963), US-amerikanischer Tennisspieler
- Goldie, Don (1930–1995), US-amerikanischer Jazz und Unterhaltungsmusiker (Trompete)
- Goldie, Rosemary (1916–2010), australische römisch-katholische Theologin
- Goldie, William (1878–1952), schottischer Fußballspieler
- Goldin, Alexander (* 1965), russischer Schachgroßmeister
- Goldin, Brett (1977–2006), südafrikanischer Film- und Theaterschauspieler
- Goldin, Claudia (* 1946), US-amerikanische Wirtschaftswissenschaftlerin
- Goldin, Daniel (* 1940), neunter NASA-Administrator
- Goldin, Darina (* 1984), russisch-deutsche Grapplerin und Brazilian-Jiu-Jitsu-Kämpferin
- Goldin, Irene (1910–2004), amerikanische Spanienkämpferin
- Goldin, Marco (* 1961), italienischer Kunsthistoriker, Kurator, Autor und Unternehmer
- Goldin, Nan (* 1953), US-amerikanische FotografinNan Goldin (* 1953)

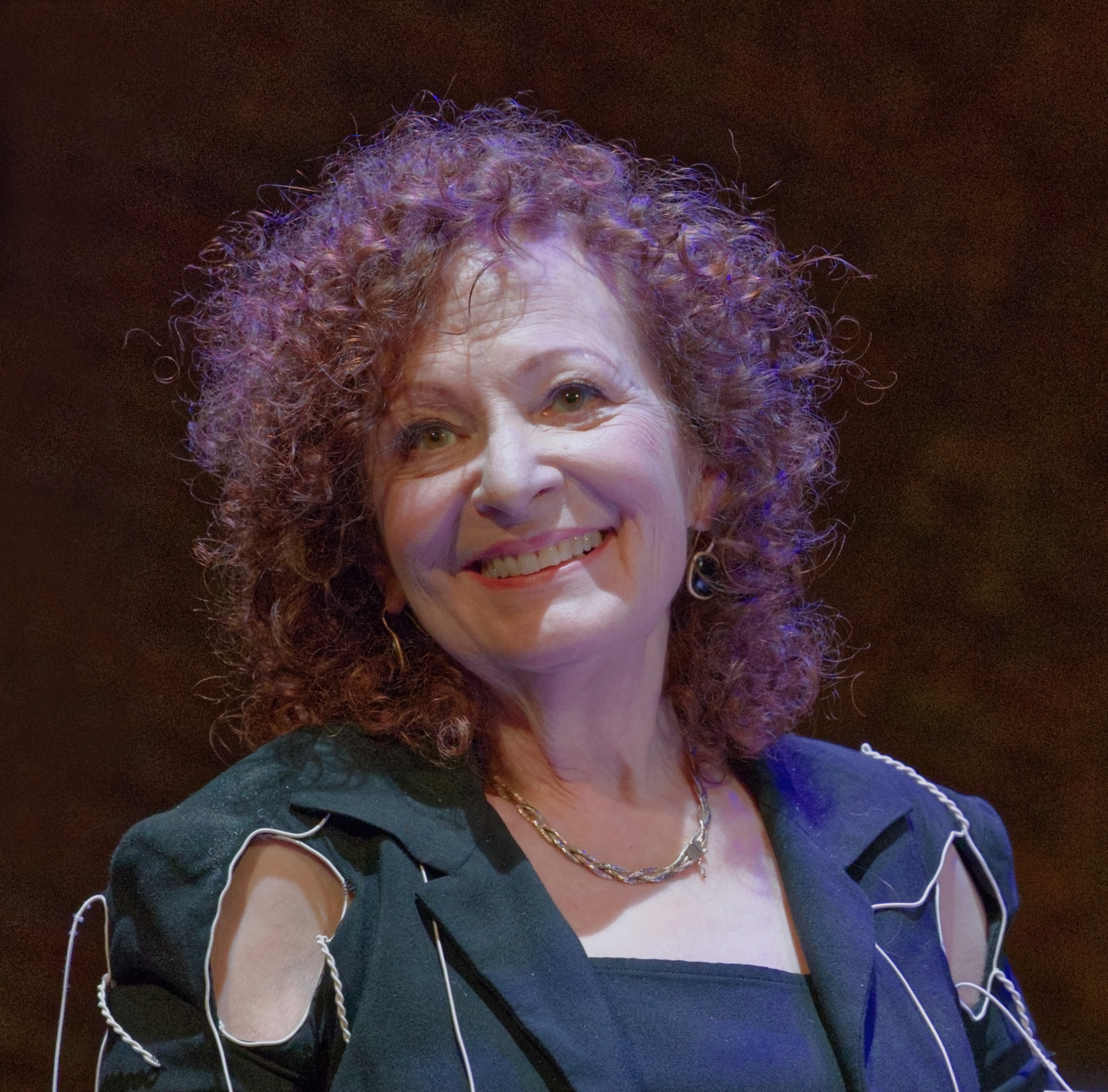
Nan Goldin (* 1953)

- Goldin, Rebecca, US-amerikanische Mathematikerin und Hochschullehrerin
- Goldin, Sidney M. (1878–1937), US-amerikanischer Regisseur des jiddischen Films
- Goldin, Stephen (* 1947), amerikanischer Science-Fiction-Autor
- Goldin-Meadow, Susan (* 1949), US-amerikanische Psychologin
- Goldina, Rimma Dmitrijewna (* 1941), sowjetisch-russische Archäologin, Historikerin und Professorin
- Goldiner, Julius (1852–1914), deutscher Verleger von Ansichtskarten
- Golding, Anders (* 1984), dänischer Sportschütze
- Golding, Annegret (* 1930), deutsche Schauspielerin und Hörspielsprecherin
- Golding, Arthur († 1606), englischer Übersetzer
- Golding, Bernard (* 1941), britischer Chemiker
- Golding, Binker (* 1985), britischer Jazzmusiker (Saxophon, Komposition)
- Golding, Bruce (* 1947), jamaikanischer Politiker und achter Premierminister von Jamaika
- Golding, George (1906–1999), australischer Sprinter und Hürdenläufer
- Golding, Germaine (1887–1973), französische Tennisspielerin
- Golding, Henry (* 1987), britisch-malaysischer Schauspieler und FernsehmoderatorHenry Golding (* 1987)

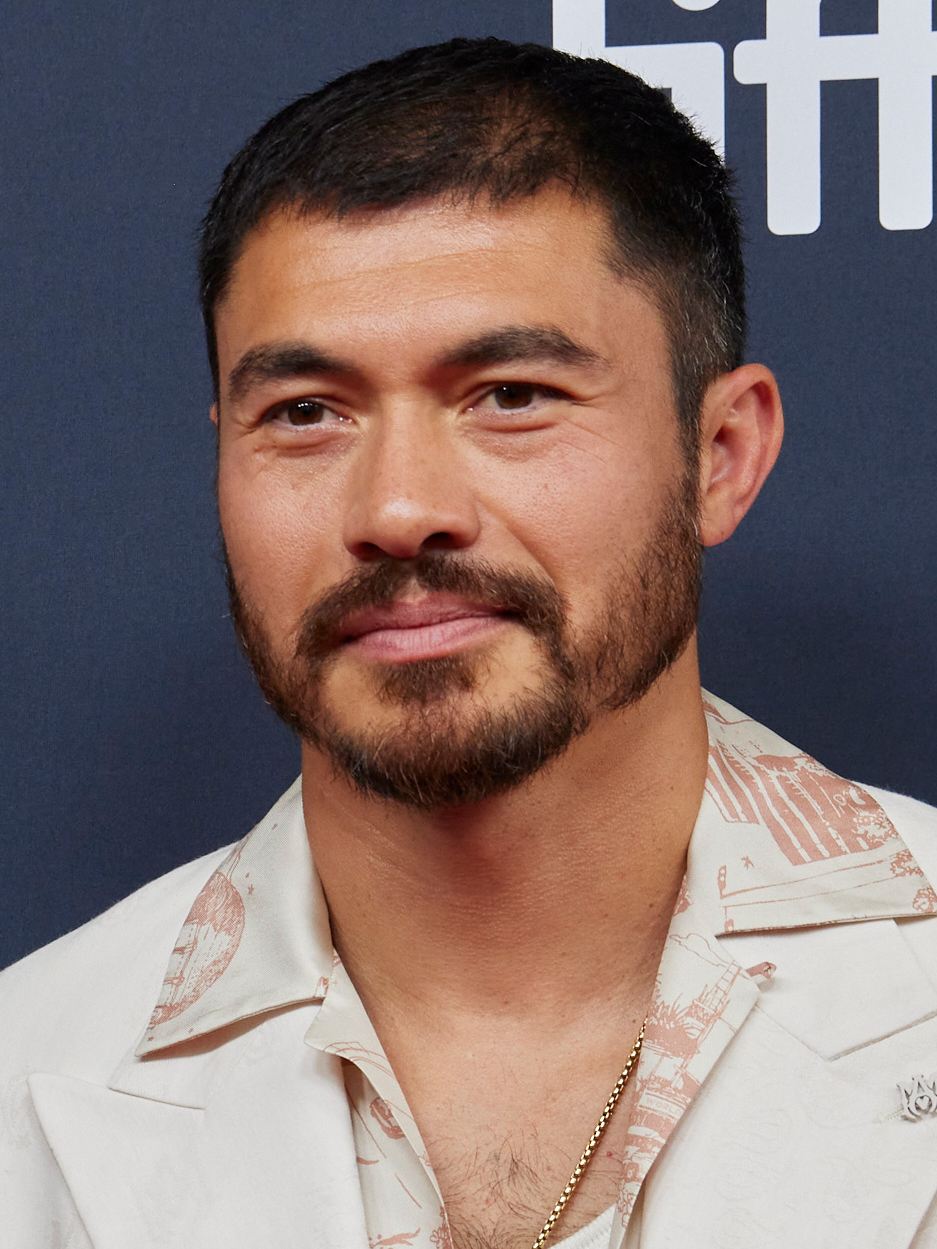
Henry Golding (* 1987)

- Golding, John (1931–1999), britischer Politiker
- Golding, Julian (* 1975), englischer Sprinter
- Golding, Llin, Baroness Golding (* 1933), britische Politikerin (Labour Party), Mitglied des House of Commons
- Golding, Meta (* 1971), haitianisch-US-amerikanische Schauspielerin
- Golding, Oliver (* 1993), britischer Tennisspieler
- Golding, William (1911–1993), britischer Schriftsteller
- Golding-Clarke, Lacena (* 1975), jamaikanische Hürdenläuferin und Weitspringerin
- Goldinger, Walter (1910–1990), österreichischer Historiker und Archivar
- Goldings, Larry (* 1968), US-amerikanischer Jazz-Organist, Pianist und Komponist

### Goldk
- Goldkamp, Steffen (* 1988), deutscher Regisseur
- Goldkette, Jean (1899–1962), US-amerikanischer Jazz-Pianist und Bandleader
- Goldkind, Ralf (* 1963), deutscher Musikproduzent und Musiker
- Goldknopf, Yitzhak (* 1950), israelischer Rabbiner und Politiker
- Goldkuhle, Eduard (1878–1953), deutscher Maler
- Goldkuhle, Franz Anton (1827–1906), deutscher Kunsttischler und Altarbauer
- Goldkuhle, Heinrich (1872–1932), deutscher Jurist, Verwaltungsbeamter und Politiker

### Goldl
- Göldli, Georg († 1536), Schweizer Militär und Politiker
- Göldli, Kaspar (1468–1542), Schweizer Militärführer
- Göldlin von Tiefenau, Franz Bernhard (1762–1819), Schweizer römisch-katholischer Geistlicher und Historiker
- Göldlin von Tiefenau, Johann Baptist Ludwig (1773–1855), holländischer Generalmajor und Regimentskommandeur
- Göldlin von Tiefenau, Jost (1781–1850), eidgenössischer Oberst, erster Oberdirektor der Zentralmilitärschule Thun
- Göldlin von Tiefenau, Karl (1759–1826), österreichischer Oberst, Ritter des Maria-Theresia-Ordens
- Göldlin von Tiefenau, Nikolaus (1625–1686), Schweizer Zisterziensermönch und -abt
- Göldlin von Tiefenau, Peter Christoph (1663–1741), österreichischer Feldmarschall-Lieutenant
- Göldlin von Tiefenau, Robert (1832–1903), Oberinstruktor der eidgenössischen Sanitätstruppen
- GoldLink (* 1993), US-amerikanischer Rapper

### Goldm
- Goldman, Adriano, brasilianischer Kameramann
- Goldman, Allen (1937–2025), US-amerikanischer experimenteller Festkörperphysiker
- Goldman, Alvin (1938–2024), US-amerikanischer Philosoph
- Goldman, Andrew, Filmproduzent und Filmregisseur
- Goldman, Bo (1932–2023), US-amerikanischer Drehbuchautor
- Goldman, Charles R. (* 1930), US-amerikanischer Limnologe und Ökologe
- Goldman, Charley (1887–1968), polnischer Boxer und Boxtrainer
- Goldman, Craig (* 1968), US-amerikanischer Politiker
- Goldman, Dan (* 1976), US-amerikanischer Politiker
- Goldman, Daniel, US-amerikanischer Schauspieler
- Goldman, David P., US-amerikanischer Kolumnist und Autor
- Goldman, Edward Alphonso (1873–1946), US-amerikanischer Zoologe und Botaniker
- Goldman, Edwin Franko (1878–1956), US-amerikanischer Komponist und Dirigent
- Goldman, Emma (1869–1940), US-amerikanische Anarchistin und FriedensaktivistinEmma Goldman (1869–1940)

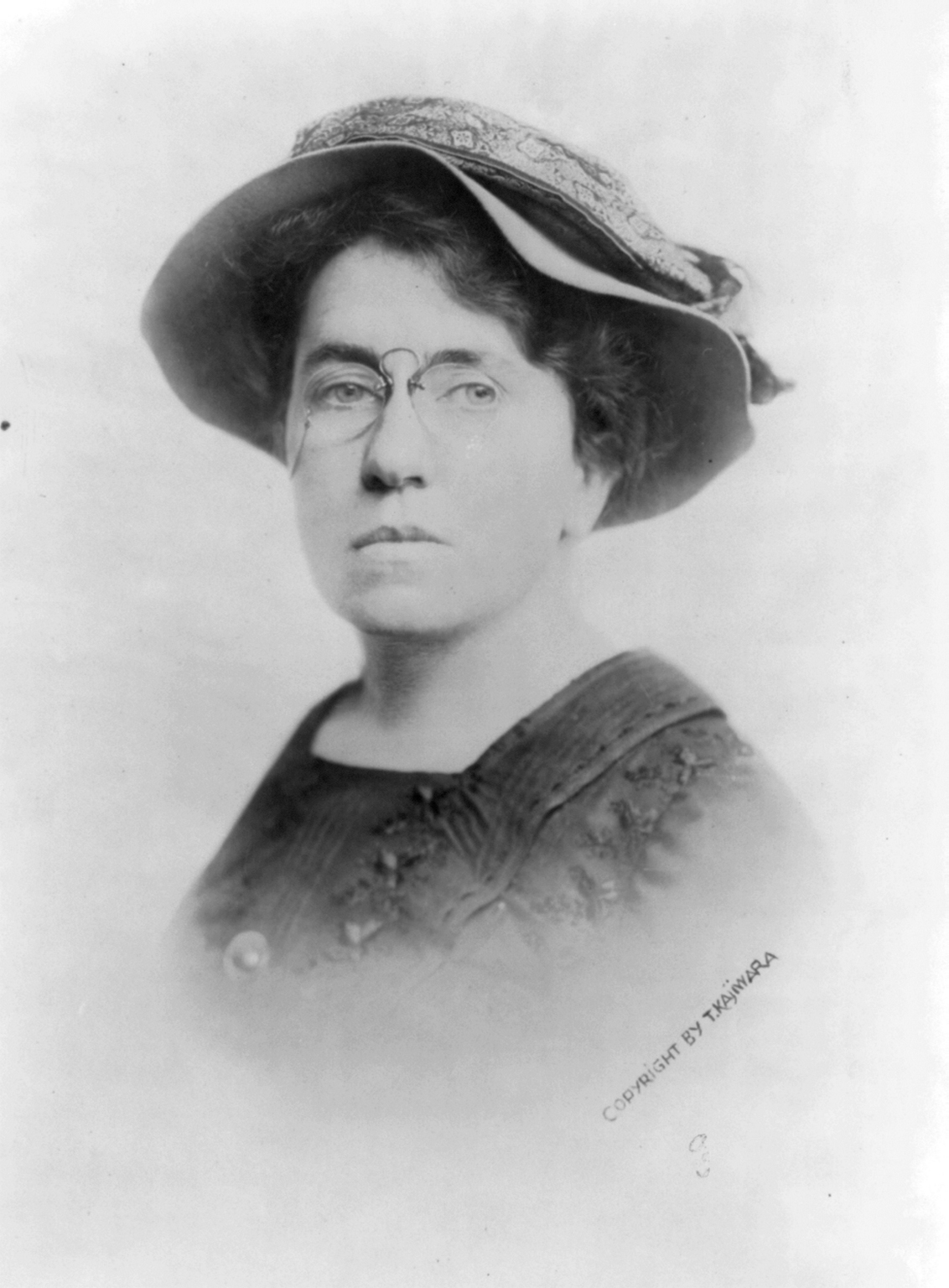
Emma Goldman (1869–1940)

- Goldman, Francisco (* 1954), US-amerikanischer Autor
- Goldman, Gary (* 1944), US-amerikanischer Filmproduzent, Regisseur, Drehbuchautor und Animator
- Goldman, Gary (* 1953), US-amerikanischer Drehbuchautor und Regisseur
- Goldman, Guido (1937–2020), US-amerikanischer Politikwissenschaftler
- Goldman, Hetty (1881–1972), US-amerikanische Archäologin
- Goldman, Ilan (* 1961), französisch-israelischer Filmproduzent
- Goldman, James (1927–1998), US-amerikanischer Drehbuchautor und Schriftsteller
- Goldman, Jane (* 1964), US-amerikanische Eisschnellläuferin
- Goldman, Jane (* 1970), britische Drehbuchautorin, Schriftstellerin, Fernsehproduzentin und Fernsehmoderatorin
- Goldman, Jean-Jacques (* 1951), französischer Komponist und MusikinterpretJean-Jacques Goldman (* 1951)

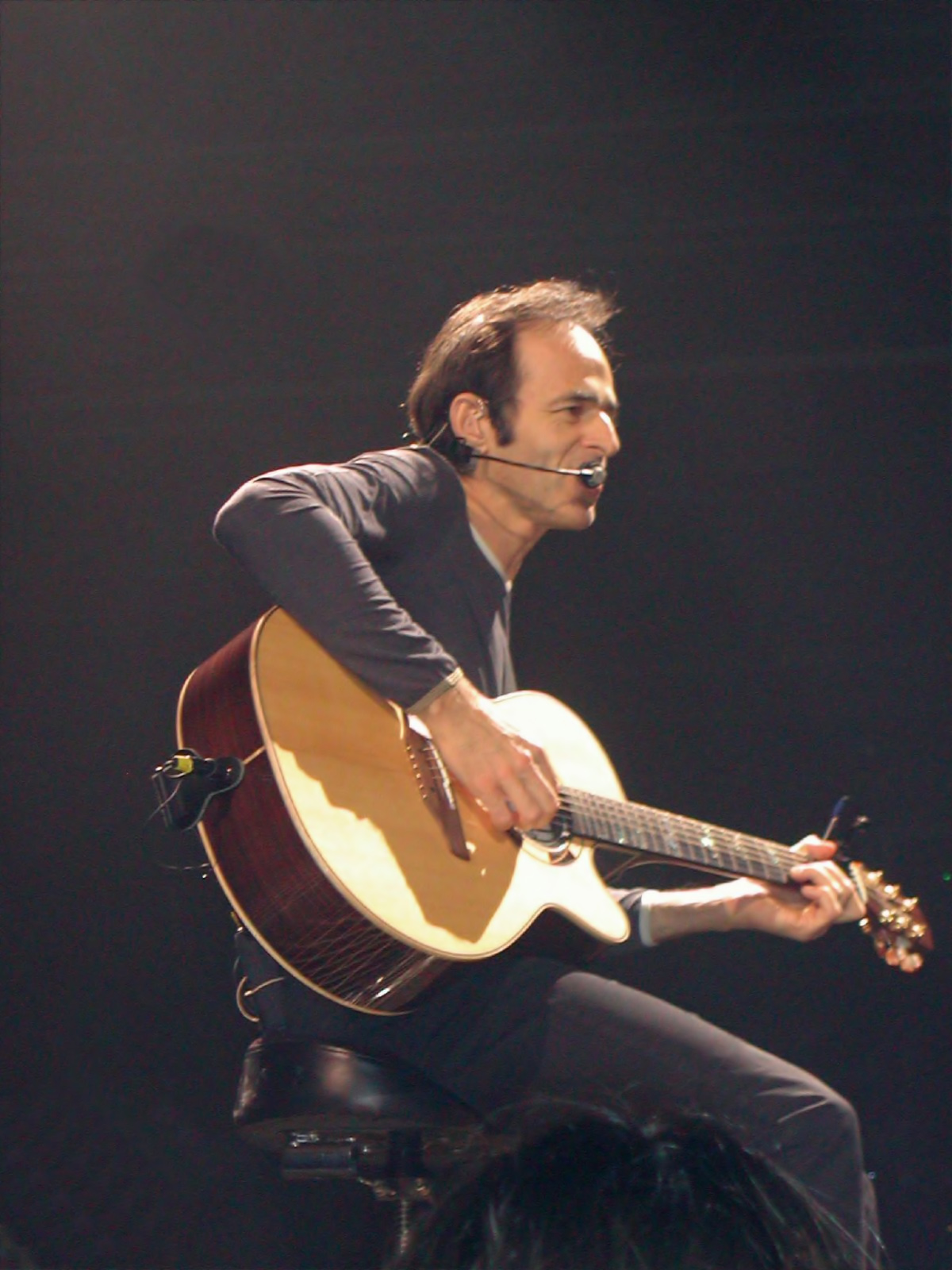
Jean-Jacques Goldman (* 1951)

- Goldman, Jerome L. († 2013), US-amerikanischer Schiffskonstrukteur
- Goldman, Julie, US-amerikanische Filmproduzentin
- Goldman, Kim (* 1971), US-amerikanische Autorin und Bloggerin
- Goldman, Les (1913–1983), US-amerikanischer Filmproduzent
- Goldman, Marcus (1821–1904), amerikanischer Investmentbankier deutscher Herkunft
- Goldman, Micha (* 1948), israelischer Politiker und Minister
- Goldman, Omer (* 1989), israelische Aktivistin und Schauspielerin
- Goldman, Paul, australischer Regisseur und Produzent
- Goldman, Pierre (1944–1979), französischer Autor
- Goldman, Robert (* 1953), französischer Komponist und Liedtexter
- Goldman, Ronald (1968–1994), US-amerikanischer Kellner und Mordopfer
- Goldman, Salome (* 1870), österreichische Pädagogin und Schulgründerin
- Goldman, Sylvan (1898–1984), US-amerikanischer Geschäftsmann
- Goldman, Vivien (* 1954), britische Sängerin und Musikjournalistin für Punk und Reggae
- Goldman, Wera (1921–2020), israelische Tänzerin
- Goldman, William (1856–1922), US-amerikanischer Fotograf
- Goldman, William (1931–2018), US-amerikanischer Drehbuchautor und SchriftstellerWilliam Goldman (1931–2018)

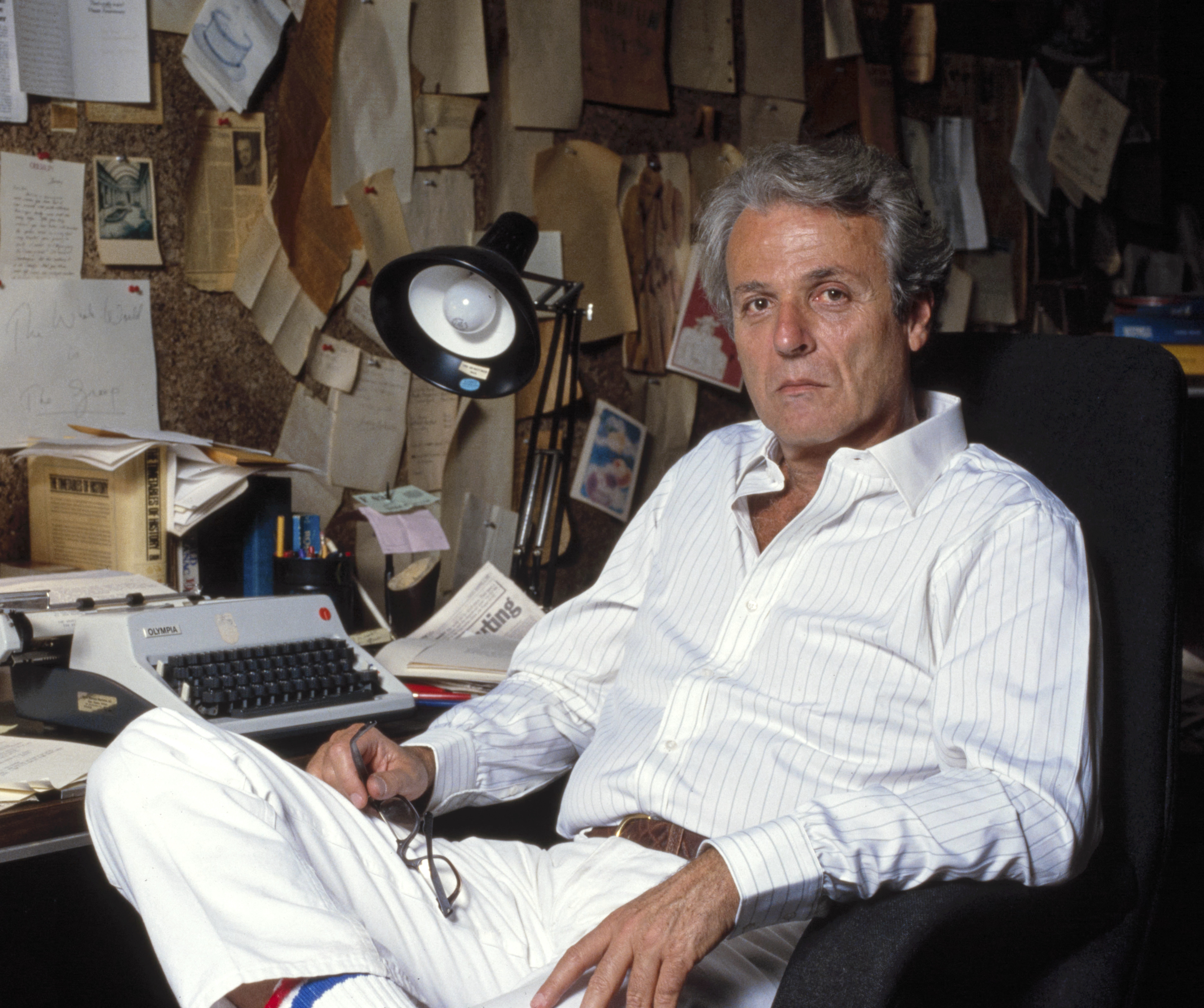
William Goldman (1931–2018)

- Goldman, William (* 1955), US-amerikanischer Mathematiker
- Goldman, Willy (1910–2009), britischer Schriftsteller
- Goldman-Eisler, Frieda (1907–1982), österreichisch-britische Psychologin
- Goldman-Rakic, Patricia (1937–2003), US-amerikanische Neurowissenschaftlerin
- Goldmanis, Jānis (1875–1955), lettischer Politiker
- Goldmann, Anke-Eve (* 1929), deutsche Motorradjournalistin, Motorradrennfahrerin
- Goldmann, Anne (1961–2021), österreichische Schriftstellerin
- Goldmann, Anton (1830–1904), österreichischer Industrieller und Pionier des Kamerabaus
- Goldmann, Arthur (1863–1942), österreichischer Historiker und Archivar
- Goldmann, Ayala (* 1969), deutsche Journalistin und Autorin
- Goldmann, Bernd (* 1945), deutscher Germanist und Kunstwissenschaftler
- Goldmann, Curt (1870–1952), deutscher Dirigent und Komponist
- Goldmann, Edwin (1862–1913), deutscher Arzt und medizinischer Forscher
- Goldmann, Emil (1872–1942), österreichischer Rechtshistoriker
- Goldmann, Felix (1882–1934), deutscher Rabbiner
- Goldmann, Friedrich (1941–2009), deutscher Komponist und Dirigent
- Goldmann, Georg August Friedrich (1785–1855), deutscher Pädagoge, Geistlicher und Autor
- Goldmann, Gereon (1916–2003), deutscher Franziskanerpater, Mitglied der Waffen-SS
- Goldmann, Hans (1899–1991), österreichisch-schweizerischer Ophthalmologe und Erfinder
- Goldmann, Hans-Michael (1946–2023), deutscher Politiker (FDP), MdL, MdB
- Goldmann, Heinrich (1841–1877), deutscher Schriftsteller
- Goldmann, Heinz (1919–2005), deutscher Unternehmensberater, Kommunikations- und Verkaufstrainer
- Goldmann, Herbert (* 1954), deutscher Verwaltungsbeamter und Politiker (Bündnis 90/Die Grünen), MdL
- Goldmann, Karin (* 1958), deutsche Juristin, Richterin und Gerichtspräsidentin
- Goldmann, Karl Emil (1848–1917), deutscher Jurist und Richter am Reichsgericht
- Goldmann, Karlheinz (1910–1980), deutscher Bibliothekar
- Goldmann, Klaus (1936–2019), deutscher Prähistoriker und Mittelalterarchäologe
- Goldmann, Konrad (1872–1942), deutscher Ingenieur und Unternehmer, Förderer des Zionismus
- Goldmann, Lucien (1913–1970), französischer Philosoph, Literaturtheoretiker und Literatursoziologe
- Goldmann, Max, Architekt der Gründerzeit
- Goldmann, Michael (* 1959), deutscher Eishockeyspieler
- Goldmann, Nahum (1895–1982), russischer Gründer und Präsident des Jüdischen WeltkongressesNahum Goldmann (1895–1982)

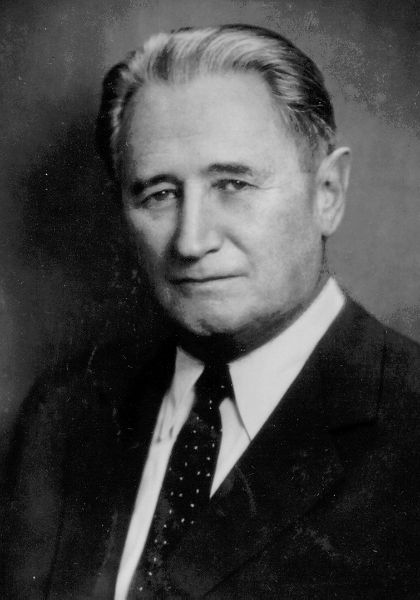
Nahum Goldmann (1895–1982)

- Goldmann, Nicolaus (1611–1665), deutscher Schriftsteller, Mathematiker, Jurist und Architekturtheoretiker
- Goldmann, Norma (* 2003), Schweizer Handballspielerin
- Goldmann, Otto (1884–1947), deutscher Jurist und Schriftsteller
- Goldmann, Paul (1865–1935), österreichischer Journalist und Autor
- Goldmann, Philipp (1783–1858), deutscher Landrat
- Goldmann, Philipp Theodor (1747–1812), Amtsschultheiß und Patrimonialrichter
- Goldmann, Renate (* 1967), deutsche Kunsthistorikerin und Kuratorin für internationale Gegenwartskunst
- Goldmann, Rick (* 1976), deutscher EishockeyspielerRick Goldmann (* 1976)

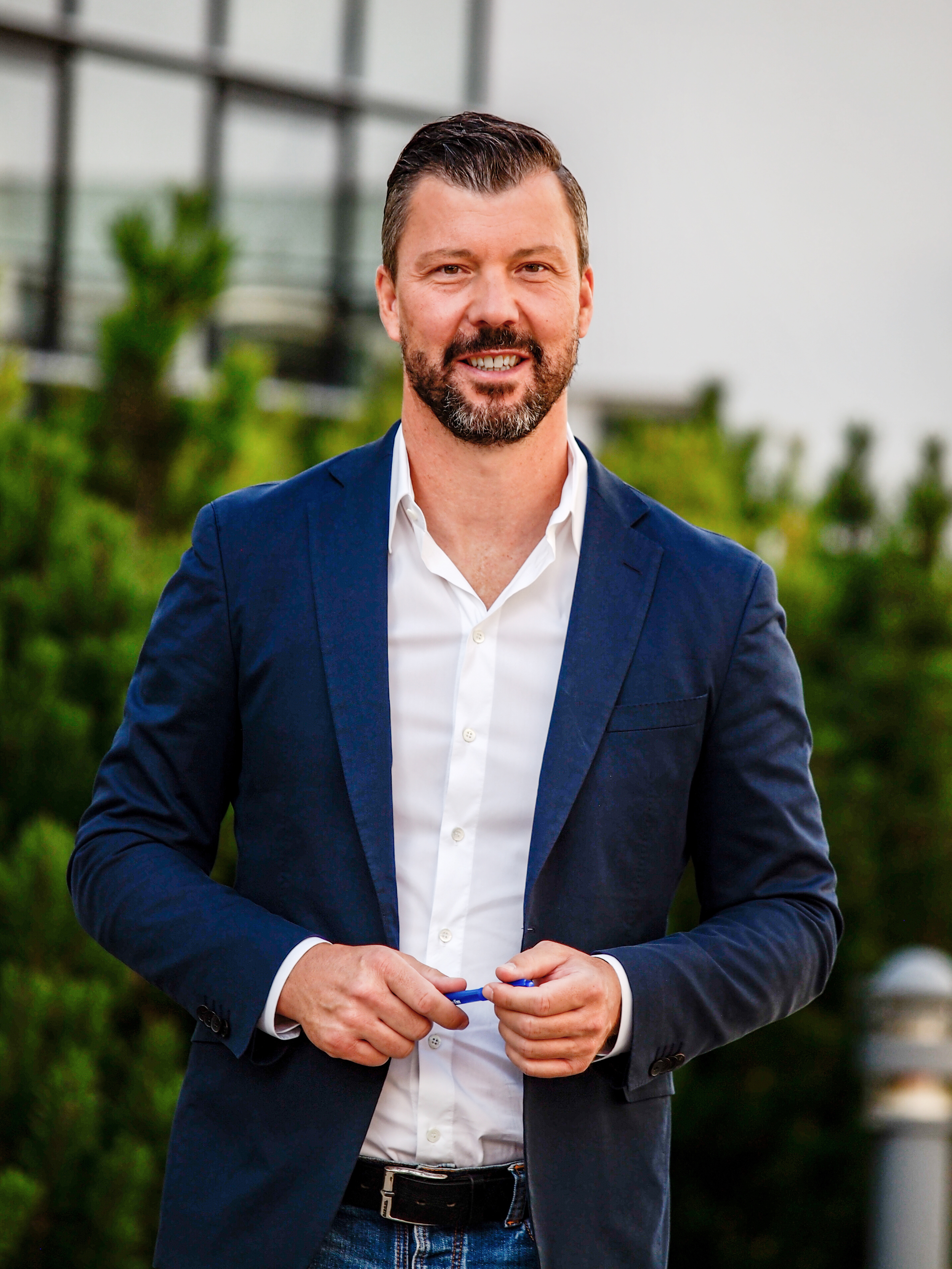
Rick Goldmann (* 1976)

- Goldmann, Robert (1921–2018), deutsch-US-amerikanischer Journalist
- Goldmann, Rüdiger (* 1941), deutscher Politiker (CDU), MdL
- Goldmann, Shraga Felix (1935–2017), deutsch-israelischer Immunologe und Transfusionsmediziner
- Goldmann, Stefan (* 1978), deutscher Musiker, DJ und Produzent
- Goldmann, Theodor (1821–1905), Landtagsabgeordneter Großherzogtum Hessen
- Goldmann, Wilhelm (1792–1873), Landtagsabgeordneter Großherzogtum Hessen
- Goldmann, Wilhelm (* 1875), Abgeordneter der deutschen Minderheit im Schlesischen Parlament
- Goldmann, Wilhelm (1897–1974), deutscher Verleger
- Goldmann, Wilhelmine (* 1948), österreichische Verkehrsexpertin
- Goldmann, Zeʾev (1905–2010), israelischer Kunsthistoriker, Archäologe und Museumsleiter deutscher Herkunft
- Goldmann-Gilead, Michael (* 1925), israelischer Polizeioffizier
- Goldmann-Posch, Ursula (1949–2016), italienische Autorin und Medizinjournalistin
- Goldmark, Karl (1830–1915), ungarisch-österreichischer Komponist, Musiklehrer und GeigerKarl Goldmark (1830–1915)

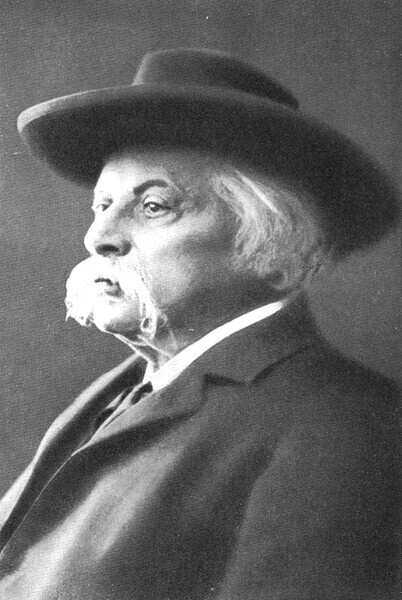
Karl Goldmark (1830–1915)

- Goldmark, Peter Carl (1906–1977), US-amerikanischer Ingenieur
- Goldmark, Rubin (1872–1936), US-amerikanischer Pianist und Komponist
- Goldmayer, Andreas (1602–1665), deutscher Astronom, Mathematiker und Kalendermacher
- Goldmeier, Johann Baptist (1781–1847), fränkischer Gutsbesitzer und Landwirt

### Goldn
- Goldnagl, Stefan (* 2001), österreichischer Fußballspieler
- Goldner, Charles (1900–1955), österreichischer Schauspieler und Theaterregisseur
- Goldner, Colin (* 1953), deutscher Psychologe und Wissenschaftsjournalist
- Goldner, Franz (1903–1992), österreichisch-US-amerikanischer Rechtsanwalt und Publizist
- Goldner, George (1918–1970), US-amerikanischer Komponist und Musikproduzent
- Göldner, Hans (1928–2020), deutscher Ingenieur und Hochschullehrer auf dem Gebiet der Technischen Mechanik
- Goldner, Johannes (1923–1994), deutscher Lehrer, Heimatkundler und Autor
- Göldner, Linda (* 1993), deutsche Grasskiläuferin
- Göldner, Melanie (* 1996), deutsche Ruderin
- Göldner, Peter (* 1964), deutscher Fußballspieler
- Goldner, Richard (1908–1991), österreichischer Bratschist
- Goldner, Wolfgang von († 1837), deutscher Jurist und Diplomat

### Goldo
- Goldobin, Nikolai Sergejewitsch (* 1995), russischer Eishockeyspieler
- Goldobina, Tatjana Wladimirowna (* 1975), russische Sportschützin
- Goldoni, Carlo (1707–1793), italienischer Komödiendichter und LibrettistCarlo Goldoni (1707–1793)

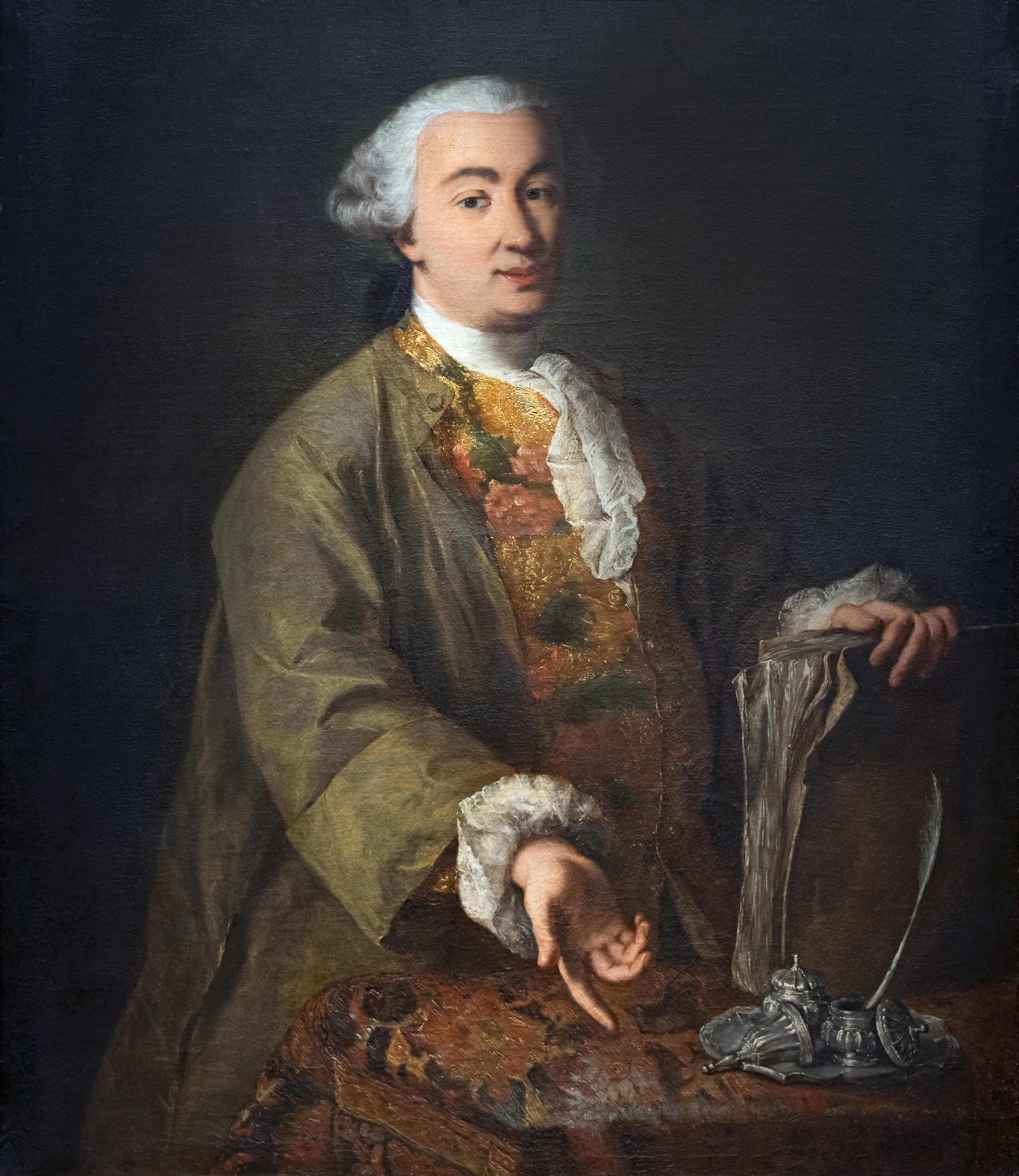
Carlo Goldoni (1707–1793)

- Goldoni, Lelia (1936–2023), US-amerikanische Tänzerin sowie Film- und Fernsehschauspielerin
- Goldoványi, Béla (1925–1972), ungarischer Leichtathlet

### Goldr
- Goldratt, Eliyahu M. (1947–2011), israelischer Physiker, Theoretiker der Managementlehre und Berater
- Goldreich, Arthur (1929–2011), israelischer Maler und Professor für Design
- Goldreich, Oded (* 1957), israelischer Mathematiker
- Goldreich, Peter (* 1939), US-amerikanischer Astrophysiker
- Goldrick-Rab, Sara (* 1977), US-amerikanische Bildungsexpertin
- Goldrin, Iliya (* 1995), israelischer Volleyballspieler
- Goldring, Winifred (1888–1971), US-amerikanische Paläontologin
- Goldroger (* 1990), deutscher Rapper

### Golds

#### Goldsa
- Goldsack, Drew (* 1981), kanadischer Skilangläufer

#### Goldsb
- Goldsberry, John (* 1982), US-amerikanischer Basketballspieler
- Goldsberry, Renée Elise (* 1971), US-amerikanische SchauspielerinRenée Elise Goldsberry (* 1971)

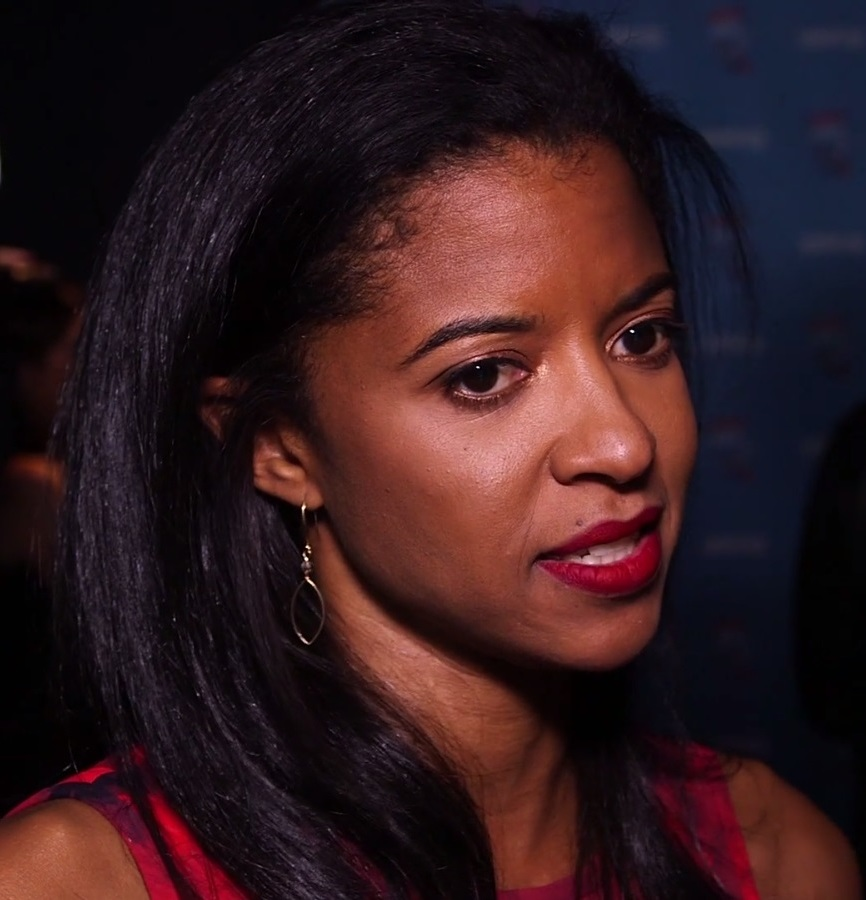
Renée Elise Goldsberry (* 1971)

- Goldsboro, Bobby (* 1941), US-amerikanischer Musiker und Musikproduzent
- Goldsborough Mayer, Alfred (1868–1922), US-amerikanischer Naturforscher, Meereszoologe (Nesseltiere) und Entomologe
- Goldsborough, Charles (1765–1834), US-amerikanischer Politiker
- Goldsborough, Phillips Lee (1865–1946), US-amerikanischer Politiker, Gouverneur von Maryland
- Goldsborough, Robert (1733–1788), US-amerikanischer Politiker
- Goldsborough, Robert Henry (1779–1836), US-amerikanischer Politiker
- Goldsborough, Thomas Alan (1877–1951), US-amerikanischer Jurist und Politiker
- Goldsbury, Mack (1946–2022), US-amerikanischer Jazzmusiker
- Goldsby, John (* 1958), US-amerikanischer Jazz-Bassist, Komponist, Lehrer und Autor
- Goldsby, Robin Meloy (* 1958), US-amerikanische Pianistin, Komponistin und Autorin

#### Goldsc
- Goldschagg, Christian (* 1959), deutscher Unternehmer und Radsportler
- Goldschagg, Edmund (1886–1971), deutscher Journalist, Chefredakteur und Verleger
- Goldscheid, Rudolf (1870–1931), österreichischer Soziologe, Philosoph und Schriftsteller
- Goldscheider, Alfred (1858–1935), deutscher internistischer Neurologe
- Goldscheider, Arthur (* 1874), französischer Kunsthändler und Hersteller hochwertiger Dekorationsgegenstände
- Goldscheider, Friedrich (1845–1897), österreichischer Unternehmer, Terrakotta- und Bronzefabrikant
- Goldscheider, Ludwig (1896–1973), englischer Kunsthistoriker und Verleger österreichischer Herkunft
- Goldschlag, George A. (1896–1934), deutscher Journalist und Lyriker
- Goldschlag, Gerhard (* 1889), deutscher Dirigent, Komponist und Journalist
- Goldschlag, Klaus (1922–2012), kanadischer Diplomat
- Goldschlag, Stella (1922–1994), jüdische Gestapo-Kollaborateurin
- Goldschlag, Tony (* 1890), österreichisch-deutsche Konzertsängerin
- Goldschläger, Julius (1872–1940), österreichischer Architekt
- Goldschmeding, Cornelis (1927–1995), niederländischer Schachkomponist
- Goldschmeding, Frits (1933–2024), niederländischer Unternehmer
- Goldschmid, Edgar (1881–1957), deutscher Pathologe und Medizinhistoriker
- Goldschmid, Hans, deutscher Maler
- Goldschmid, Hanuš (1891–1966), Textilunternehmer der Österreichisch-ungarischen Monarchie
- Goldschmid, Johann (1919–1981), österreichischer Radrennfahrer
- Goldschmid, Johann Jakob (1715–1769), Schweizer Gerber, Jäger, Sammler und Chronist
- Goldschmidt, Abraham Meyer (1812–1889), Rabbiner der jüdischen Gemeinden in Warschau und in Leipzig
- Goldschmidt, Adalbert von (1848–1906), österreichischer Komponist, Dichter und Satiriker
- Goldschmidt, Adolph (1863–1944), deutscher Kunsthistoriker
- Goldschmidt, Aenne (1920–2020), Schweizer Tänzerin, Pädagogin und Choreografin
- Goldschmidt, Alfons (1879–1940), deutscher Journalist und Wirtschaftswissenschaftler
- Goldschmidt, Andreas (* 1954), deutscher Gesundheitswirtschafts- und Humanwissenschaftler
- Goldschmidt, Annemarie (1922–1942), deutsche römisch-katholische Märtyrin jüdischer Herkunft
- Goldschmidt, Arnd (* 1981), deutscher Kanute
- Goldschmidt, Arthur (1873–1947), deutscher Richter
- Goldschmidt, Arthur (1883–1951), deutscher Unternehmer, Publizist und Bibliophiler
- Goldschmidt, Benedikt († 1642), jüdischer Hofbankier und Hofjuwelier in Kassel
- Goldschmidt, Berthold (1903–1996), deutscher Komponist, der 1935 nach England fliehen musste
- Goldschmidt, Bertrand (1912–2002), französischer Chemiker, Atomphysiker und Diplomat
- Goldschmidt, Björn (* 1979), deutscher Kanute
- Goldschmidt, Carl Leopold (1787–1858), Politiker Freie Stadt Frankfurt
- Goldschmidt, David (1883–1964), deutscher Jurist
- Goldschmidt, David (* 1942), US-amerikanischer Mathematiker
- Goldschmidt, Dietrich (1914–1998), deutscher Soziologe und Bildungsforscher
- Goldschmidt, Edmond (1863–1932), französischer Fotograf
- Goldschmidt, Eduard (1793–1865), Textilfabrikant und Stadtverordneter in Berlin
- Goldschmidt, Elisabeth (1912–1970), israelische Genetikerin und Zoologin
- Goldschmidt, Ella (1876–1972), deutsche Unternehmerin
- Goldschmidt, Else (1898–1975), deutsche Unternehmerin
- Goldschmidt, Emil (1901–1990), deutsch-chilenischer Germanist, Soziologe, Lehrer, Schulleiter und Hochschullehrer
- Goldschmidt, Ernst (1904–1963), Überlebender des Holocaust, jüdischer Widerstandskämpfer
- Goldschmidt, Ernst (1906–1992), belgischer Kunsthistoriker und Verleger
- Goldschmidt, Ernst (1931–2023), deutscher Filmproduzent und Manager
- Goldschmidt, Ernst Daniel (1895–1972), deutsch-israelischer Bibliothekar
- Goldschmidt, Ernst Philip (1887–1954), niederländisch-österreichisch-britischer Buchantiquar und Bibliophiler
- Goldschmidt, Friedrich (1837–1902), Brauereiunternehmer und Reichstagsabgeordneter
- Goldschmidt, Fritz (1893–1968), deutsch-britischer Jurist
- Goldschmidt, Georges-Arthur (* 1928), französisch-deutscher Schriftsteller, Essayist und ÜbersetzerGeorges-Arthur Goldschmidt (* 1928)

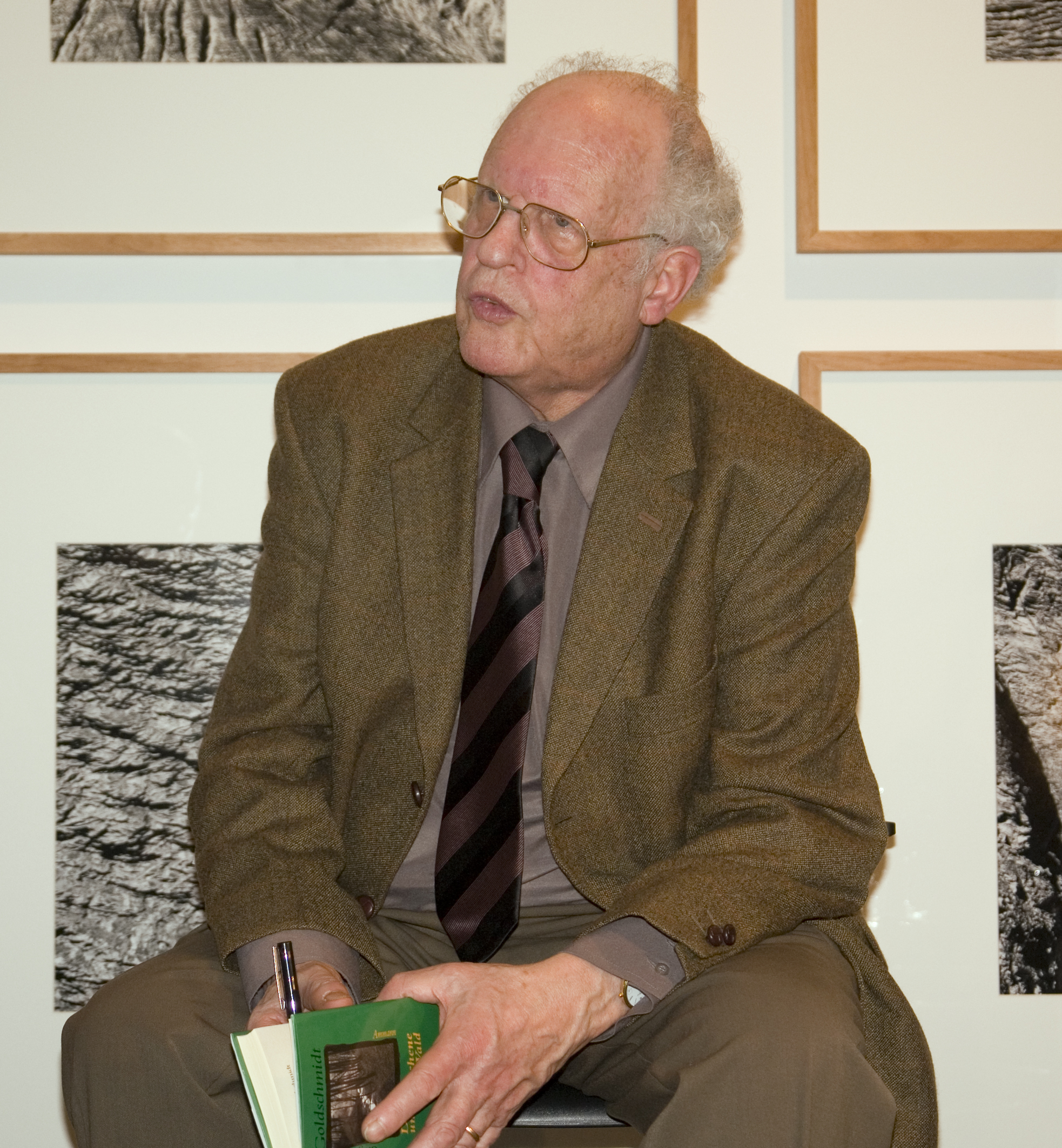
Georges-Arthur Goldschmidt (* 1928)

- Goldschmidt, Gilbert de (1925–2010), französischer Buchautor und Filmproduzent
- Goldschmidt, Grant (* 1983), südafrikanischer Beachvolleyballspieler
- Goldschmidt, Günther (1894–1980), deutscher Bibliothekar
- Goldschmidt, Hans (1861–1923), deutscher Chemiker und Unternehmer
- Goldschmidt, Hans (1879–1940), deutscher Historiker
- Goldschmidt, Hans Eberhard (1908–1984), österreichischer Verleger und Antiquar
- Goldschmidt, Harry (1910–1986), Schweizer Musikwissenschaftler
- Goldschmidt, Hartmut (* 1956), deutscher Internist
- Goldschmidt, Heimann Joseph (1761–1835), deutscher Arzt und Volksaufklärer
- Goldschmidt, Heinrich Jacob (1857–1937), österreichischer Chemiker
- Goldschmidt, Helmut (1918–2005), deutscher Architekt
- Goldschmidt, Henriette (1825–1920), deutsche Frauenrechtlerin und PädagoginHenriette Goldschmidt (1825–1920)

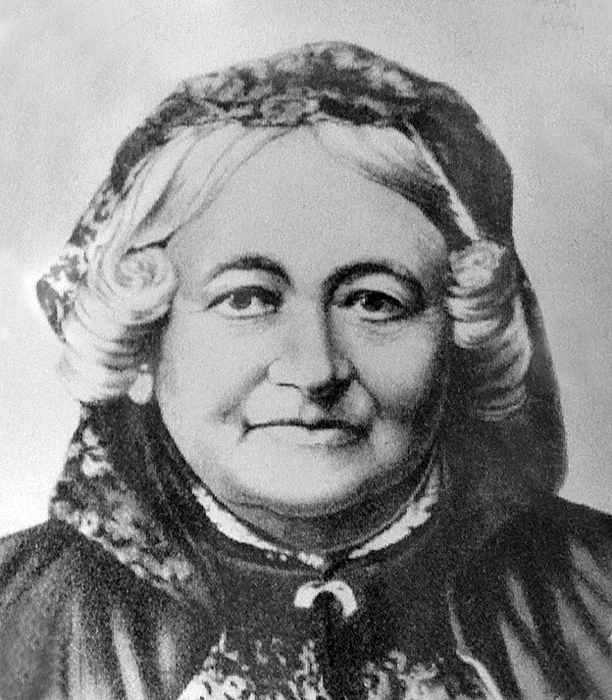
Henriette Goldschmidt (1825–1920)

- Goldschmidt, Herbert (1890–1943), deutscher Kommunalpolitiker in Magdeburg
- Goldschmidt, Hermann Levin (1914–1998), Schweizer Philosoph
- Goldschmidt, Hermann Mayer Salomon (1802–1866), deutsch-französischer Astronom und Maler
- Goldschmidt, Hesse († 1733), jüdischer Kaufmann und Unternehmer in Kassel
- Goldschmidt, Hilde (1897–1980), deutsche Malerin
- Goldschmidt, Hugo (1859–1920), deutscher Musikwissenschaftler
- Goldschmidt, Ilana (* 1968), deutsche Filmeditorin
- Goldschmidt, Isidor (1893–1964), österreichisch-amerikanischer Filmverleiher und Filmproduzent
- Goldschmidt, Ivan (* 1958), belgischer Filmregisseur und Filmproduzent
- Goldschmidt, Jakob (1882–1955), deutscher Bankier
- Goldschmidt, James (1874–1940), deutscher Rechtswissenschaftler
- Goldschmidt, Johann (1894–1962), österreichischer Politiker (SDAP), Landtagsabgeordneter
- Goldschmidt, Johann Georg (1823–1903), königlich preußischer Musik-Direktor und Leutnant
- Goldschmidt, Johanna (1806–1884), deutsche Frauenrechtlerin, Schriftstellerin und Philanthropin
- Goldschmidt, Johannes (1894–1952), deutscher Meteorologe und Physiker
- Goldschmidt, Jonas (1806–1900), deutscher Arzt, Sanitätsoffizier und Schriftsteller
- Goldschmidt, Josef († 1572), deutsch-jüdischer Bankier in Frankfurt am Main
- Goldschmidt, Josef (1907–1981), deutsch-israelischer Politiker (Mafdal)
- Goldschmidt, Joseph (1842–1925), deutscher Schuldirektor
- Goldschmidt, Jürgen (* 1961), deutscher Politiker (FDP)
- Goldschmidt, Karl (1857–1926), deutscher Chemiker und Unternehmer
- Goldschmidt, Lazarus (1871–1950), Orientalist
- Goldschmidt, Leonore (1897–1983), deutsch-britische Pädagogin
- Goldschmidt, Leontine (1863–1942), deutsche Mäzenin, Holocaustopfer
- Goldschmidt, Levin (1829–1897), deutscher Jurist und Politiker (NLP), MdRLevin Goldschmidt (1829–1897)

Levin Goldschmidt (1829–1897)

- Goldschmidt, Lucien (1912–1992), US-amerikanischer Buchantiquar
- Goldschmidt, Ludwig (1895–1970), deutscher Jurist
- Goldschmidt, Lukas (* 1965), österreichischer Musiker und Komponist
- Goldschmidt, Marie (1880–1917), französische Ballonfahrerin
- Goldschmidt, Matti (* 1951), österreichisch-israelischer Choreograph und Autor
- Goldschmidt, Max (1864–1920), deutscher Volkssänger und Humorist
- Goldschmidt, Meïr Aron (1819–1887), dänischer Verleger, Journalist und Schriftsteller
- Goldschmidt, Meyer († 1736), Gründer der jüdischen Gemeinde und Hofjuwelier in Kopenhagen
- Goldschmidt, Millicent (* 1926), US-amerikanische Mikrobiologin und Hochschullehrerin
- Goldschmidt, Miriam (1947–2017), deutsche Schauspielerin, Regisseurin und AutorinMiriam Goldschmidt (1947–2017)

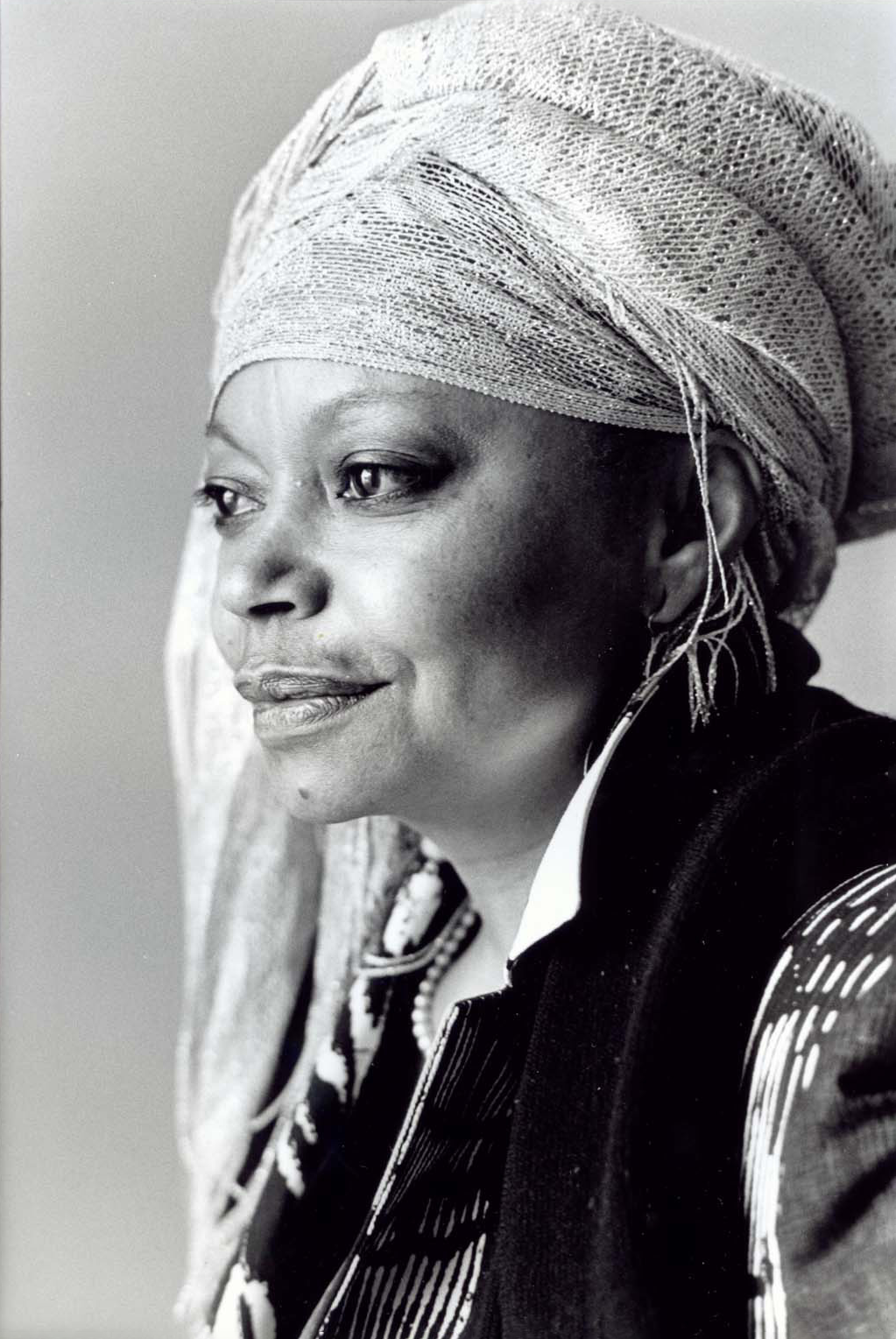
Miriam Goldschmidt (1947–2017)

- Goldschmidt, Moritz (1863–1916), deutscher Botaniker und Lehrer
- Goldschmidt, Moritz (1865–1934), deutscher Schriftsteller und Bankkaufmann
- Goldschmidt, Moses (1873–1943), jüdischer Arzt und Autor in NS-Zeit
- Goldschmidt, Neil (1940–2024), US-amerikanischer Politiker
- Goldschmidt, Nicholas (1908–2004), tschechisch-kanadischer Dirigent, Sänger und Musikpädagoge
- Goldschmidt, Nils (* 1970), deutscher Ordnungsökonom
- Goldschmidt, Otto (1829–1907), deutscher Komponist, Dirigent und Pianist
- Goldschmidt, Paul (1840–1920), deutscher Gymnasialprofessor und Historiker
- Goldschmidt, Paul (1914–2010), niederländischer Logopäde
- Goldschmidt, Paul (* 1987), US-amerikanischer Baseballspieler
- Goldschmidt, Per (1943–2013), dänischer Jazzmusiker und Schauspieler
- Goldschmidt, Peter (1662–1713), deutscher protestantischer Theologe
- Goldschmidt, Pinchas (* 1963), Oberrabbiner von MoskauPinchas Goldschmidt (* 1963)

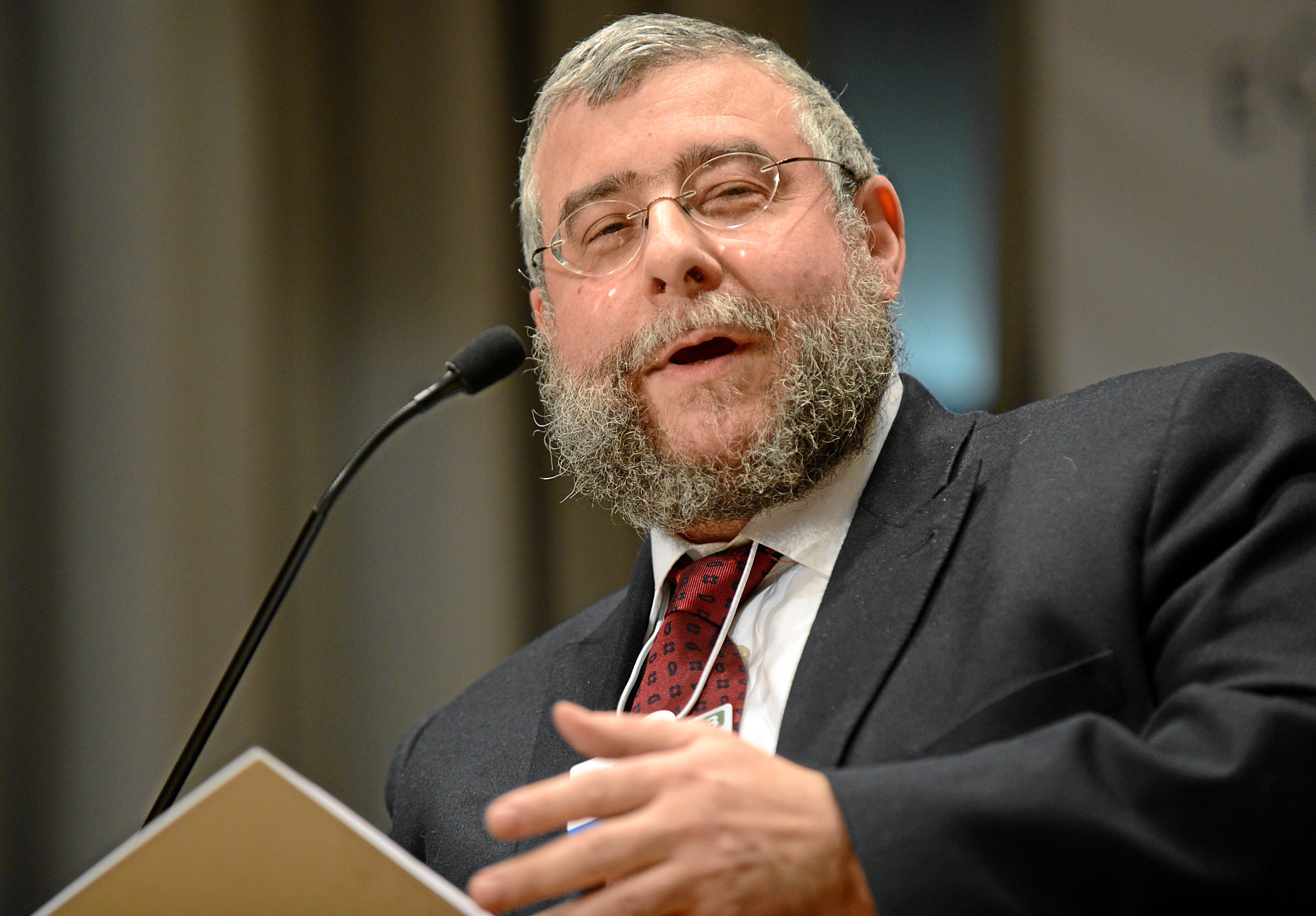
Pinchas Goldschmidt (* 1963)

- Goldschmidt, Pippa, britisch-deutsche Schriftstellerin
- Goldschmidt, Ragnhild (1828–1890), dänische Schriftstellerin und Feministin
- Goldschmidt, Richard (1878–1958), deutscher Biologe und Genetiker
- Goldschmidt, Richard Hellmuth (1883–1968), deutscher Psychologe
- Goldschmidt, Robert (1877–1935), belgischer Physiker
- Goldschmidt, Rudolf (1876–1950), deutscher Elektroingenieur, Erfinder und Hochschullehrer
- Goldschmidt, Rudolf (1896–1976), deutscher Verwaltungsbeamter
- Goldschmidt, Sandra (* 1976), deutsche Gewerkschafterin
- Goldschmidt, Siegbert (1874–1938), deutscher Unternehmer, Kinobetreiber und Stummfilmkomponist
- Goldschmidt, Simon (1600–1658), Hofbankier und Hofjuwelier in Kassel
- Goldschmidt, Stefan (1889–1971), deutscher Chemiker
- Goldschmidt, Theo (1883–1965), deutscher Chemiker und Unternehmer
- Goldschmidt, Theodor (1817–1875), deutscher Chemiker
- Goldschmidt, Tobias (* 1981), deutscher Politiker (Bündnis 90/Die Grünen)Tobias Goldschmidt (* 1981)

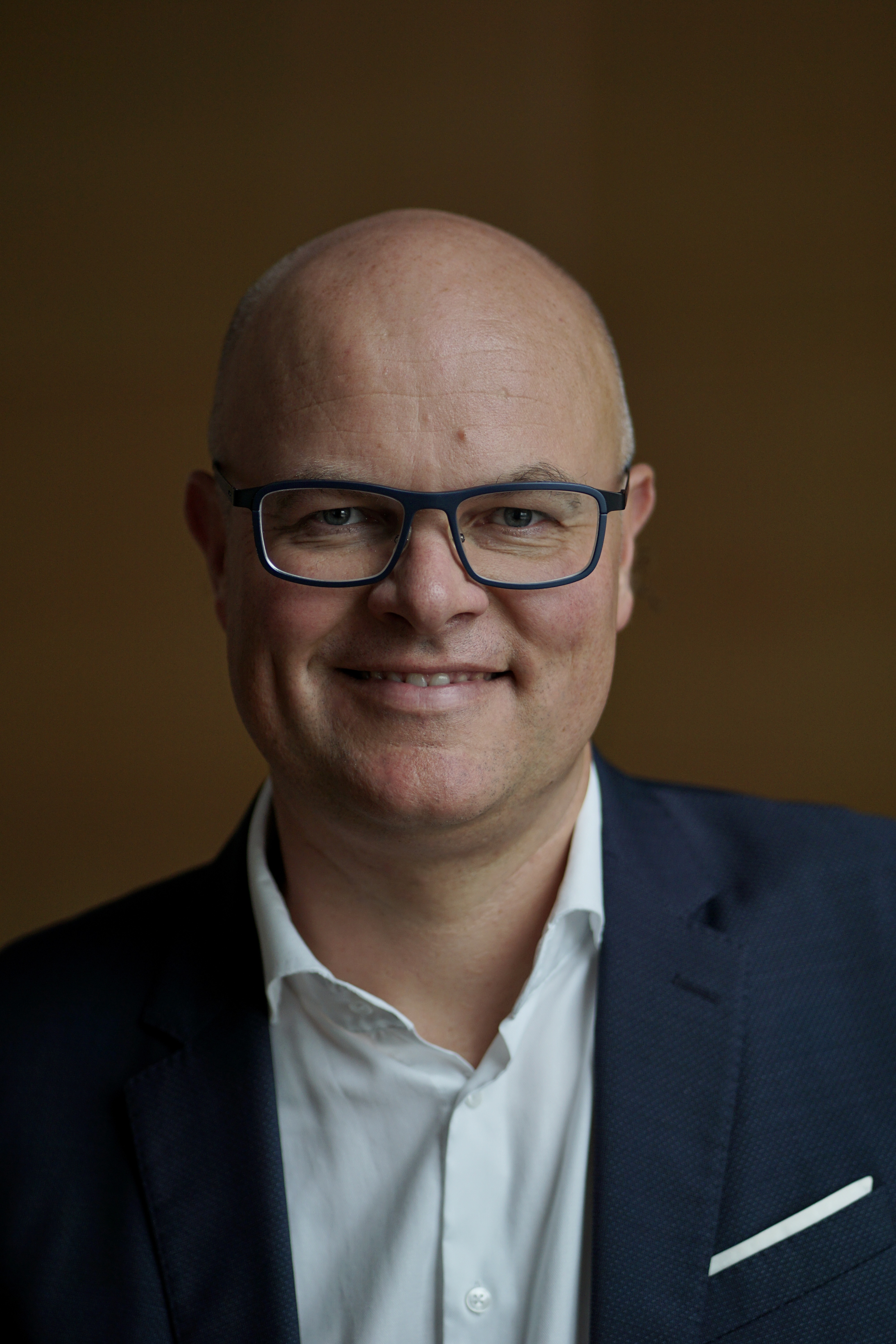
Tobias Goldschmidt (* 1981)

- Goldschmidt, Victor (1914–1981), französischer Philosoph
- Goldschmidt, Victor Mordechai (1853–1933), deutscher Mineraloge
- Goldschmidt, Victor Moritz (1888–1947), Geochemiker
- Goldschmidt, Walter (1917–1986), österreichischer Kapellmeister und Komponist
- Goldschmidt, Werner (1903–1975), deutscher Kunsthistoriker und Musikverleger
- Goldschmidt, Werner (1910–1987), deutscher Rechtsphilosoph und Professor für internationales Privatrecht
- Goldschmidt, Werner (1940–2019), deutscher Soziologe und Hochschullehrer
- Goldschmidt, Wilhelm (* 1841), deutscher Buchhändler und Autor
- Goldschmidt-Lechner, Simoné, deutsche Autorin, Übersetzerin, Kuratorin, Herausgeberin und interdisziplinäre Künstlerin
- Goldschmidt-Lehmann, Ruth P. (1930–2002), deutsch-britisch-israelische Bibliothekarin
- Goldschmidt-Rothschild, Marie-Anne von (1892–1973), deutsche Kunstsammlerin, Malerin, Schriftstellerin
- Goldschmidt-Rothschild, Maximilian von (1843–1940), deutscher Bankier
- Goldschmied de Herz, Juda († 1625), Architekt
- Goldschmiedt, Guido (1850–1915), österreichischer Chemiker
- Goldschmit, Jean (1924–1994), luxemburgischer Radsportler
- Goldschmit, Robert (1845–1923), deutscher Gymnasiallehrer, Politiker, Historiker und Buchautor
- Goldschmit-Jentner, Rudolf (1890–1964), deutscher kulturhistorischer Schriftsteller
- Goldschmitt, Bruno (1881–1964), deutscher Maler, Graphiker, Holzschneider und Lithograph
- Goldschmitt, Daniel (* 1989), deutscher Fußballspieler
- Goldschtab, Semjon Leontjewitsch (1906–1971), sowjetischer Theater- und Filmschauspieler

#### Goldse
- Goldsen, Mickey (1912–2011), US-amerikanischer Musikverleger

#### Goldsm
- Goldsman, Akiva (* 1962), US-amerikanischer Drehbuchautor und FilmproduzentAkiva Goldsman (* 1962)

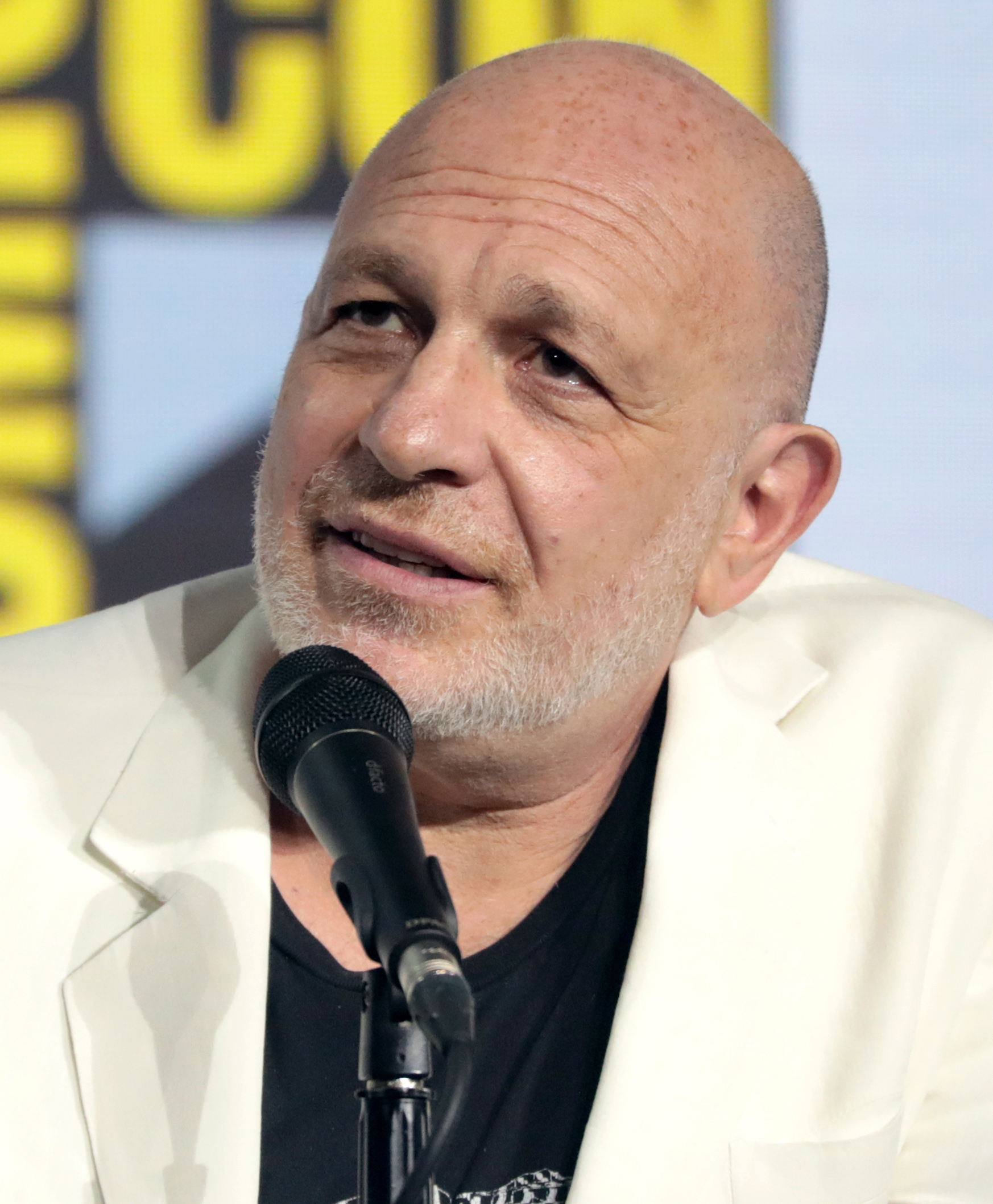
Akiva Goldsman (* 1962)

- Goldsmid, Francis Henry (1808–1878), englischer Politiker, Mitglied des House of Commons
- Goldsmid, Isaac Lyon (1778–1859), britischer Unternehmer
- Goldsmid, Louisa Sophia (1819–1908), britische Feministin
- Goldsmith Weinreich, Paloma (* 2004), chilenische Tennisspielerin
- Goldsmith, Andrea (* 1964), US-amerikanische Elektroingenieurin und Professorin für Elektrotechnik
- Goldsmith, Cecil C. (1889–1972), britischer Sprachlehrer und Generalsekretär der Internacia Esperanto-Ligo
- Goldsmith, Christian J., deutsch-österreichischer Entrepreneur, Publizist, Journalist und Chefredakteur
- Goldsmith, Clio (* 1957), französische Schauspielerin
- Goldsmith, Deborah (1808–1836), US-amerikanische Künstlerin der Folk-Art
- Goldsmith, Edward (1928–2009), englisch-französischer Umweltschützer, Schriftsteller, Philosoph und Systemtheoretiker
- Goldsmith, Emmanuel (1909–1990), Schweizer Sprinter
- Goldsmith, Glen (* 1965), britischer Sänger und Songwriter
- Goldsmith, Harold (1930–2004), US-amerikanischer Fechter
- Goldsmith, Henry (1885–1915), britischer Ruderer
- Goldsmith, James (1933–1997), britisch-französischer Milliardär
- Goldsmith, Jemima (* 1974), britische Journalistin sowie Film- und Fernsehproduzentin
- Goldsmith, Jerry (1929–2004), US-amerikanischer Filmmusikkomponist und DirigentJerry Goldsmith (1929–2004)

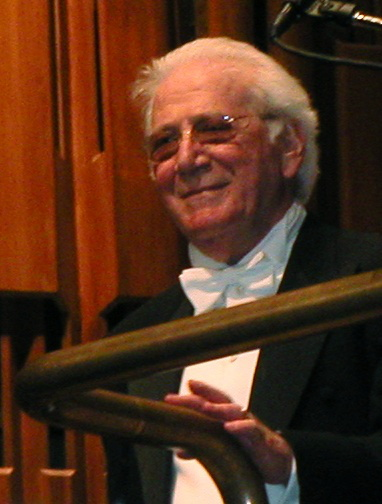
Jerry Goldsmith (1929–2004)

- Goldsmith, Jessie (* 1993), österreichische Country- und Folkmusikerin
- Goldsmith, Joel (1957–2012), US-amerikanischer Komponist
- Goldsmith, Jonathan, kanadischer Komponist und Musikproduzent
- Goldsmith, Jonathan (* 1938), US-amerikanischer Schauspieler
- Goldsmith, Kenneth (* 1961), US-amerikanischer Schriftsteller und Konzeptkünstler
- Goldsmith, Lynn (* 1948), US-amerikanische Regisseurin, Fotografin, Songwriterin und Musikerin
- Goldsmith, Margaret Leland (1894–1971), Schriftstellerin, Übersetzerin und Journalistin
- Goldsmith, Marshall (* 1949), US-amerikanischer Unternehmensberater und Autor
- Goldsmith, Martin (1913–1994), US-amerikanischer Drehbuchautor
- Goldsmith, Nick (* 1971), britischer Filmproduzent
- Goldsmith, Oliver (1728–1774), irischer Schriftsteller und Arzt
- Goldsmith, Olivia (1949–2004), US-amerikanische Schriftstellerin
- Goldsmith, Paul (1925–2024), US-amerikanischer Rennfahrer
- Goldsmith, Paul (* 1971), neuseeländischer Politiker der New Zealand National Party
- Goldsmith, Peter, Baron Goldsmith (* 1950), britischer Politiker der Labour Party, ehemaliger Attorney General
- Goldsmith, Rick (* 1951), US-amerikanischer Dokumentarfilmer
- Goldsmith, Robert (1907–1995), britischer Generalmajor
- Goldsmith, Ulrich K. (1910–2000), amerikanischer Germanist
- Goldsmith, William (* 1972), US-amerikanischer Schlagzeuger
- Goldsmith, Zac (* 1975), britischer Politiker der Conservative Party
- Goldsmith-Thomas, Elaine, US-amerikanische Filmproduzentin

#### Goldso
- Goldsoll, Frank Joseph (* 1873), US-amerikanischer, später französischer Geschäftsmann
- Goldson, Connor (* 1992), englischer Fußballspieler
- Goldson, Dashon (* 1984), US-amerikanischer American-Football-Spieler
- Goldson, Kadrian (* 1997), jamaikanischer Sprinter
- Goldson, Philip (1923–2001), belizischer Politiker, Parteivorsitzender, Oppositionsführer, Minister

#### Goldsp
- Goldspink, Calvin (* 1989), britischer Schauspieler und Sänger

#### Goldst
- Goldstainer, Paul († 1590), Ratsherr, Bürgermeister und Chronist von Schwäbisch Gmünd
- Goldstein, Abbee, US-amerikanische Filmproduzentin und Filmschaffende
- Goldstein, Abe (1898–1977), US-amerikanischer Boxer
- Goldstein, Abraham Samuel (1925–2005), US-amerikanischer Rechtswissenschaftler
- Goldstein, Adam (1973–2009), US-amerikanischer Musiker, DJ und MusikproduzentAdam Goldstein (1973–2009)

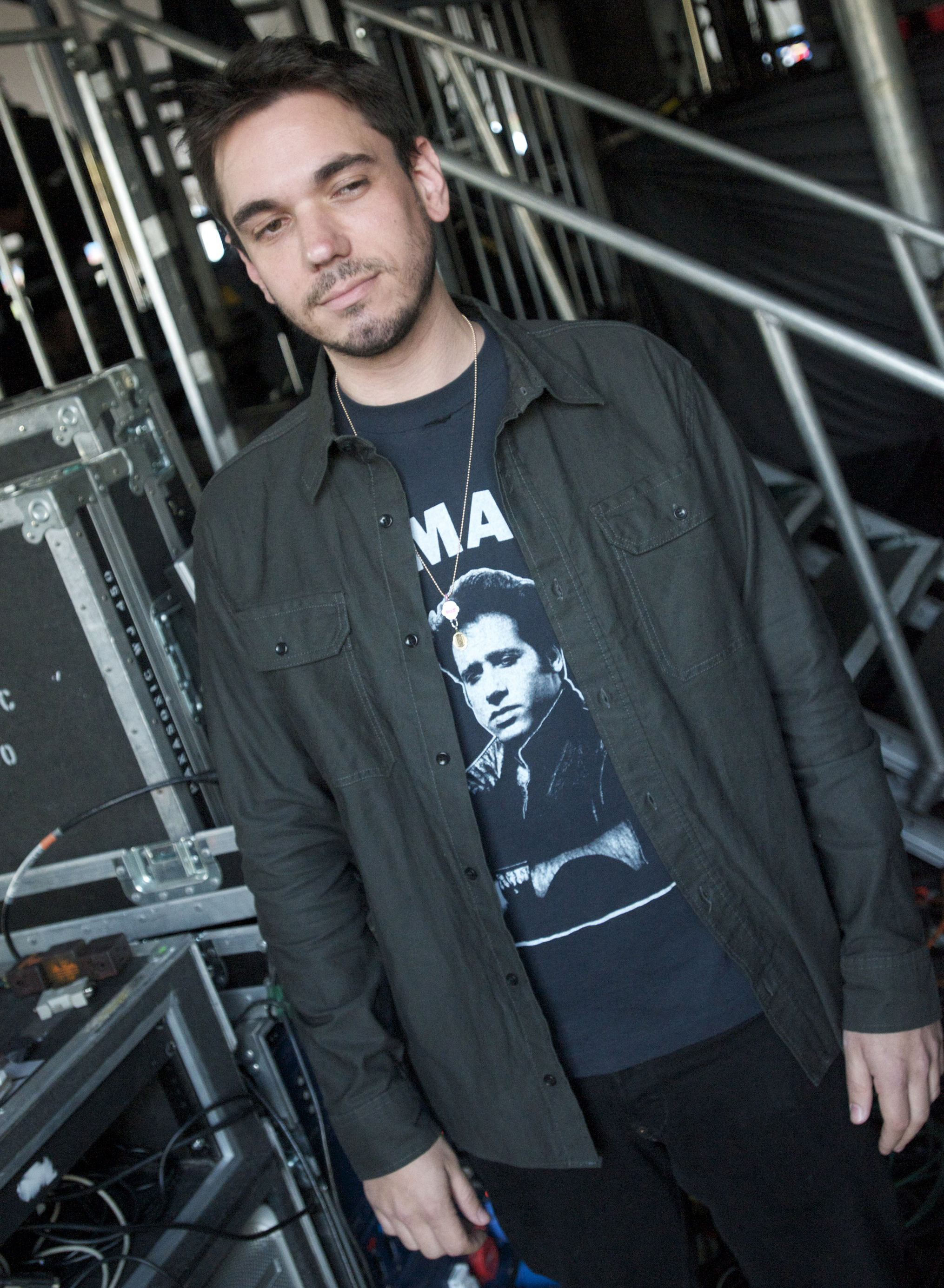
Adam Goldstein (1973–2009)

- Goldstein, Alexander (1957–2006), russischer Schriftsteller und Essayist
- Goldstein, Allan A. (* 1949), US-amerikanischer Filmregisseur, Drehbuchautor, Filmproduzent und Schauspieler
- Goldstein, Andreas (* 1964), deutscher Regisseur, Autor und Filmproduzent
- Goldstein, Andrew (* 1983), US-amerikanischer Lacrosse-Spieler
- Goldstein, Andy, britischer Fernsehmoderator
- Goldstein, Ann (* 1957), US-amerikanische Museumsdirektorin und Kuratorin
- Goldstein, Arthur (1887–1943), kommunistischer Journalist und Politiker
- Goldstein, Augusta von (1764–1837), deutsche Schriftstellerin
- Goldstein, Barbara (1966–2014), deutsche Schriftstellerin
- Goldstein, Baruch (1956–1994), israelischer Offizier und Attentäter
- Goldstein, Bernard (1889–1959), polnischer Politiker
- Goldstein, Boris (1922–1987), jüdisch-russischer Geiger und Musikpädagoge
- Goldstein, Brett (* 1980), britischer Schauspieler, Comedian und AutorBrett Goldstein (* 1980)

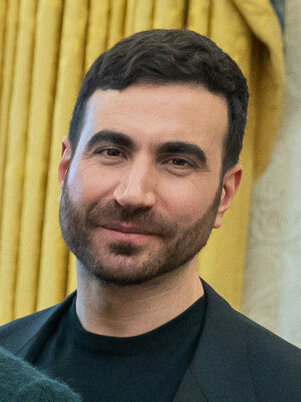
Brett Goldstein (* 1980)

- Goldstein, Carl (1570–1628), kursächsischer Oberst und Stiftshauptmann von Quedlinburg
- Goldstein, Carl Albrecht von († 1683), kursächsischer Geheimer Rat
- Goldstein, Carl Gottlob von (1678–1755), Hofrat und Oberforstmeister
- Goldstein, Catherine (* 1958), französische Mathematikhistorikerin
- Goldstein, Chaja (1908–1999), polnische Tänzerin und Entertainerin
- Goldstein, David B., US-amerikanischer Physiker
- Goldstein, Elizabeth, Film-, Fernseh- und Theaterschauspielerin sowie Musicaldarstellerin und Sängerin
- Goldstein, Eugen (1850–1930), deutscher Physiker
- Goldstein, François (* 1945), belgischer Rennfahrer und fünfmaliger Kart-Weltmeister
- Goldstein, Gary (* 1950), israelischer Künstler und Kunstdozent
- Goldstein, Georg (1877–1943), deutscher Volkswirt
- Goldstein, Georg (1898–1980), deutscher Arzt und Pressefotograf
- Goldstein, Gil (* 1950), US-amerikanischer Jazz- und Fusionmusiker
- Goldstein, Gordon (1917–1989), US-amerikanischer Informatiker
- Goldstein, Grigori Petrowitsch (1870–1941), russischer Maler, Grafiker und Fotograf
- Goldstein, Harry (1880–1977), deutscher Kaufmann und Vorsitzender der jüdischen Gemeinde in Hamburg
- Goldstein, Harvey (1939–2020), britischer Statistiker
- Goldstein, Heinrich (* 1814), Lehrer an der jüdischen Schule in Gleiwitz
- Goldstein, Herb (1926–2005), US-amerikanischer Film- und Fernsehschauspieler
- Goldstein, Herbert (1922–2005), US-amerikanischer Physiker
- Goldstein, Herman (1931–2020), US-amerikanischer Kriminologe
- Goldstein, Hermann (1852–1909), deutscher Politiker (SPD), MdR, MdL (Königreich Sachsen)
- Goldstein, Irwin (* 1952), amerikanischer Kommunikationsmanager und Regierungsbeamter
- Goldstein, Jack (1945–2003), amerikanischer Konzept- und Performancekünstler
- Goldstein, Jenette (* 1960), US-amerikanische Film- und TheaterschauspielerinJenette Goldstein (* 1960)

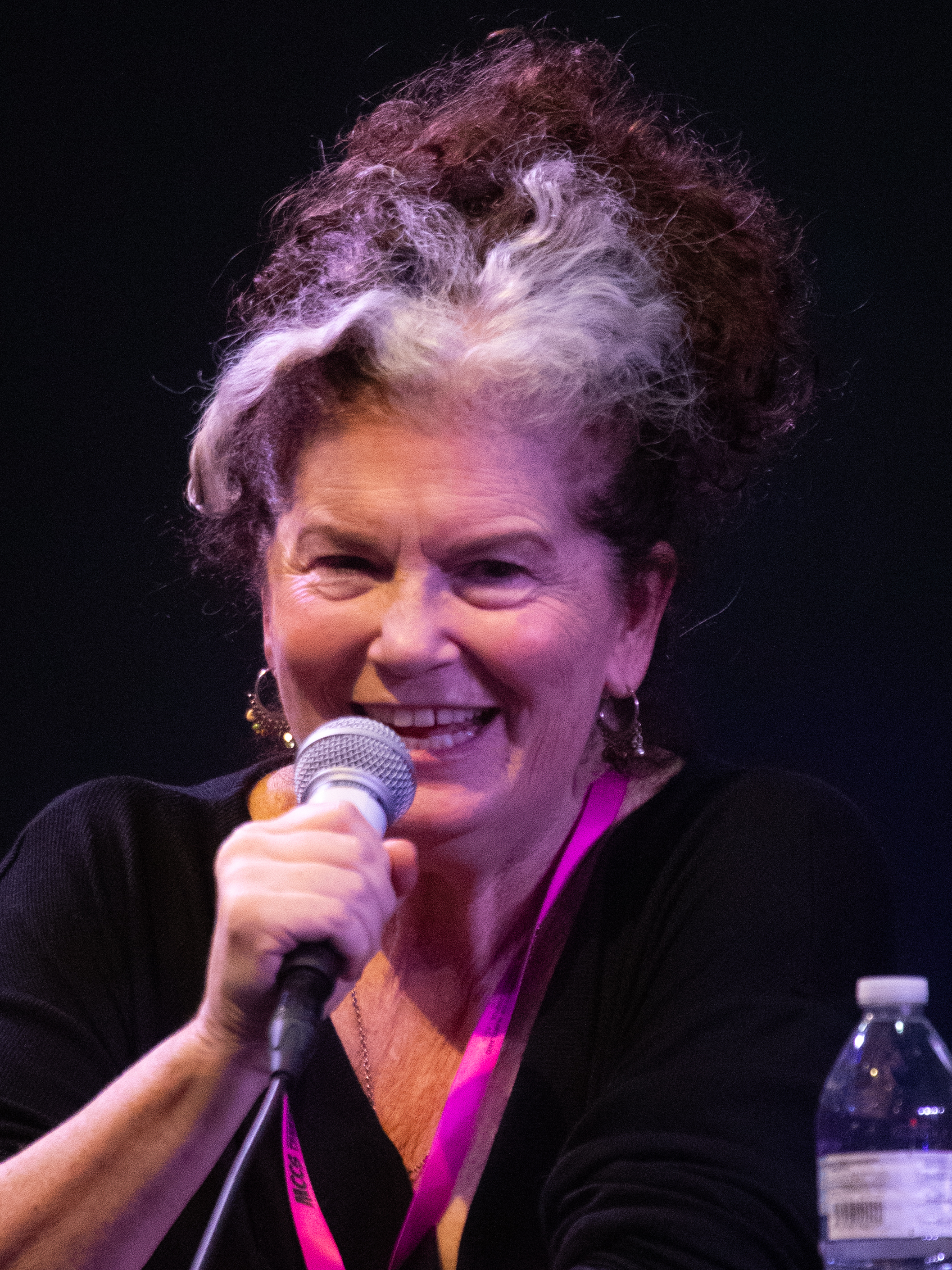
Jenette Goldstein (* 1960)

- Goldstein, Jesse (1915–1959), US-amerikanischer Drehbuchautor und Lehrer
- Goldstein, Joachim, kursächsischer Geheimer Rat und Kanzler
- Goldstein, Joachim (* 1962), deutscher Fußballspieler
- Goldstein, Joachim M. (1904–1969), deutsch-israelischer Theateragent und Verleger
- Goldstein, Johann, Frankfurter Edelsteinhändler und Finanzier
- Goldstein, Johann Arend von (1606–1653), schwedischer General der Kavallerie
- Goldstein, Johann Theodor (1798–1871), deutscher Maler
- Goldstein, Jonathan (* 1964), US-amerikanischer Schauspieler
- Goldstein, Jonathan (* 1968), US-amerikanischer Drehbuchautor, Filmregisseur und Produzent
- Goldstein, Joseph (* 1944), US-amerikanischer Lehrer der Vipassana-Meditation
- Goldstein, Joseph L. (* 1940), US-amerikanischer Genetiker
- Goldstein, Joshua (* 1965), US-amerikanischer Bevölkerungswissenschaftler
- Goldstein, Julius (1873–1929), deutscher Kulturwissenschaftler und Philosoph
- Goldstein, Jürgen (* 1962), deutscher Philosoph
- Goldstein, Kilian (1499–1568), deutscher Jurist
- Goldstein, Kolja (* 1991), deutsch-maltesischer Rapper
- Goldstein, Kurt (1878–1965), Neurologe und Psychiater
- Goldstein, Kurt (1914–2007), deutscher Journalist und RundfunkintendantKurt Goldstein (1914–2007)

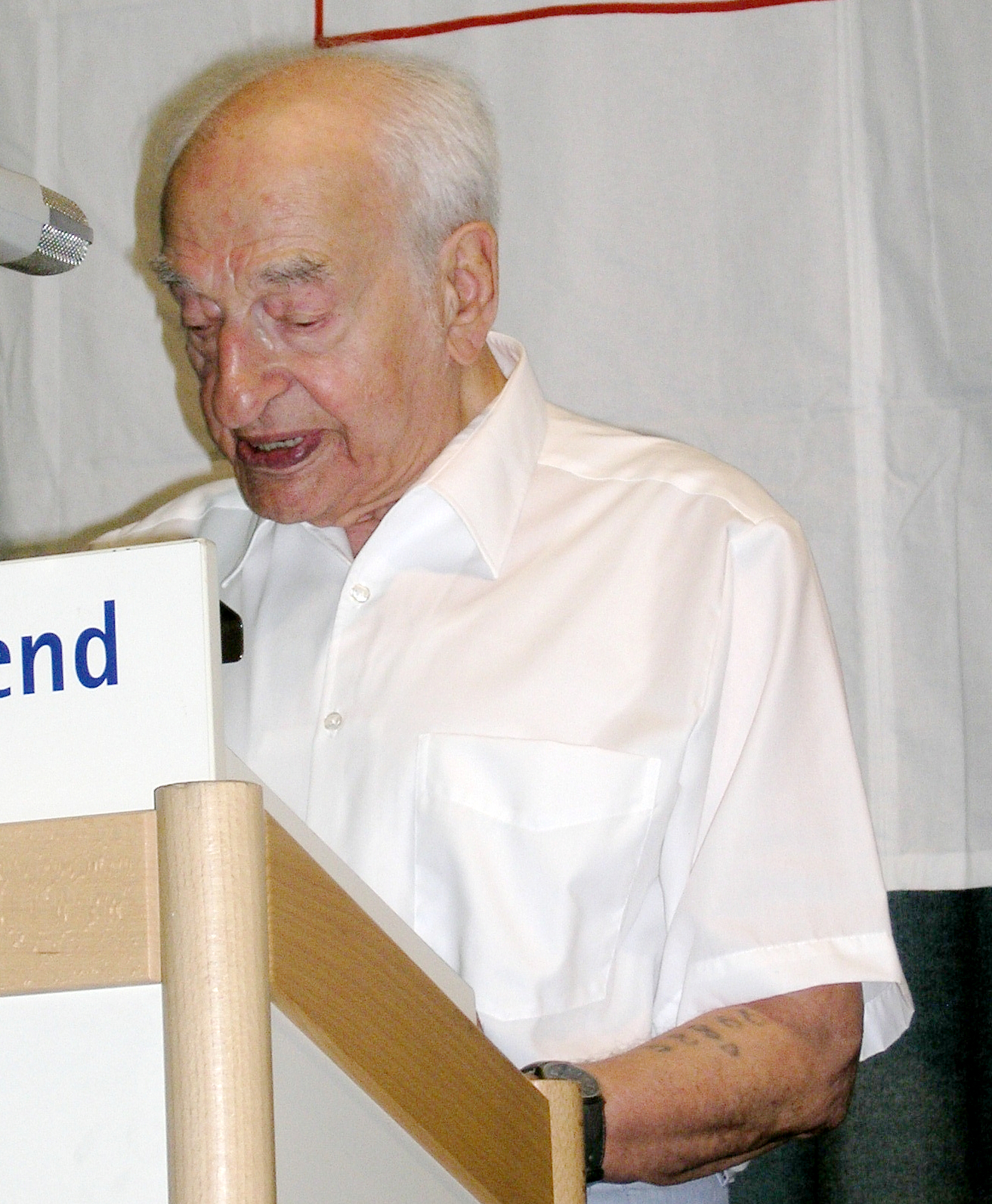
Kurt Goldstein (1914–2007)

- Goldstein, Kurt (1947–1995), deutscher Synchronsprecher und Schauspieler
- Goldstein, Laura (1868–1943), Ehefrau des Physikers Eugen Goldstein
- Goldstein, Leah (* 1969), israelische Radsportlerin und Kickboxerin
- Goldstein, Leo (1901–1972), US-amerikanischer Fotograf und Bildhauer
- Goldstein, Limor (* 1967), israelische Schauspielerin
- Goldstein, Lisa (* 1953), US-amerikanische Schriftstellerin
- Goldstein, Lisa (* 1981), US-amerikanische Schauspielerin
- Goldstein, Ludwig (1867–1943), deutscher Kunsthistoriker und Journalist
- Goldstein, Maksymiljan (1880–1942), polnischer Bankier, Numismatiker und Sammler
- Goldstein, Malcolm (* 1936), US-amerikanischer Komponist, Violinist und Improvisationsmusiker
- Goldstein, Martha (1919–2014), amerikanische Cembalistin und Pianistin
- Goldstein, Martin († 1941), amerikanischer Mobster
- Goldstein, Martin (1919–2014), US-amerikanischer Physiker
- Goldstein, Martin (1927–2012), deutscher Psychotherapeut und Autor
- Goldstein, Maurice (1922–1996), in Polen geborener belgischer Arzt, Überlebender des KZ Auschwitz
- Goldstein, Max (1898–1924), rumänischer Revolutionär
- Goldstein, Max (1925–2008), schwedischer Kostümbildner deutscher Abstammung
- Goldstein, Melvyn (* 1938), US-amerikanischer Anthropologe und Tibet-Wissenschaftler
- Goldstein, Michael (1917–1989), deutsch-russischer Violinist und Musikpädagoge
- Goldstein, Moritz (1868–1934), deutscher Kaufmann
- Goldstein, Moritz (1880–1977), deutsch-amerikanischer Schriftsteller und Journalist
- Goldstein, Nathaniel L. (1896–1981), US-amerikanischer Jurist und Politiker
- Goldstein, Omer (* 1996), israelischer Radrennfahrer
- Goldstein, Otto (1889–1933), deutsch-jüdischer Kaufmann und Kommunalpolitiker
- Goldstein, Paul (1532–1578), deutscher Jurist und brandenburgischer Hofrat
- Goldstein, Paul (* 1976), US-amerikanischer Tennisspieler
- Goldstein, Perry (* 1952), US-amerikanischer Komponist und Musikpädagoge
- Goldstein, Pinchas (1939–2007), israelischer Politiker
- Goldstein, Rebecca (* 1950), US-amerikanische PhilosophinRebecca Goldstein (* 1950)

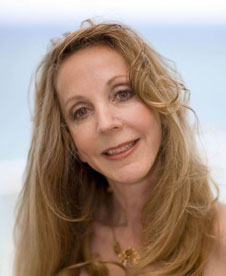
Rebecca Goldstein (* 1950)

- Goldstein, Rolf (1912–1995), deutsch-US-amerikanischer Jazzmusiker
- Goldstein, Roy (* 1993), israelischer Radsportler
- Goldstein, Ruby (1907–1984), US-amerikanischer Boxer und Ringrichter
- Goldstein, Shai (* 1968), israelischer Radiomoderator, Fernsehmoderator, Entertainer und Satiriker
- Goldstein, Sheldon (* 1947), US-amerikanischer Physiker
- Goldstein, Shulamit (1968–2022), israelische Rhythmische Sportgymnastin
- Goldstein, Slavko (1928–2017), jugoslawischer bzw. kroatischer Drehbuchautor, Schriftsteller und Politiker
- Goldstein, Steven (* 1981), kolumbianischer Automobilrennfahrer
- Goldstein, Sydney (1903–1989), britischer Mathematiker und Hydrodynamiker
- Goldstein, Theodor (1912–1996), deutscher Vorsitzender der jüdischen Gemeinde Potsdam
- Goldstein, Thomas (1913–1997), deutsch-amerikanischer Historiker, Dozent und Journalist
- Goldstein, Vida (1869–1949), australische Pazifistin, Sozialreformerin und Frauenrechtlerin
- Goldstein, Walter Benjamin (1893–1984), deutsch-israelischer Literaturwissenschaftler
- Goldstein, Zvi (* 1947), rumänisch-israelischer Konzeptkünstler
- Goldstein-Engle, Margie (* 1958), US-amerikanische Springreiterin
- Goldsteiner, Anna (1899–1944), österreichische Widerstandskämpferin gegen den Nationalsozialismus
- Goldstern, Eugenie (1884–1942), österreichische Volkskundlerin
- Goldstine, Adele (1920–1964), US-amerikanische Mathematikerin und Programmiererin
- Goldstine, Herman H. (1913–2004), US-amerikanischer Mathematiker
- Goldston, Christopher „Black Happy“ (1894–1968), US-amerikanischer Jazz-Schlagzeuger
- Goldston, Dan (* 1954), US-amerikanischer Mathematiker
- Goldstone, Jackson (* 2004), kanadischer Mountainbiker
- Goldstone, James (1931–1999), US-amerikanischer Filmregisseur, Filmproduzent und Drehbuchautor
- Goldstone, Jeffrey (* 1933), britischer Physiker
- Goldstone, Richard (* 1938), südafrikanischer Jurist, Völkerrechtler und ehemaliger UN-Chefankläger
- Goldstraj, Juan (1899–1968), argentinischer Mediziner, Chirurg, Schriftsteller und Übersetzer
- Goldstücker, Eduard (1913–2000), tschechoslowakischer Diplomat, Germanist und Literaturhistoriker
- Goldstücker, Theodor (1821–1872), deutscher Sanskritforscher

#### Goldsw
- Goldsworthy, Adrian (* 1969), britischer Militärhistoriker
- Goldsworthy, Andy (* 1956), britischer KünstlerAndy Goldsworthy (* 1956)

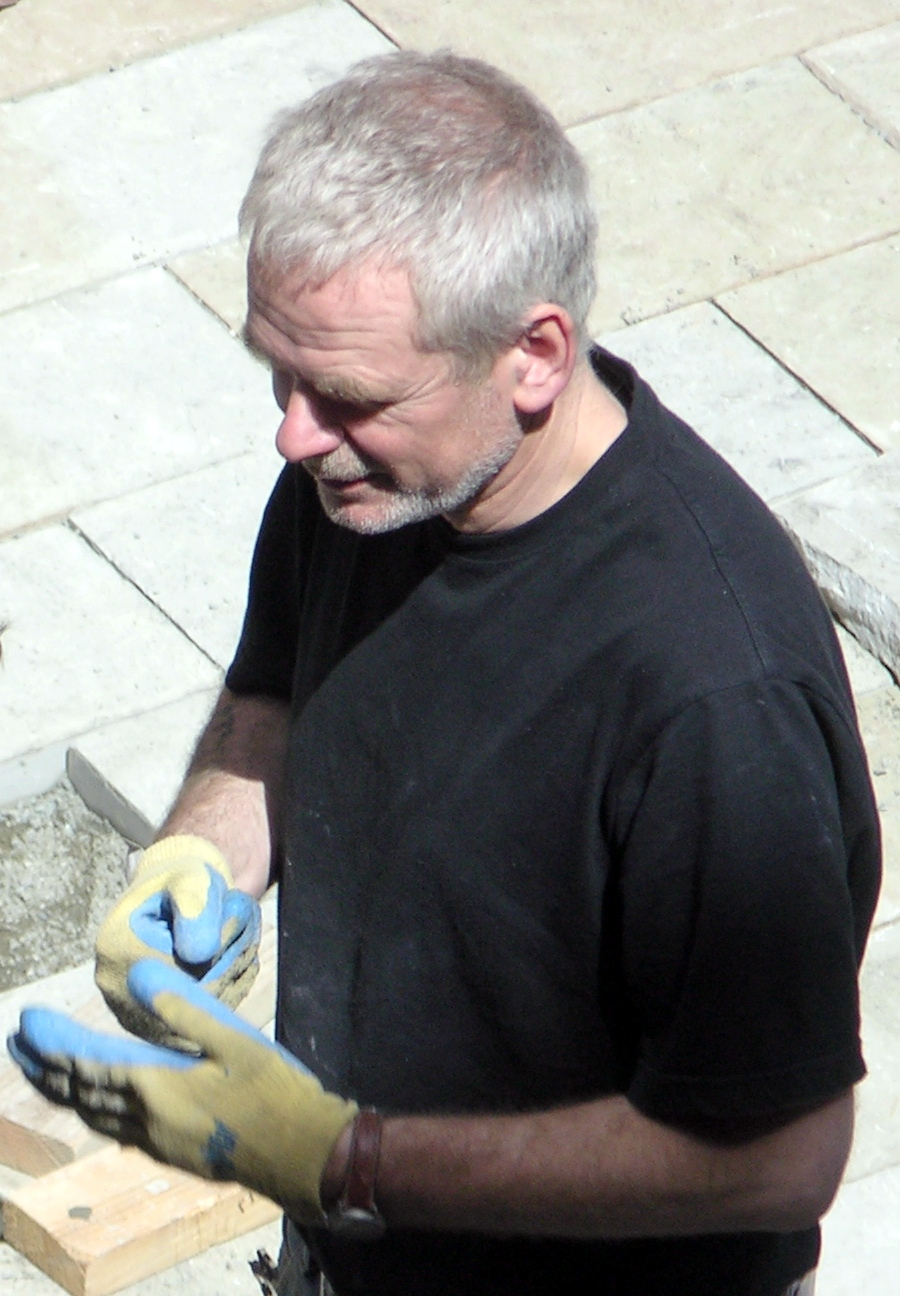
Andy Goldsworthy (* 1956)

- Goldsworthy, Bill (1944–1996), kanadischer Eishockeyspieler
- Goldsworthy, Harry E. (1914–2022), US-amerikanischer Generalleutnant
- Goldsworthy, John (* 1980), Kunst- und Antiquitätenhändler
- Goldsworthy, Kay (* 1956), australische anglikanische Bischöfin
- Goldsworthy, Peter (* 1951), australischer Schriftsteller und Mediziner
- Goldsworthy, Roger (1929–2025), australischer Politiker (Liberal Party)

### Goldt
- Goldt, Christoph (* 1966), deutscher Historiker und Journalist
- Goldt, Helena (* 1985), deutsche Sängerin
- Goldt, Max (* 1958), deutscher Schriftsteller und Musiker
- Goldthau, Andreas (* 1973), deutscher Politologe
- Goldthorpe, John (* 1935), britischer Soziologe
- Goldthwait, Bobcat (* 1962), US-amerikanischer Komiker, Schauspieler, Regisseur und DrehbuchautorBobcat Goldthwait (* 1962)

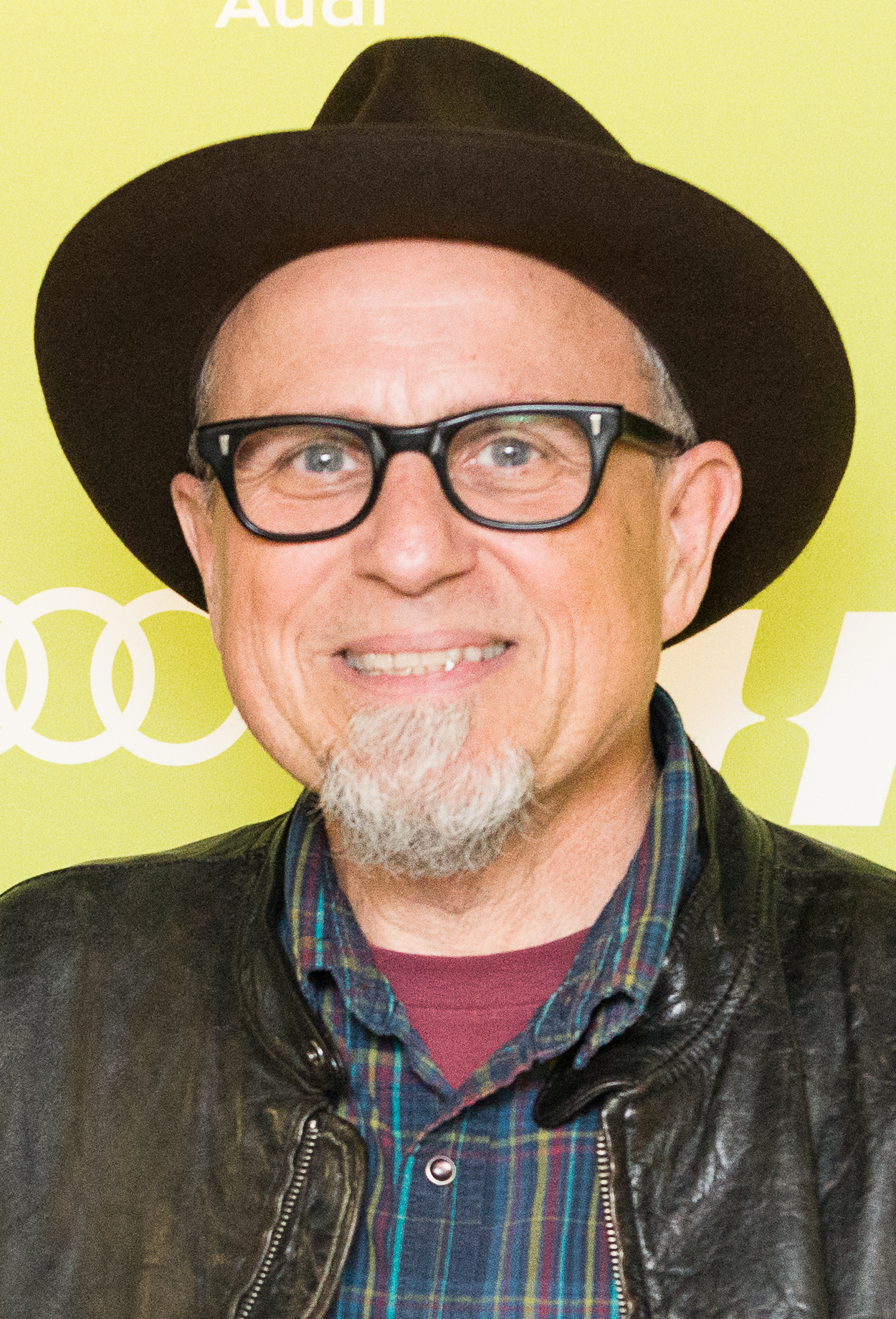
Bobcat Goldthwait (* 1962)

- Goldthwaite, George (1809–1879), US-amerikanischer Jurist und Politiker
- Goldthwaite, Kevin (* 1982), US-amerikanischer Fußballspieler
- Goldtman, Józef Joachim (1782–1852), Bischof von Sandomierz

### Goldu
- Goldust, Shaya (* 1986), iranische Transfrau und Menschenrechtsaktivistin

### Goldw
- Goldwasser, Benjamin (* 1982), US-amerikanischer Songwriter und Musiker der Psychedelic-Rock-Band MGMT, für die er hauptsächlich Keyboard spielt und singt
- Goldwasser, Ehud (1975–2006), israelischer Soldat, der von der Hisbollah entführt wurde
- Goldwasser, Eugene (1922–2010), US-amerikanischer Biochemiker
- Goldwasser, Jacob (* 1950), israelischer Filmemacher, Fernsehautor und Mitglied der israelischen Filmakademie
- Goldwasser, Orly (* 1951), israelische Ägyptologin
- Goldwasser, Shafrira (* 1958), US-amerikanische Informatikerin
- Goldwatch, Jason (* 1976), US-amerikanischer Regisseur
- Goldwater, Barry (1909–1998), US-amerikanischer Politiker
- Goldwater, Barry junior (* 1938), US-amerikanischer Politiker
- Goldwater, John L. (1916–1999), US-amerikanischer Comic-Verleger
- Goldwater, Robert (1907–1973), US-amerikanischer Kunsthistoriker und Hochschullehrer
- Goldwin, Kyle (* 1985), gibraltarischer Fußballtorwart
- Goldwitzer, Franz Wenceslaus (1778–1840), deutscher römisch-katholischer Theologe und Geistlicher
- Goldwyn, Beryl (1930–2022), britische Balletttänzerin und Primaballerina
- Goldwyn, John (* 1958), US-amerikanischer Filmproduzent
- Goldwyn, Samuel (1879–1974), US-amerikanischer Filmproduzent
- Goldwyn, Samuel junior (1926–2015), US-amerikanischer Filmproduzent
- Goldwyn, Tony (* 1960), US-amerikanischer Schauspieler, Regisseur und FilmproduzentTony Goldwyn (* 1960)

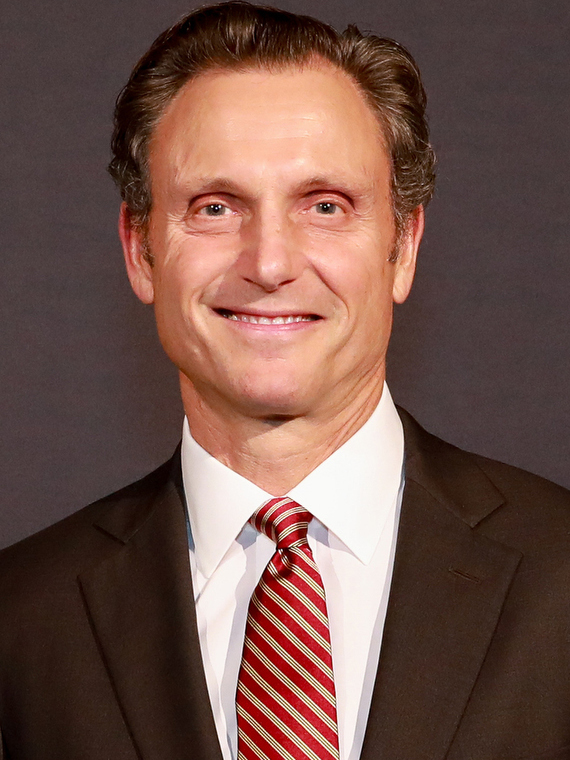
Tony Goldwyn (* 1960)

### Goldy
- Goldy, Craig (* 1961), US-amerikanischer Gitarrist

### Goldz
- Goldzieher, Vilmos (1849–1916), österreichischer Augenarzt
- Goldzier, Julius (1854–1925), US-amerikanischer Politiker
- Goldziher, Ignaz (1850–1921), ungarischer Orientalist